# Civilisation mycénienne
Cette page se comprend mieux après la lecture de Histoire de la Grèce antique.
Vous lisez un « article de qualité » labellisé en 2010.
La civilisation mycénienne est une civilisation égéenne de la fin de l'âge du bronze (Helladique récent) s'étendant de 1650 à 1100 av. J.-C. environ, dont l'apogée se situe environ entre 1400 et 1200 av. J.-C.
Cette civilisation se développe à partir du sud de la Grèce continentale (l'aire « helladique »), alors qu'auparavant les foyers les plus dynamiques du monde égéen se trouvaient dans les îles, dans les Cyclades et surtout en Crète, où s'était développée depuis le début du IIe millénaire av. J.-C. la civilisation minoenne. À partir des environs de 1650/1600 av. J.-C., les sites continentaux connaissent un premier développement, qui témoigne d'un enrichissement de leur élite, visible notamment dans les riches tombes mises au jour par Heinrich Schliemann à Mycènes en 1876. La civilisation mycénienne se développe dans les siècles suivants, suivant un processus mal compris.
Vers 1450 av. J.-C., la Crète est dominée par des Mycéniens, qui s'implantent au palais de Cnossos. C'est là que se trouvent les plus anciennes traces de l'écriture mycénienne, le linéaire B, qui transcrit une forme ancienne du grec. Depuis son déchiffrement par Michael Ventris et John Chadwick en 1952, la civilisation mycénienne est, de toutes les civilisations égéennes pré-helléniques, la seule connue à la fois par des vestiges archéologiques et des documents épigraphiques. Sur le continent, la civilisation qui émerge au même moment repose en partie sur des apports culturels minoens, elle développe progressivement une civilisation organisée autour de plusieurs palais et forteresses qui sont probablement des centres de royaumes dominant des régions (Mycènes en Argolide, Pylos en Messénie, Thèbes en Béotie, etc.). Ils sont dirigés par des rois, placés à la tête d'une administration dont le fonctionnement apparaît dans les tablettes administratives en linéaire B. On parle souvent de civilisation « palatiale » parce qu'elle est dirigée depuis des palais encadrant de nombreuses activités, à l'image de ce qui se passe dans les civilisations contemporaines du Proche-Orient et d'Égypte. Cependant, le pouvoir mycénien n'est manifestement pas particulièrement centralisé.
La civilisation mycénienne connaît au même moment une expansion dans le monde égéen, elle se retrouve jusqu'en Asie Mineure où elle entre en contact avec l'aire sous l'influence du royaume des Hittites, qui connaissent les Mycéniens sous la désignation d'Ahhiyawa, terme qui renvoie au nom Achéens attesté par les textes grecs postérieurs, notamment d'Homère. Les poèmes de ce dernier, en particulier l’Iliade, ont souvent servi de référence pour traiter la civilisation mycénienne, puisqu'il semble préserver le souvenir de l'époque où les Grecs étaient dominés par le roi de Mycènes. Mais une telle situation n'a jamais été confirmée par les sources documentant l'âge du Bronze, pas plus que l'existence de la légendaire guerre de Troie qu'on essaye souvent de situer vers cette période.
Autour de 1200 av. J.-C., la civilisation mycénienne entre dans une phase de déclin, marquée par plusieurs destructions de sites palatiaux, la fin de l'usage de l'écriture et la désagrégation progressive des institutions qui la caractérisaient. Les traits culturels mycéniens disparaissent progressivement après le XIIe siècle av. J.-C., durant la période appelée les « âges obscurs ». Les raisons de ce déclin n'ont pas été élucidées. Quand le monde grec connaît une reprise après 1000, il le fait sur des bases nouvelles, et la civilisation grecque antique, qui se forme par la suite, a largement oublié les accomplissements de l'époque mycénienne.

## Historique des découvertes

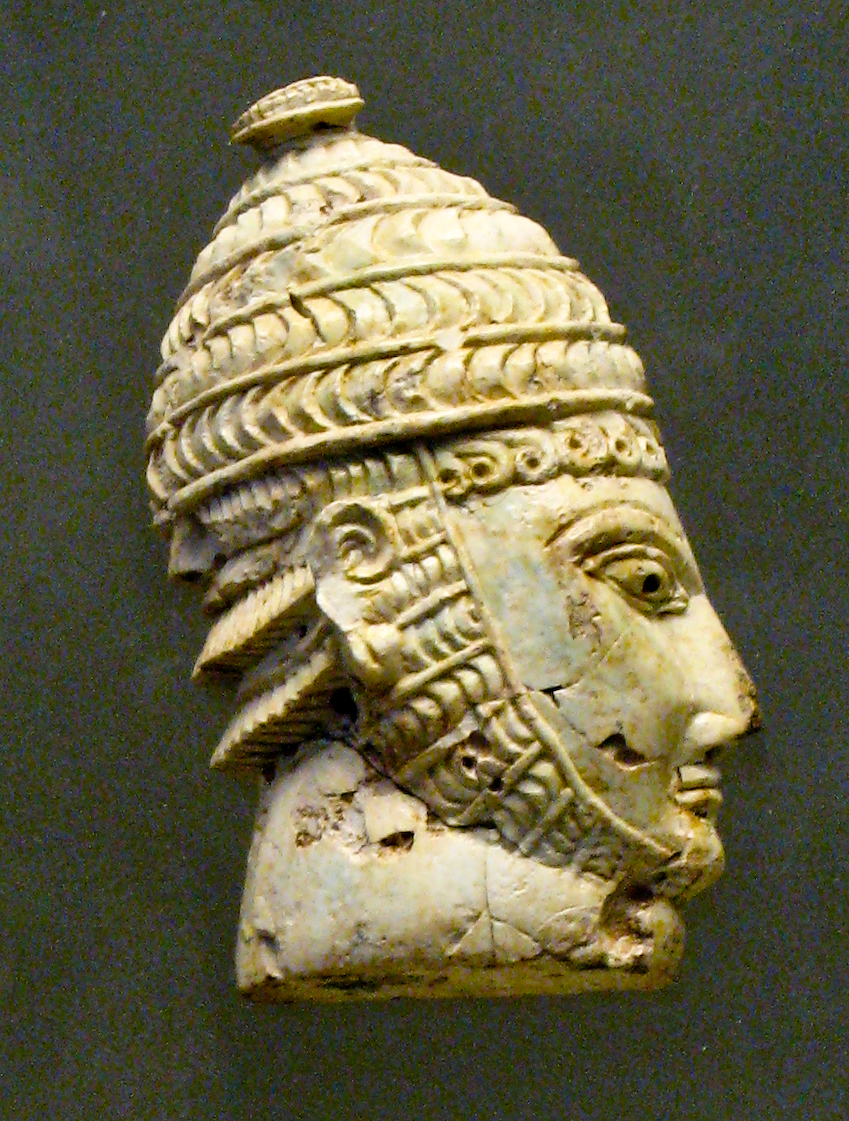
Tête de guerrier portant un casque de défenses de sanglier. Tombe à chambre mycénienne sur l'Acropole,.

Le passé des Grecs n'est longtemps connu que par les légendes des épopées et des tragédies. L'existence matérielle de la civilisation mycénienne est révélée par les fouilles d'Heinrich Schliemann à Mycènes en 1876 et à Tirynthe en 1886. Celui-ci croit avoir retrouvé le monde décrit par les épopées d'Homère, l’Iliade et l’Odyssée. Dans une tombe de Mycènes, il trouve un masque d'or qu'il nomme le « masque d'Agamemnon ». De même, on baptise « palais de Nestor » un palais fouillé à Pylos. Le terme « mycénien » a été choisi par l'archéologue Schliemann pour qualifier cette civilisation, avant que Charles Thomas Newton n'en définisse les caractéristiques en identifiant sa culture matérielle homogène à partir des trouvailles effectuées sur plusieurs sites. Ce nom est repris de celui de la ville de Mycènes (Péloponnèse), d'une part parce qu'il s'agit du premier site archéologique fouillé à révéler l'importance de cette civilisation et d'autre part en raison de l'importance que revêtait cette cité dans la mémoire des auteurs grecs antiques (en premier lieu Homère, qui faisait du roi de Mycènes le chef des « Achéens »). Par la suite, Mycènes s'est révélée n'être qu'un pôle de cette civilisation parmi d'autres, mais le terme de « mycénien » est resté utilisé par convention.
Il faut attendre les recherches d'Arthur Evans, au début du XXe siècle, pour que le monde mycénien acquière une autonomie par rapport au monde minoen qui le précède chronologiquement. En fouillant à Cnossos (Crète), Evans découvre des milliers de tablettes d'argile, cuites accidentellement dans l'incendie du palais, vers 1440 av. J.-C. Il baptise cette écriture « linéaire B », car il l'estime plus avancée que le linéaire A. En 1952, le déchiffrement du linéaire B par Michael Ventris et John Chadwick, qui révèle une forme archaïque du grec, projette la civilisation mycénienne de la Protohistoire à l'histoire, et l'insère à sa véritable place dans l'âge du bronze du monde égéen.
Les tablettes en linéaire B restent toutefois une source documentaire réduite. En y ajoutant les inscriptions sur les vases, elles ne représentent qu'un corpus de 5 000 textes, alors qu'on recense plusieurs centaines de milliers de tablettes sumériennes et akkadiennes. Par ailleurs, les textes sont courts et de nature administrative : il s'agit d'inventaires et d'autres documents comptables, qui n'étaient pas destinés à l'archivage. Ils présentent néanmoins l'avantage de montrer une vision objective de leur monde, sans marque de propagande royale.
Sur la base de ces tablettes, les historiens décrivent dans les années 1960 un monde composé de petits royaumes, chacun doté d'une administration palatiale, ayant vécu la chute de la civilisation minoenne et eux-mêmes disparus vers la fin du XIIIe siècle av. J.-C.. De nouvelles découvertes à partir des années 1980 — ensembles architecturaux, nouveaux lots de tablettes, nodules, cargaisons d'épaves de navire — permettent de préciser et de nuancer ce tableau. Elles stimulent également les études mycénologiques et l'intérêt du grand public : ainsi, une grande exposition intitulée Le Monde mycénien (The Mycenaean World) se tient à Athènes en 1988-1989 et se déplace ensuite dans plusieurs capitales européennes. Elle est suivie en 1990 de la célébration du centenaire de la mort d'Heinrich Schliemann.

## Évolution de la civilisation mycénienne
Les sources sur la civilisation mycénienne proviennent de sites répartis surtout en Grèce continentale, mais aussi autour de la mer Égée et d'une bonne partie du bassin méditerranéen. Cette civilisation s'est développée en plusieurs phases depuis les environs de la seconde moitié du XVIIe siècle av. J.-C. et atteint son apogée dès la fin du XIVe siècle av. J.-C. avec la construction des grands centres palatiaux (Pylos, Mycènes, Tirynthe, Midea, Gla et peut-être Thèbes). La chronologie est devenue plus précise grâce à l'introduction de méthodes de datation absolue comme le radiocarbone (carbone 14) et la dendrochronologie. En l'absence de sources écrites plus détaillées, l'évolution de cette civilisation doit être abordée à partir des seules données archéologiques, présentées ci-dessous avant l'étude des aspects de la société mycénienne.

### Chronologie

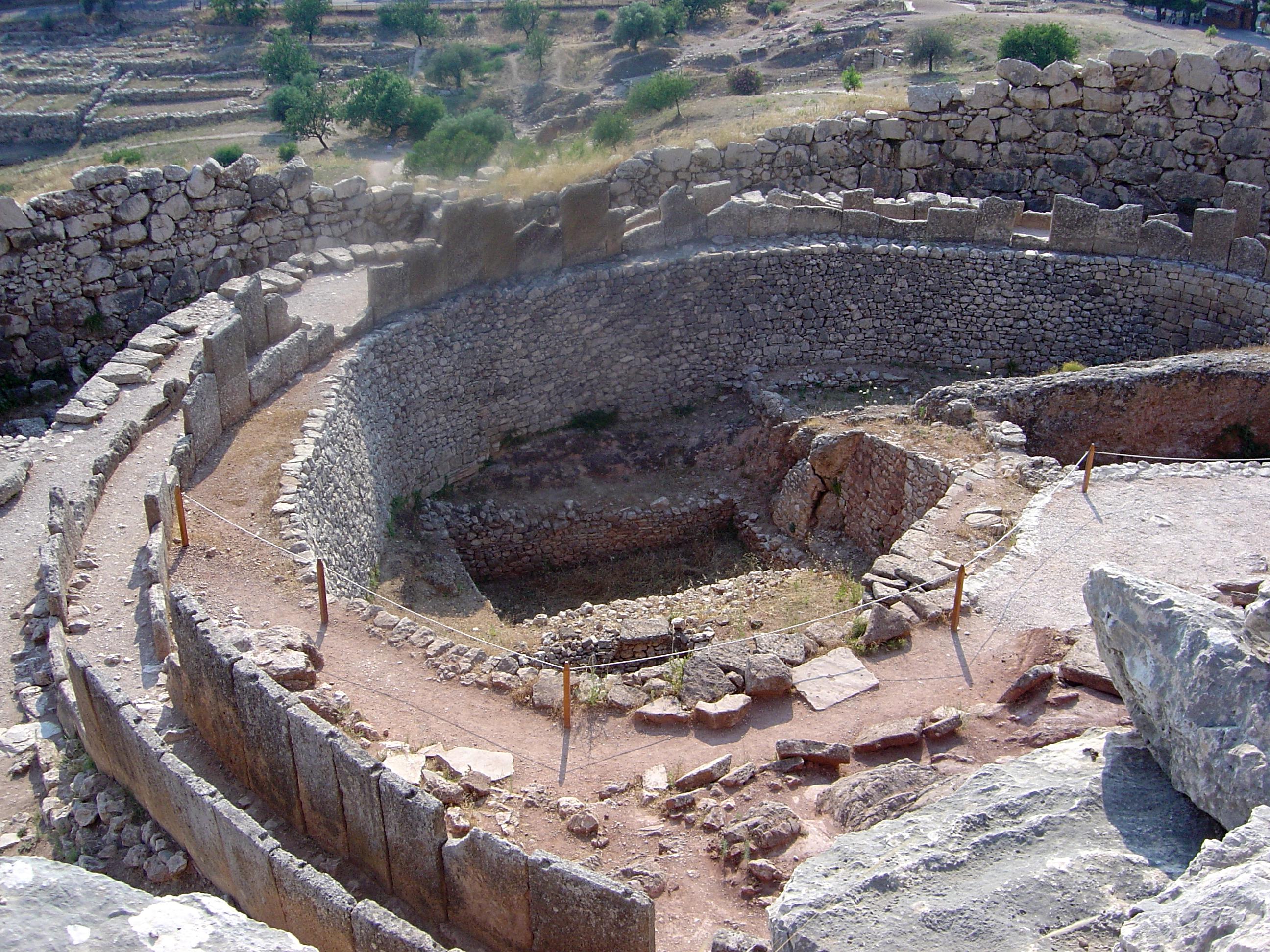
Cercle A des tombes, à Mycènes.

La chronologie fine de la civilisation mycénienne repose sur l'évolution stylistique de la poterie, bien mise en évidence par Arne Furumark à partir des niveaux stratigraphiques des sites fouillés. Cette chronologie relative reste toujours valable, mais la datation de certains intervalles « flottants » donne lieu à des controverses dans le monde scientifique, qui existent du reste pour toutes les aires géographiques du Bronze récent (Proche-Orient, Égypte). Ceci vaut particulièrement pour le début de la période mycénienne (Helladique récent I) où la rareté des associations d'objets égéens et de produits du Proche-Orient empêche de restituer l'étendue chronologique réelle de cette phase. Les progrès atteints dans la datation au radiocarbone permettent cependant de fixer le début de la civilisation mycénienne dans la deuxième moitié du XVIIe siècle av. J.-C..
La période mycénienne — période récente de l'âge du Bronze de la Grèce continentale méridionale (Helladique) — s'étend sur plus de 500 ans. L'Helladique commence vers 3000 av. J.-C. L'appellation Helladique récent (abrégé en HR) est utilisée pour l'époque de la civilisation mycénienne ; elle est divisée en plusieurs périodes successives dont la datation est approximative :
- 1700/1675 - 1635/00 : Helladique Récent I, début du cercle des tombes à fosse B de Mycènes ;
- 1635/00 – 1480/70 : Helladique Récent IIA, cercle des tombes à fosse A de Mycènes ;
- 1480/70 – 1420/10 : Helladique Récent IIB ;
- 1420/10 – 1390/70 : Helladique Récent IIIA1 : début de la période « palatiale », les traits caractéristiques de la civilisation mycénienne sont en place (architecture, art, écriture, administration) ;
- 1390/70 – 1330/15 : Helladique Récent IIIA2, c. 1370 palais de Cnossos détruit, puis reconstruit, apogée de la construction des palais mycéniens ;
- 1330/15 – 1200/1190 : Helladique Récent IIIB : c. 1200 destruction de la plupart des palais mycéniens et de celui de Cnossos (?)[13], fin de la période palatiale ;
- 1200/1190 - 1075/50 : Helladique Récent IIIC : période « postpalatiale », les traits culturels mycéniens disparaissent progressivement.

### Les origines
Le monde égéen de l'âge du bronze est dominé par trois aires culturelles, occupant sa partie méridionale :
- la culture cycladique, comme son nom l'indique localisée dans les Cyclades ;
- la culture minoenne, en Crète, où se développe la civilisation du même nom depuis le début du IIe millénaire av. J.-C. ;
- la culture helladique, dans la partie sud de la Grèce continentale, dont la civilisation mycénienne représente la phase récente.

L'aire helladique est moins développée (ou « complexe ») que les deux autres durant l'âge du Bronze moyen (Helladique moyen, première moitié du IIe millénaire av. J.-C.), surtout occupée par des villages qui pratiquent une agriculture qui a peu évolué depuis le Néolithique, où la céréaliculture a néanmoins été complétée par la culture de l'olivier et de la vigne, et la métallurgie s'est répandue. L'habitat fortifié apparaît, avec Kolonna sur l'île d’Égine. La culture matérielle est homogène dans l'aire, même si les traditions de poterie de qualité varient d'une région à l'autre. Les morts sont plutôt enterrés dans les sites habités, ce qui pourrait renvoyer à une volonté de conserver un lien proche entre vivants et morts, donc aux groupes de parenté. On trouve aussi des tombes sous tumulus, mais il ne s'agit apparemment pas d'une forme de sépulture des élites comme aux périodes suivantes puisque leur matériel funéraire ne les distingue pas des autres types d'inhumation. La présence de quelques tombes plus riches que d'autres et d'habitations plus vastes pourrait indiquer la présence de chefs ou du moins de groupes dominants. Les produits et les idées circulent entre les régions, et avec les îles égéennes, comme l'indiquent les caractères minoens de certains types de céramiques élaborés en Argolide et Laconie (Lerne, Ayios Stephanos). Les îles d'Égine et de Cythère semblent jouer un rôle de relais. En effet au même moment la civilisation palatiale de la Crète minoenne prend son essor, durant la période « proto-palatiale » (v. 2000/1900–1700/1650 av. J.-C.) puis la période « néo-palatiale » (v. 1700/1650–1450 av. J.-C.), sa culture connaît une expansion dans l’Égée et entre en contact avec les civilisations du Proche-Orient et l’Égypte. L'aire cycladique est marquée par l'influence minoenne, comprend également des sites d'habitat important, peut-être des sortes de « républiques marchandes », documentés notamment par le site d'Akrotiri sur Théra (Santorin). Celui-ci est remarquablement conservé car il a été enseveli lors de l'éruption du volcan de Santorin, un des événements marquants de cette période, dont la datation est débattue : dans la seconde moitié du XVIIe siècle av. J.-C. (autour de 1640-1620 ?), ou un siècle plus tard (v. 1530-1500 ?). Son impact sur l'évolution des cultures égéennes est également discuté, possible par endroits en Crète du nord mais en général peu évident à déceler, en tout cas la civilisation minoenne continue de prospérer après,.

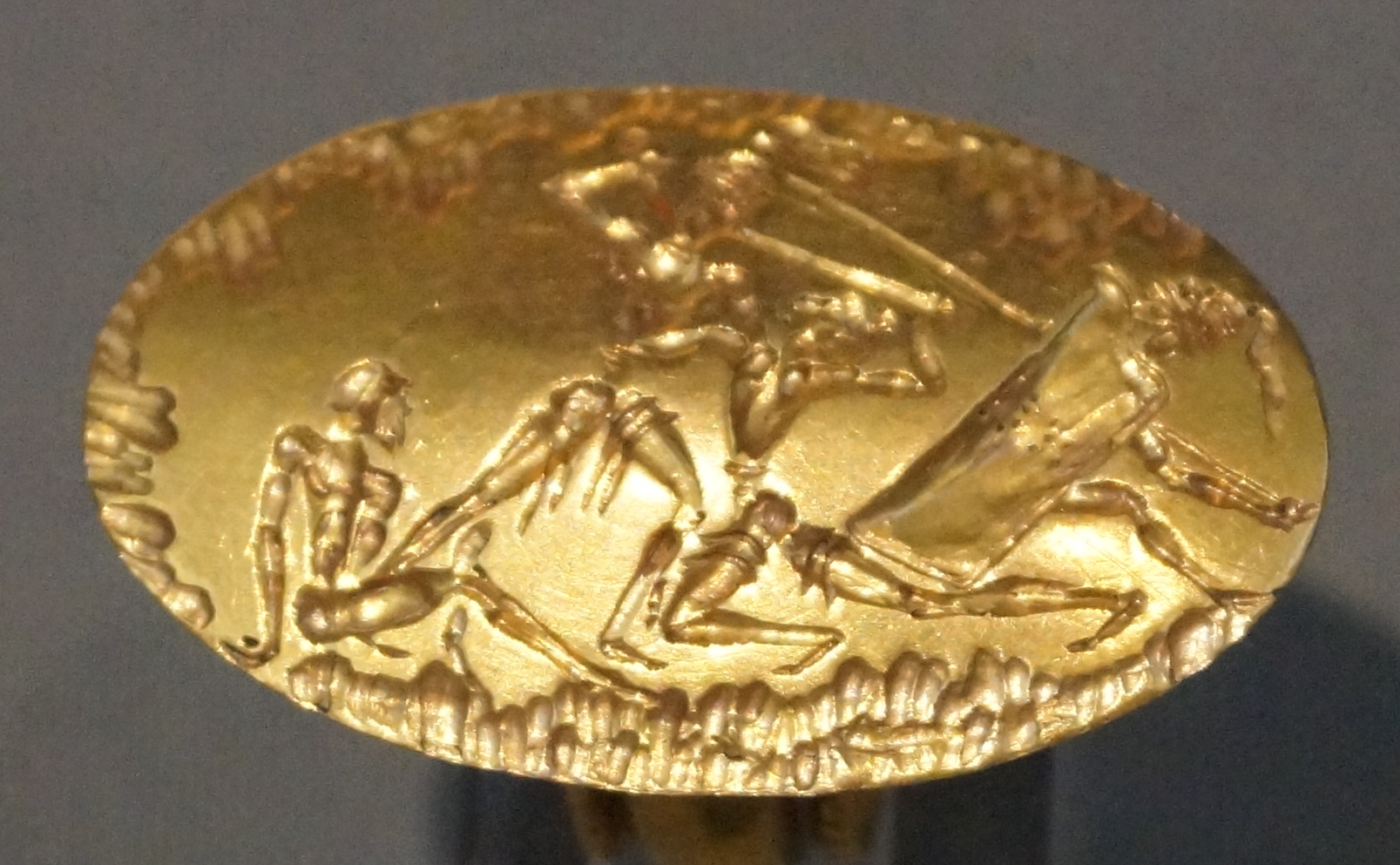
Anneau en or gravé d'une représentation de combat. Musée national archéologique d'Athènes.

L'Helladique récent, qui débute vers 1700/1650 av. J.-C., voit l'accélération du développement démographique, économique, politique et culturel de la Grèce méridionale et centrale continentale, en particulier dans plusieurs régions du Péloponnèse, en Attique et en Béotie, qui amorce l'émergence de la civilisation mycénienne. Ce développement est sensible dès la fin de l'Helladique moyen et le début de l'HR I, qui voit l'affirmation des sites principaux de la période mycénienne. Les découvertes les plus remarquables concernant cette période restent les tombes du cercle A et du cercle B de Mycènes, datées de la période qui va d'environ 1650 à 1500. L'architecture domestique et palatiale de cette période est en revanche très peu représentée sur le continent car elle a été recouverte par celle des époques suivantes, ce qui fait qu'on doit se contenter de l'architecture funéraire et surtout des trouvailles artistiques effectuées dans les tombes dynastiques pour en déduire l'apparition d'un pouvoir politique de plus en plus puissant au cours de cette phase, une hiérarchisation sociale croissante, et également une croissance démographique. On ne peut plus considérer comme on le faisait autrefois que ce développement est impulsé par l'arrivée de chefs d'origine extérieure, car il semble manifeste que les racines de l'HR I se trouvent dans les phases précédentes de l'histoire de la Grèce continentale.
L'ouverture vers l'extérieur joue un rôle décisif dans certaines évolutions locales. C'est notamment la Crète qui exerce une influence forte dans le monde égéen, comme on le voit dans le fait que les tombes des élites continentales de cette époque sont bien pourvues en productions crétoises ou de style crétois, qui sont utilisées comme objets de prestige au service des classes dirigeantes mais ne témoignent pas d'une influence crétoise profonde. Mais cette époque est par bien des aspects une période de créations sur le plan artistique, même si plusieurs d'entre elles n'ont pas de postérité aux périodes suivantes (masques d'or, bas-reliefs sculptés), mêlées à des emprunts et des adaptations continentales de modèles extérieurs.
Les modalités de l'essor de l'élite continentale du début de l'Helladique récent, parfois caractérisée comme une « aristocratie », restent obscures : les constructions de l'époque ont disparu lors de la construction des forteresses et palais de l'époque mycénienne. Les tombes de Mycènes indiquent que les chefs mettent en avant une iconographie qui lie leur pouvoir à la guerre et à la chasse, sont organisés autour de groupes familiaux, associant femmes et enfants[à vérifier] . Il est impossible de déterminer comment et pourquoi ce groupe émerge en l'absence de documentation sur ces époques dans les zones d'habitat. Il n'y a pas encore d'utilisation de l'écriture sur le continent, l'administration semble peu développée, ce qui explique pourquoi les spécialistes préfèrent évoquer pour cette époque des « principautés » plutôt que des « royaumes ».
La période suivante, l'HR IIB (v. 1500-1400 av. J.-C.), voit ces tendances se poursuivre, mais des changements se profilent, qui annoncent la période mycénienne à proprement parler. Elle est encore mal connue. Des tombes à tholos de chefs sont connues pour cette époque, et elles témoignent d'un passage de tombes collectives à des tombes individuelles, toutes pillées dans l'Antiquité, à Mycènes, à Routsi en Messénie et à Vaphéio en Laconie. Le seul édifice qui pourrait être qualifié par sa taille comme un palais fouillé qui soit daté de la période est celui du Ménélaion à Sparte. Celui de Tyrinthe a livré quelques traces de cette période indiquant qu'il existe déjà, les autres palais mycéniens postérieurs non. Les prospections et la localisation des tombes à tholos indiquent en tout cas l'émergence de centres politiques en plusieurs endroits, peut-être déjà des centres palatiaux, mais sans centralisation systématique : en Laconie le Ménélaion coexiste avec Vaphéio déjà évoqué, aussi Ayios Stephanos et Pellana, donc le pouvoir y est fragmenté ; en Messénie en revanche Pylos devient le seul centre ; en Argolide on suppose l'émergence des centres palatiaux de Mycènes, Tyrinthe et Midea. Malgré la diversité des configurations locales, la stratification sociale et politique semble donc s'accentuer sur le continent.

### Les débuts de la Crète mycénienne

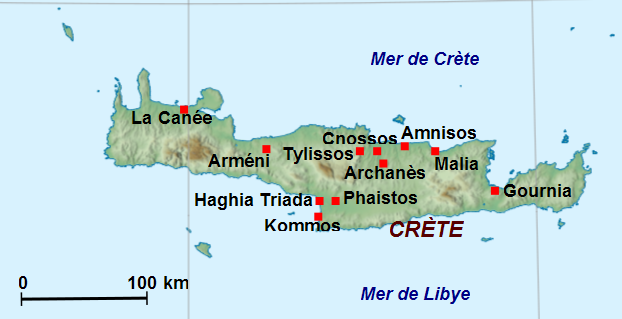
Les principaux sites de Crète occupés durant la période Minoen Récent III.

Une série de destructions violentes vers 1450 av. J.-C. (dans la terminologie locale la transition entre le Minoen récent II et IIIA1) mettent fin en Crète à la phase néo-palatiale, qui a vu l'apogée de la civilisation minoenne et de son expansion dans l'Égée. Les grands palais de Phaistos, Malia et Zakros sont abandonnés après cela, seul celui de Cnossos étant réoccupé, sans réaménagement important. La phase qui s'ouvre voit une croissance de l'influence mycénienne dans la culture matérielle locale, et il est généralement considéré que les destructions sont liées à une conquête de l'île par des « Mycéniens » venus depuis le continent, qui domineraient ensuite la majeure partie si ce n'est la totalité de l'île depuis le palais de Cnossos qu'ils réoccupent, puisqu'il n'y a plus de centre équivalent. Des tombes de guerriers apparaissent sur l'île, notamment dans les alentours de Cnossos, avec des aspects continentaux clairs qui pointent là encore vers la venue de guerriers continentaux, peut-être d'abord comme mercenaires au service des Crétois, puis comme maîtres de l'île. Du début de la période datent les plus anciennes archives en linéaire B connues, mais comme le système apparaît déjà pleinement fonctionnel il est plausible qu'il soit plus ancien. Elles concernent en partie des distributions d'armes et de chevaux, tonalité militaire qui ne semble pas anodine. Elles sont rédigées en grec et comprennent des noms de personnes grecques, ce qui est généralement associé à l'influence mycénienne puisqu'il est généralement considéré que les Minoens n'étaient pas des locuteurs de langue grecque. Les autres sites occupés durant la période qui s'ouvre sont La Canée (Kydonia) à l'est, Haghia Triada au sud dans la plaine de la Messará, Malia à l'est en dehors du palais.
Le palais de Cnossos est ensuite détruit vers 1370 av. J.-C. (début du MR IIIA2), mais il continue de fonctionner un laps de temps indéterminé, avant d'être abandonné, peut-être rapidement après sa destruction précédente, ou bien plus tard, vers 1300 (la fin du MR IIIA2). Le principal lot de tablettes du palais de Cnossos est datable d'une de ces deux destructions, mais on ne sait laquelle, en admettant d'ailleurs que ces textes datent tous du même moment.

### L'âge des palais mycéniens:XIVe–XIIIesiècleav. J.-C.

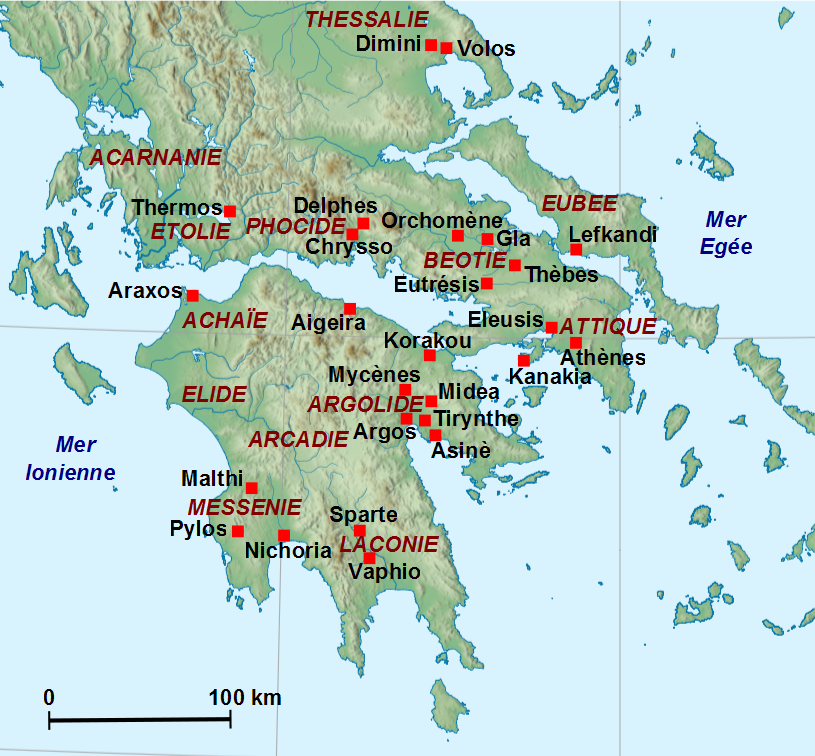
Emplacement des principaux sites mycéniens en Grèce continentale.

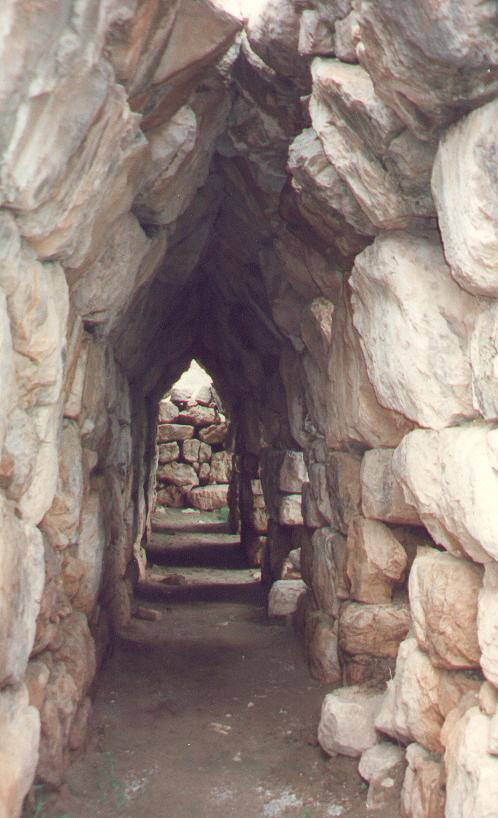
Galerie voûtée des fortifications de Tyrinthe, HR III.

Les périodes archéologiques Helladique Récent III A et B, couvrant les XIVe – XIIIe siècle av. J.-C., sont considérés la période « palatiale » mycénienne, ou du moins l'apogée des palais mycéniens, voire la civilisation mycénienne à proprement parler.
Le début du XIVe siècle voit la réunion des « marqueurs » de la civilisation mycénienne, identifiables sur ses principaux sites (Mycènes, Tyrinthe, Pylos, Thèbes) : les citadelles, les palais royaux, deux types de tombes dominants — les tombes à tholos et les tombes à chambre — qui prennent tous des aspects de plus en plus monumentaux, et enfin l'utilisation croissante de l'écriture linéaire B, qui est documentée sur le continent à partir de cette période. Les palais continentaux sont désormais gérés par une administration à la minoenne, peut-être à l'issue d'un transfert consécutif à la destruction de Cnossos. Plus largement l'aire mycénienne s'étend géographiquement, en direction du nord (jusqu'au mont Olympe et le site de Spáthes), de l'est (vers l'Épire) et de l'est (dans le Dodécanèse), en plus de la Crète, et l'influence mycénienne devient dominante dans le monde égéen dans le courant du XIVe siècle av. J.-C., ses contacts s'étendant vers la Macédoine, l'Asie Mineure, aussi à l'ouest jusqu'en Sardaigne. Les sources hittites évoquent pour la première fois l’Ahhiya, pays que l'on identifie couramment aux Mycéniens (Achéens) au début du XIVe siècle av. J.-C..
Le XIIIe siècle (HR IIIB) est la période la mieux documentée, tant sur le plan architectural qu'épigraphique (la plupart des sources écrites datent de la dernière période des palais puisqu'elles sont figées par leur destruction, donc v. 1200-1180 av. J.-C.). Elle voit cette croissance se poursuivre. Les complexes palatiaux de Mycènes, Tyrinthe, Pylos et Thèbes atteignent alors leur apogée, de même que l'architecture défensive, sur les sites de Mycènes ou de Gla, et les tombes à tholoi royales de Mycènes ou Orchomène, et les évolutions se repèrent sur les quelques sites secondaires fouillés (Ayios Stephanos, Nichouria, Tsoungiza, Asinè, etc.). Le nombre de sites habités augmente. Les programmes de construction sont donc très dynamiques, et ils concernent sans doute aussi les infrastructures de communication. Les tablettes en linéaire B permettent de saisir le fonctionnement des systèmes palatiaux de Grèce continentale (surtout Pylos) et de ceux de la Crète. Elles attestent l'existence d'un encadrement qui organise divers types d'activités économiques. Les sources plaident en faveur de la coexistence de plusieurs royaumes, dirigés depuis les principaux palais par une élite à la tête de laquelle se trouve un monarque, le wanax, disposant d'une administration et de travailleurs spécialisés. En revanche il semble que la construction de tombes à tholos ne suive pas la tendance générale, peut-être en raison d'un contrôle mis en place par le pouvoir central.
La civilisation mycénienne est alors relativement homogène sur le continent dans les régions dominées par les palais, et on a pu parler d'une koinè. Mais les éléments de diversité sont toujours importants et que[à vérifier]et que certaines régions voisines des grands centres ignorent le système palatial, notamment dans le Péloponnèse l'Achaïe, l'Arcadie, l'Élide, et au nord la Phocide, la Thessalie, et la Grèce septentrionale présentent un profil culturel différent de celui des régions mycéniennes,.

### Qui étaient les Mycéniens?

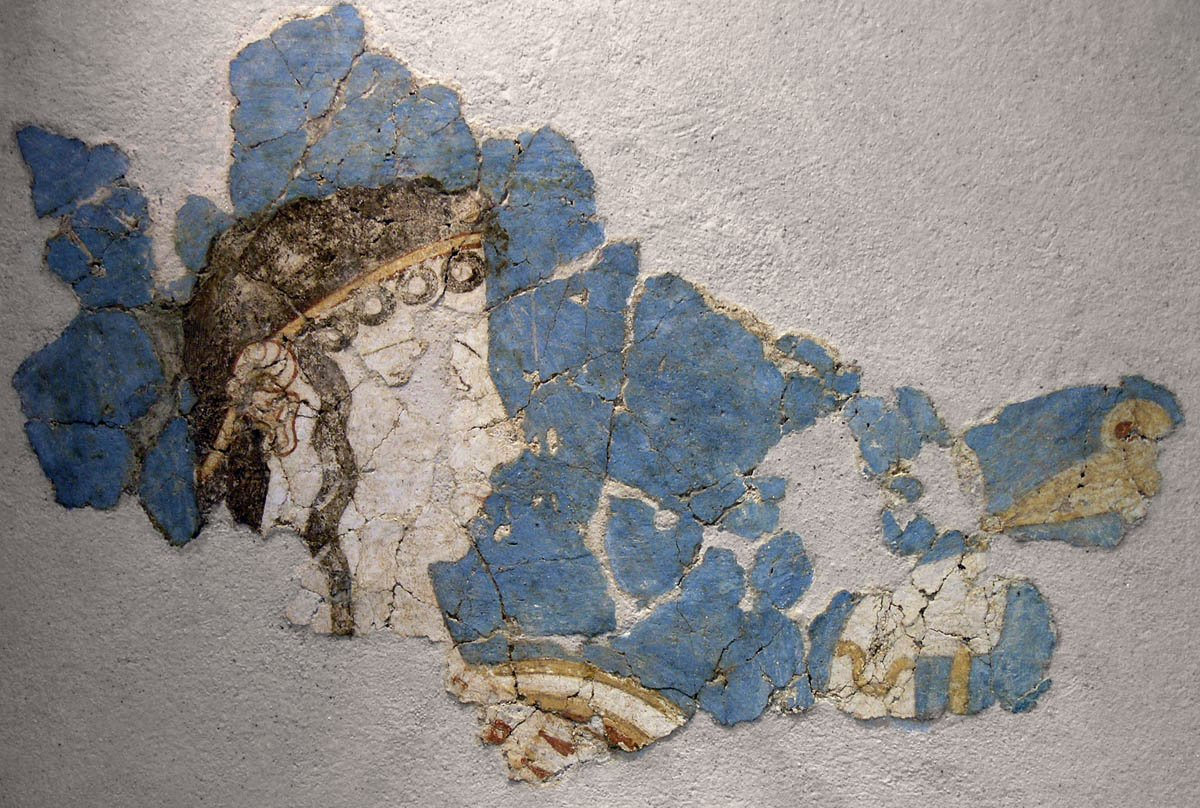
Fresque du à Mycènes, participante à une procession religieuse, Musée national archéologique d'Athènes.

Les « Mycéniens », entendus comme les porteurs de la civilisation mycénienne, sont avant tout identifiés par leur culture matérielle, caractérisée par les différents traits que l'on retrouve en Grèce continentale à cette période, notamment la poterie et l'artisanat, l'architecture, les pratiques funéraires. Depuis la traduction des tablettes en linéaire B, on sait que ces gens parlaient une forme archaïque de grec. Aucune source écrite provenant d'un site mycénien ne nous a indiqué comment ce peuple se nommait lui-même (son autoethnonyme). À la lecture de l’Iliade, où les Grecs sont souvent appelés « Achéens », et en prenant en compte la mention d'Ahhiyawa vers la région égéenne dans les sources hittites du Bronze Récent, on a voulu voir dans les Mycéniens des Achéens. Mais le second argument est loin d'être admis de tous, alors que pour le premier, on remarque que le terme « Achéen » peut avoir plusieurs significations dans les textes d'Homère. De ce fait la question souvent posée de savoir si on serait bien en présence d'« Achéens » sur une grande partie de la Grèce continentale méridionale, avant l'arrivée de « Doriens » au Ier millénaire comme le prétendent les historiens grecs antiques ultérieurs reste l'objet de débats.
L'analyse linguistique des textes en linéaire B rattache la langue mycénienne à des dialectes grecs des époques ultérieures, ceux du groupe oriental, comprenant l'ionien-attique et l'arcadochypriote du millénaire suivant. Elle est plus proche du second que du premier, mais cela ne veut pas dire qu'elle en soit l'ancêtre puisque plusieurs éléments l'en distinguent qui ne s'expliquent pas forcément par des évolutions dans le temps. Cela indique en tout cas que la scission entre groupes linguistiques grecs occidental (celui des langues doriennes) et oriental a déjà eu lieu à cette période, donc que le monde grec est déjà traversé par différents dialectes, même si on ne sait pas où se localisent les locuteurs de ceux-ci. En tout cas les tentatives d'identifier des variantes dialectales dans les textes en linéaire B n'ont pas donné de résultats convaincants, ce qui s'expliquerait par le fait que l'écriture est uniformisée, ne cherche pas à rendre la langue parlée et tend donc à gommer les variantes vernaculaires.

Fresque d'une femme mycénienne, vers 1300 av.

Du reste, tout en ayant une culture matérielle uniforme, rien n'indique que les langues et ethnies l'aient été, des porteurs de la culture matérielle mycénienne ayant pu parler d'autres langues que le grec. C'est le cas des langues dites « égéennes » ou « pré-grecques », implantées dans la région avant l'arrivée des locuteurs de langues « proto-grecques ». La date d'arrivée de ces derniers est du reste débattue : les propositions actuelles privilégient plutôt le début du Bronze moyen (v. 2300-2100 av. J.-C.), mais certains remontent jusqu'au début du Bronze ancien (v. 3200 av. J.-C.), voire celui du Néolithique (v. 6500 av. J.-C.) ; en tout cas il n'est plus proposé que le développement de la civilisation mycénienne coïncide avec leur arrivée, comme cela a pu être le cas par le passé. Il est difficile d'évaluer l'évolution des rapports de la langue grecque avec ces langues qui nous sont inconnues et qu'elle côtoyait alors, et auxquelles elle a manifestement beaucoup emprunté. En effet, le lexique grec repose certes avant tout sur une base indo-européenne, mais il en comprend d'autres qui sont attribuables à ce fond antérieur, parce qu'ils ne s'expliquent pas par une origine grecque. On ne sait pas comment les caractériser, certains les attribuant à des langues inconnues, mais peut-être déjà indo-européennes (notamment celle d'un peuple que l'on nomme parfois « Pélasges »), ou encore à des langues anatoliennes, notamment le louvite parlé en Asie Mineure orientale à l'époque mycénienne. En tout cas comme vu plus haut on sait par les textes hittites que les Mycéniens ont eu des contacts poussés avec cette région (notamment le pays d'Arzawa), et les textes de Pylos pourraient indiquer la présence de gens venus d'Asie Mineure . La question de la langue des « Minoens » (donc celle des textes en linéaire A et hiéroglyphes crétois) se pose également, puisqu'il est admis qu'il ne s'agit pas de grec. Les textes en linéaire B venant de Cnossos donnent des noms de personnes grecs, mais d'autres qui ne le sont pas, qui relèvent donc probablement du fond minoen.
Les études génétiques éclairent ces questions, notamment sur les origines des populations du monde égéen de l'âge du Bronze. Elles montrent ainsi que les Mycéniens étaient génétiquement proches des Minoens. Ces populations sont issues d'un mélange génétique entre des agriculteurs néolithiques d'Anatolie occidentale pour les trois quarts de leur ascendance et d'une population issue de l'Est (Iran ou Caucase). Les Mycéniens se différencient par une composante en plus issue du Nord liée aux chasseurs-cueilleurs d'Europe de l'Est et de la Sibérie introduite via une source liée aux habitants de la steppe eurasienne,,. Les résultats de cette étude montrent également qu'il n'y a pas d'éléments génétiques d'origine égyptienne ou levantine chez les Mycéniens.

### Expansion et présence mycénienne dans le monde égéen

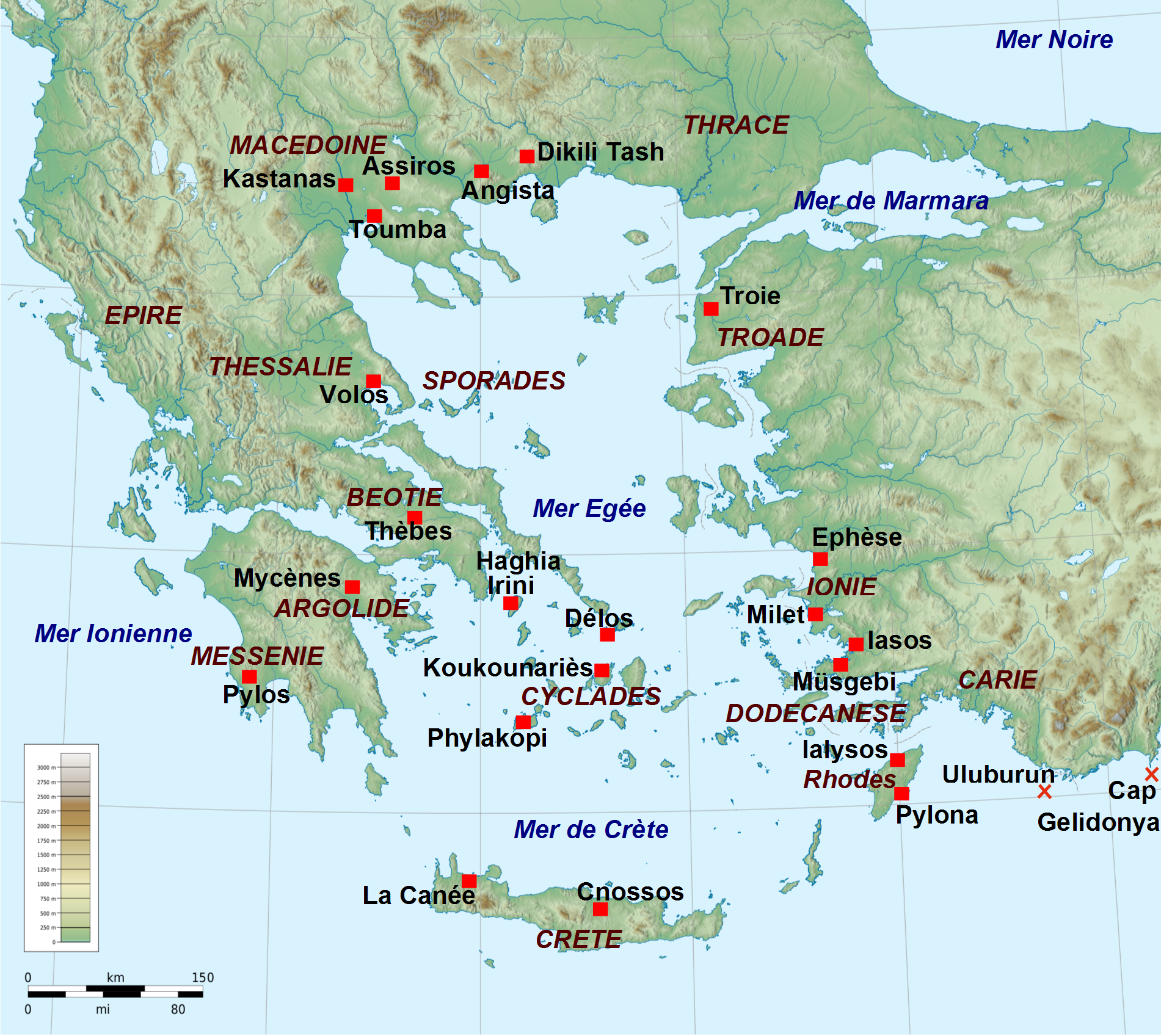
Les sites archéologiques principaux autour de la mer Égée à la période mycénienne.

Dans les îles égéennes, Crète comprise, les particularismes hérités des cultures cycladique et minoenne s'estompent, signe que ces régions ont perdu leur rôle moteur et sont devenues des aires sous influence culturelle mycénienne. Il est difficile de déterminer si cela s'accompagne de mouvements de populations depuis le continent. La présence mycénienne sur les sites de cet espace succède souvent à celle des Minoens, qui décline après les destructions des alentours 1450 av. J.-C., visibles sur les sites palatiaux crétois. L'expansion mycénienne se fait principalement en direction de la partie sud du monde égéen : la Crète, mais aussi des Cyclades, le Dodécanèse et le littoral de l'Asie Mineure ; le sud des Balkans a eu des contacts limités avec le monde mycénien. C'est essentiellement par la diffusion de la céramique mycénienne que l'on peut supposer cela, mais aussi par des objets en ivoire de type mycénien, même s'il est souvent complexe de distinguer les exportations et les inspirations. De plus, il est difficile de savoir si une céramique mycénienne retrouvée hors de la Grèce continentale a été exportée pour sa fonction de contenant, ou bien pour elle-même. La nature et les causes de cette expansion sont débattues. Des aspects politiques ont pu être invoqués en plusieurs endroits, notamment en Crète et dans les Cyclades, mais au minimum des motifs commerciaux paraissent incontestables, même s'il est compliqué de déterminer quels produits étaient réellement échangés.
On a cependant pu considérer, dans le cas de la Crète, que l'île exerce encore une influence notable dans la culture matérielle des régions voisines du monde égéen, dont la Grèce continentale avec qui les échanges commerciaux sont de plus en plus forts comme le montre par exemple le site portuaire de Pavlopetri, dans le Péloponnèse. Elle est alors incontestablement une composante du monde mycénien, on y trouve une administration de type similaire à celle des royaumes continentaux, même si on ne peut pas dire avec certitude si elle est dominée par des gens venus de continent cela reste la solution la plus envisagée, et il faut au moins admettre la présence de Mycéniens sur place. La culture matérielle y subit cependant peu d'influence continentale et les spécificités locales continuent. On constate une période de prospérité économique, et la présence d'un réseau de centres administratifs dense. Il y a alors un affaiblissement de l'influence de Cnossos face à l'émergence de nouveaux centres comme La Canée, qui devient le centre artisanal le plus important de l'île, dont les productions céramiques se retrouvent dans les Cyclades, sur le continent, en Sardaigne et à Chypre.
Dans l'aire cycladique, où le centre majeur de Théra (Santorin, avec Akrotiri) avait disparu après l'éruption volcanique de Santorin, l'influence minoenne a reculé dès le XVe siècle av. J.-C. et celle de l'aire mycénienne se décèle dès ce moment par la présence importante de poteries continentales. Le site de Phylakopi, sur Milos, subit une destruction à laquelle succède la construction d'un palais de type mycénien : comme à Cnossos, cela indiquerait la prise de contrôle par des guerriers continentaux. Il devient alors le principal site de l'aire cycladique, mais c'est le seul palais qui y soit connu. Dans les autres îles la « mycénéisation » culturelle se voit clairement, par la présence de céramiques importées du continent, mais la présence de Mycéniens ne se repère pas avec certitude. Haghia Irini sur Kéa est un autre site important de la période. Les importations mycéniennes déclinent dès le HR IIIB, vers le milieu du XIIIe siècle av. J.-C., pour être remplacées par une production locale, quoique la culture matérielle reste de type mycénien.
Le Dodécanèse connaît également une forte influence mycénienne par endroits. Deux nécropoles de l'île de Rhodes, Ialysos et Pylona, ont livré pour l'HR III A un important matériel céramique continental ainsi que des tombes à chambre, ce qui pourrait indiquer la présence d’une communauté mycénienne sur place, au moins dans un but commercial. À l'HR III B, la présence mycénienne est là aussi déclinante.

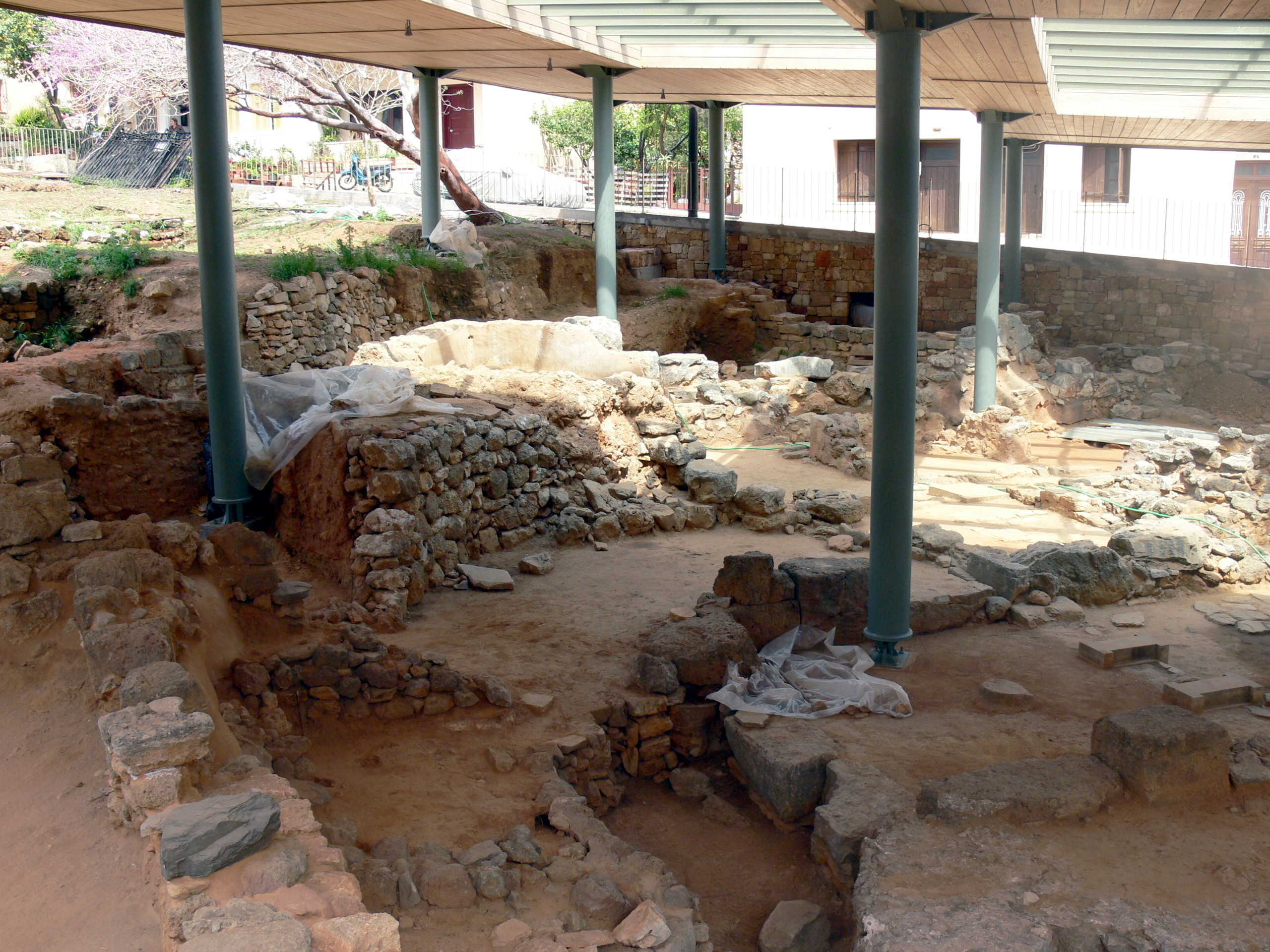
Fouilles dans les ruines minoennes récentes de La Canée.
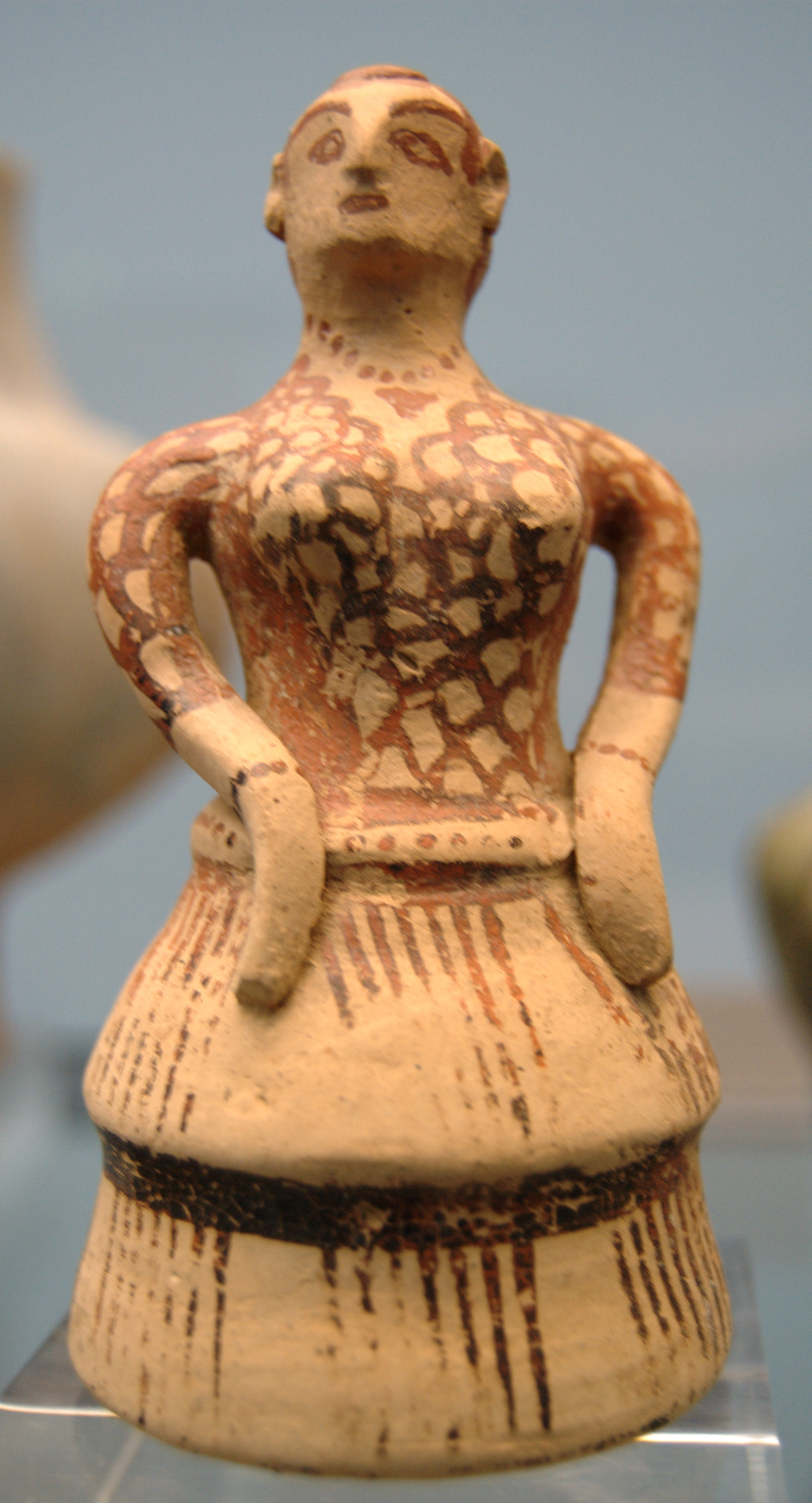
Statuette de style crétois retrouvée à Sparte, v. 1400. Staatliche Antikensammlungen de Munich.
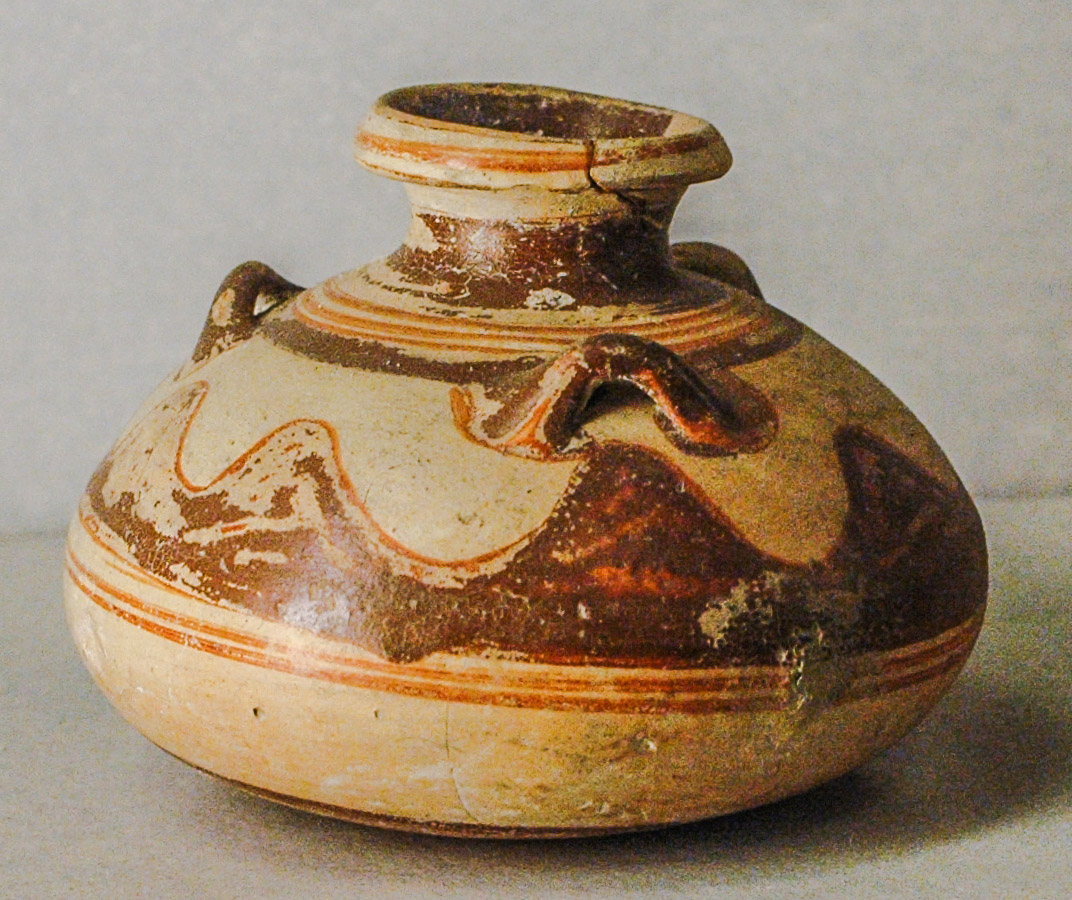
Alabastre en terre cuite retrouvé à Rhodes, HR III A2 (c. 1350). Musée du Louvre.
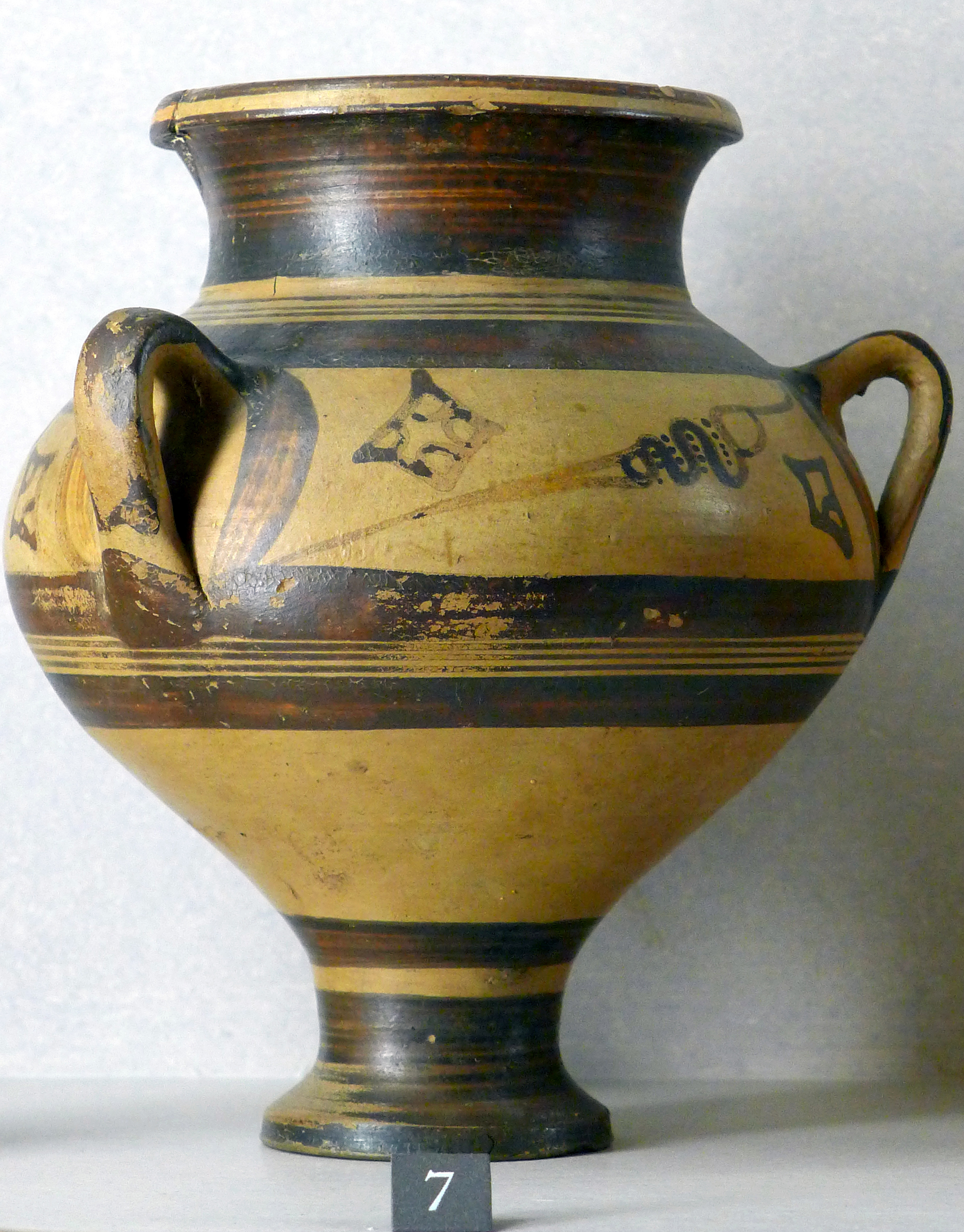
Jarre piriforme découverte à Milos (Grèce), HR IIIb (c.1350-1200). Musée du Louvre.

Sur le continent asiatique à proximité de ces îles, la présence mycénienne est moins forte, par exemple dans les nécropoles de Carie (Kos et Müsgebi). Plus au nord, on arrive vers les régions connues par les textes provenant du royaume hittite, qui domine l'Anatolie à cette période depuis sa partie centrale. Le royaume le plus puissant de l'Asie mineure est l'Arzawa, dont la capitale Apasa est peut-être Éphèse, et qui finit par être soumis et divisé par les Hittites. Les textes provenant de ces derniers parlent également d'un royaume d'Ahhiyawa, qui pourrait bien être celui d'Achéens, donc de Mycéniens. Ce royaume est documenté par quelques tablettes relatives à des évènements politiques dans l'Ouest anatolien, là où l'influence du roi des Ahhiyawa rencontre celle du royaume hittite. Au début du XIIIe siècle av. J.-C., son roi est considéré comme un « Grand roi » par son homologue hittite, c'est-à-dire son égal, au même titre que les rois d'Égypte et de Babylone, qui avaient tous plusieurs États vassaux mais aucun suzerain. L'influence du roi des Ahhiyawa dans la région orientale de l'empire hittite ne dure cependant pas longtemps, et il disparaît finalement des textes. Son territoire dominait au moins une partie de l'Asie mineure, car il a à un moment donné un gouverneur dans la cité de Millawanda, probablement Milet. Sur ce dernier site, détruit par les Hittites vers la fin de l'HR III A, l’influence mycénienne paraît forte, mais côtoie celle des peuples anatoliens. On débat sur la localisation du centre du royaume Ahhiyawa : beaucoup veulent le situer à Mycènes ou du moins en Grèce continentale, faisant alors correspondre son extension à celle de la civilisation mycénienne, alors que certains proposent de le situer plutôt en Asie mineure littorale ou bien sur une île comme Rhodes, car ce sont les seules régions qu'on le voit dominer clairement dans les sources écrites.
Plus au nord, le site archéologique de Troie (Hissarlik) pose de nombreuses questions en lien avec l'épopée homérique. Des générations d'archéologues ont cherché à savoir quel était le niveau de la ville qui aurait été détruit par les assaillants mycéniens lors d'un conflit réel qui aurait inspiré les récits sur la guerre des Achéens menés par le Mycénien Agamemnon contre les Troyens dans l’Iliade et le cycle de légendes sur la Guerre de Troie. Deux candidats sont en lice : le niveau VIh et son successeur le niveau VIIa, qui finissent tous les deux par des destructions dont la nature exacte est à préciser (conquête violente ou tremblement de terre ?). Mais il faut encore démontrer que l'histoire d'Homère fait bien référence à un évènement réel, alors que la présence mycénienne sur le site reste faible.

### La place du monde mycénien dans le monde méditerranéen

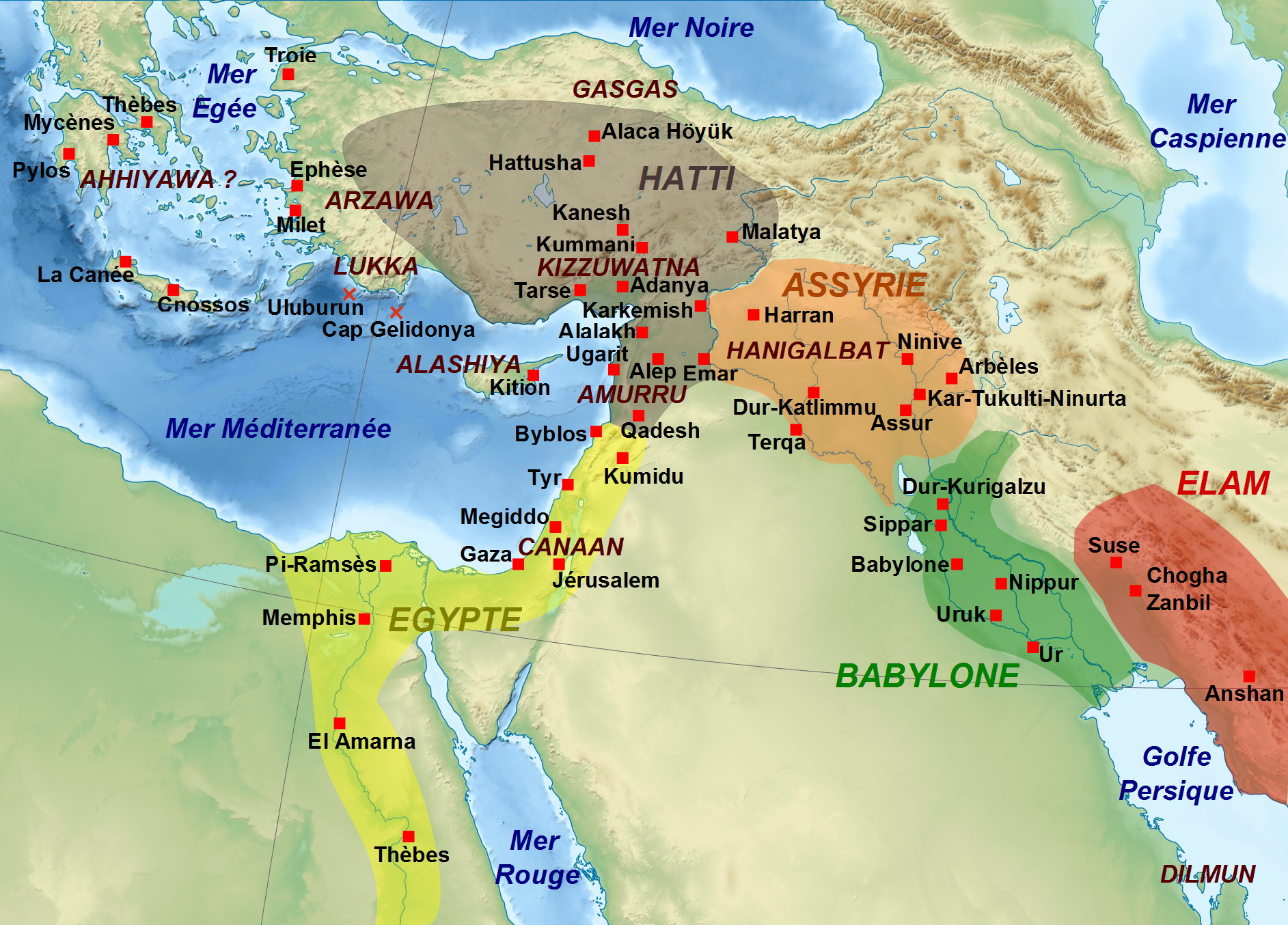
La Méditerranée orientale et le Moyen-Orient au

À une échelle plus petite, on dispose de traces indiquant des contacts entre les Mycéniens et divers points du bassin méditerranéen au-delà de l'Égée. Ces traces sont, encore plus que pour les régions des rives de l'Égée, essentiellement des céramiques. On en retrouve en effet dans des régions parfois très éloignées du monde égéen : vers l'ouest, en Sardaigne, dans la vallée du Pô, dans la Péninsule Ibérique, au nord en Macédoine ou en Thrace, et vers l'est et le sud-est à Chypre et jusqu'aux rives de l'Euphrate ou encore dans la basse vallée du Nil. En réalité, c'est en direction de Chypre et du Levant que les traces sont les plus significatives, et peuvent laisser supposer l'existence d'échanges plus importants et réguliers. Cela pourrait être confirmé par l'épave retrouvée à Uluburun au sud de Kaş en Turquie, datée de la fin du XIVe siècle, transportant surtout du cuivre de Chypre, mais aussi quelques vases mycéniens à côté d'autres objets d'Égypte, de Syrie ou du Taurus, indiquant que le monde mycénien était bien intégré à des réseaux d'échanges impliquant le bassin méditerranéen oriental. Mais aucune trace écrite de relations commerciales entre les ports du Levant (comme Ougarit) et les Mycéniens n'apparaît. Les échanges maritimes de cette période se faisant essentiellement par cabotage et par étapes, il n'y avait pas forcément de liaisons directes importantes. Chypre (notamment l'antique royaume d'Alashiya qui en occupe au moins une partie), où la présence mycénienne est plus forte, pourrait avoir joué le rôle d'intermédiaire entre les Mycéniens d'un côté et le Levant et l'Égypte de l'autre. Du reste, cette île était importante pour le monde mycénien en tant que fournisseur de cuivre. À la fin du XIIIe siècle, Chypre voit finalement l'installation de migrants du monde mycénien, dans le contexte des mouvements de population qui touchent la Méditerranée orientale à la fin du Bronze récent.

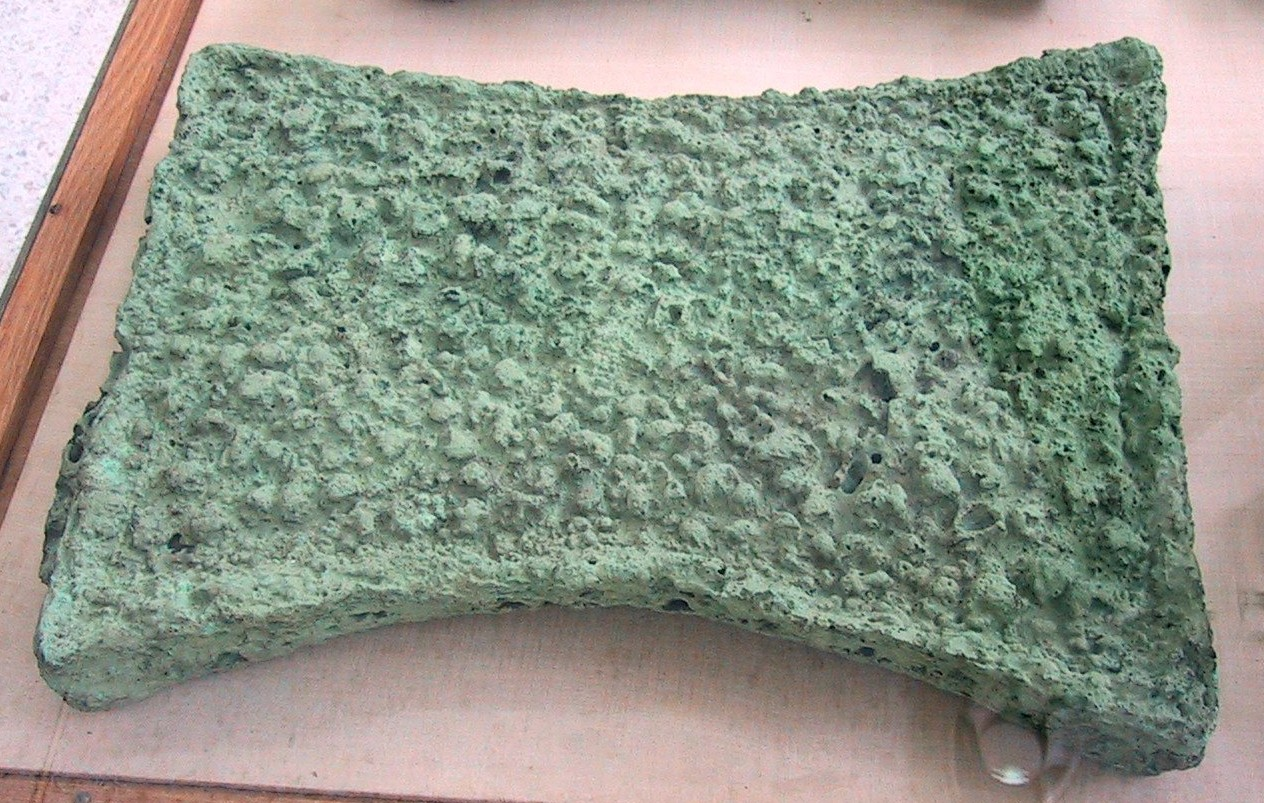
Un lingot de cuivre chypriote retrouvé à Zakros en Crète, forme sous laquelle ce métal était généralement échangé au Bronze récent.

De nombreuses études ont porté sur la documentation concernant les relations entre le monde égéen mycénien et les régions situées à son orient, qui sont si bien connues par ailleurs, mais il faut admettre que les conclusions les plus audacieuses, parlant de relations diplomatiques parfois, sont très spéculatives et que nos certitudes sont bien minces. Les nombreux textes provenant des régions situées à l'est du monde égéen ont beau documenter les relations diplomatiques et commerciales dans cet espace, il y a assez peu de textes rattachables à des affaires qui impliqueraient le monde mycénien. Le dossier le plus consistant est celui des Ahhiyawa dans les sources hittites déjà évoquées pour le cercle proche de l'expansion mycénienne. Ailleurs et plus loin, on n'en parle pas, hormis dans des sources égyptiennes, dans lesquelles le monde mycénien apparaît peut-être, dans de rares écrits sous l'appellation tanaju (hiéroglyphes égyptiens tj-n3-jj-w, terme lié aux Danéens de Homère ?), dont Thoutmosis III reçoit des messagers porteurs de présents. En Grèce même, la trouvaille de sceaux-cylindres chypriotes et syro-mésopotamiens dans le palais de Thèbes n'est pas suffisante pour évoquer des échanges diplomatiques. De ce fait, il est plus raisonnable de considérer que les Mycéniens sont au mieux marginaux dans le système diplomatique de l'époque, qui est pourtant étendu ; ou bien ils en sont totalement absents.
En conclusion, l'ouverture sur l'extérieur du monde mycénien a été décisive dans sa construction, sa complexification. Mais les échanges culturels entre la Grèce mycénienne et ces régions extérieures restent faibles et n'entament pas son originalité. Le commerce semblant un peu plus important, encore qu'on ne puisse en mesurer l'intensité réelle, ses modalités ou ses motivations. Le monde mycénien ne semble pas un partenaire notable pour les royaumes orientaux, pas plus que les importations de ces derniers ne semblent déterminantes pour lui. Pour la Méditerranée occidentale, les Mycéniens ne sont pas des « passeurs » de la culture du monde oriental, qui exerce un certain attrait sur plusieurs sites de cet espace, même s'ils participent à cette influence venue de l'est.

## Architecture des sites de la Grèce mycénienne

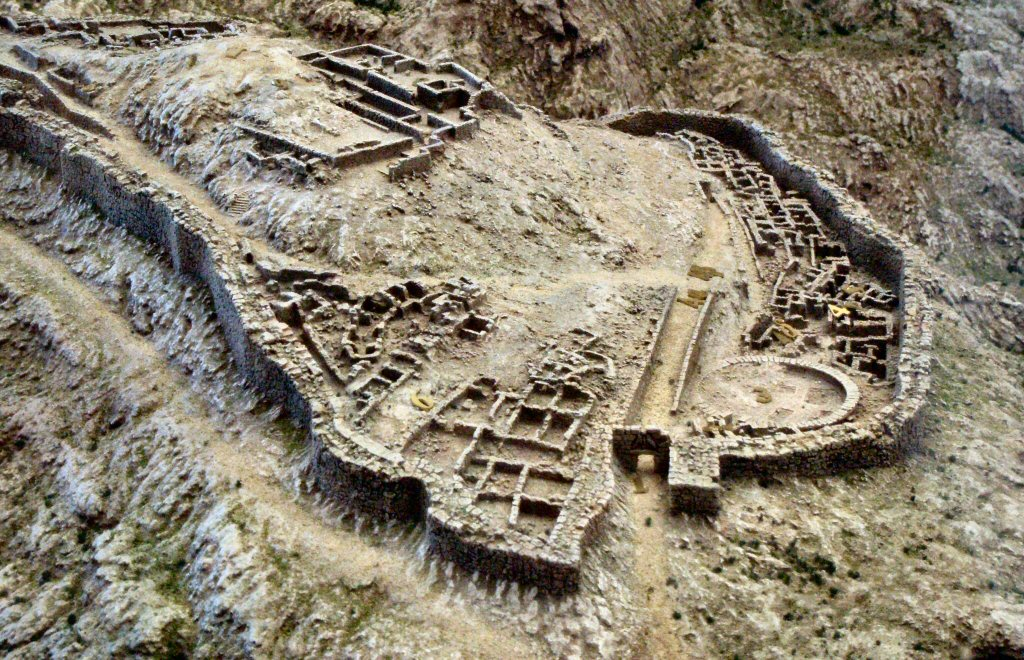
Maquette représentant les ruines de l'acropole de Mycènes.

La civilisation mycénienne est en premier lieu caractérisée par les découvertes architecturales effectuées sur les sites majeurs localisés en Grèce continentale, avant tout Mycènes, Tyrinthe et Pylos, sur lesquels ont été mis au jour les palais les plus vastes. Les autres marqueurs de l'architecture mycénienne sont les forteresses, ainsi que les tombes à tholos et à chambres. Les lieux fouillés sont ceux qui témoignent du mode de vie et des habitudes des élites de la société mycénienne, les couches sociales inférieures n'étant pas représentées dans les habitats ni dans la plupart des nécropoles mis au jour. Ces différents éléments illustrent bien l'originalité de la civilisation mycénienne et son ancrage dans les traditions plus anciennes de la Grèce continentale.

### Forteresses

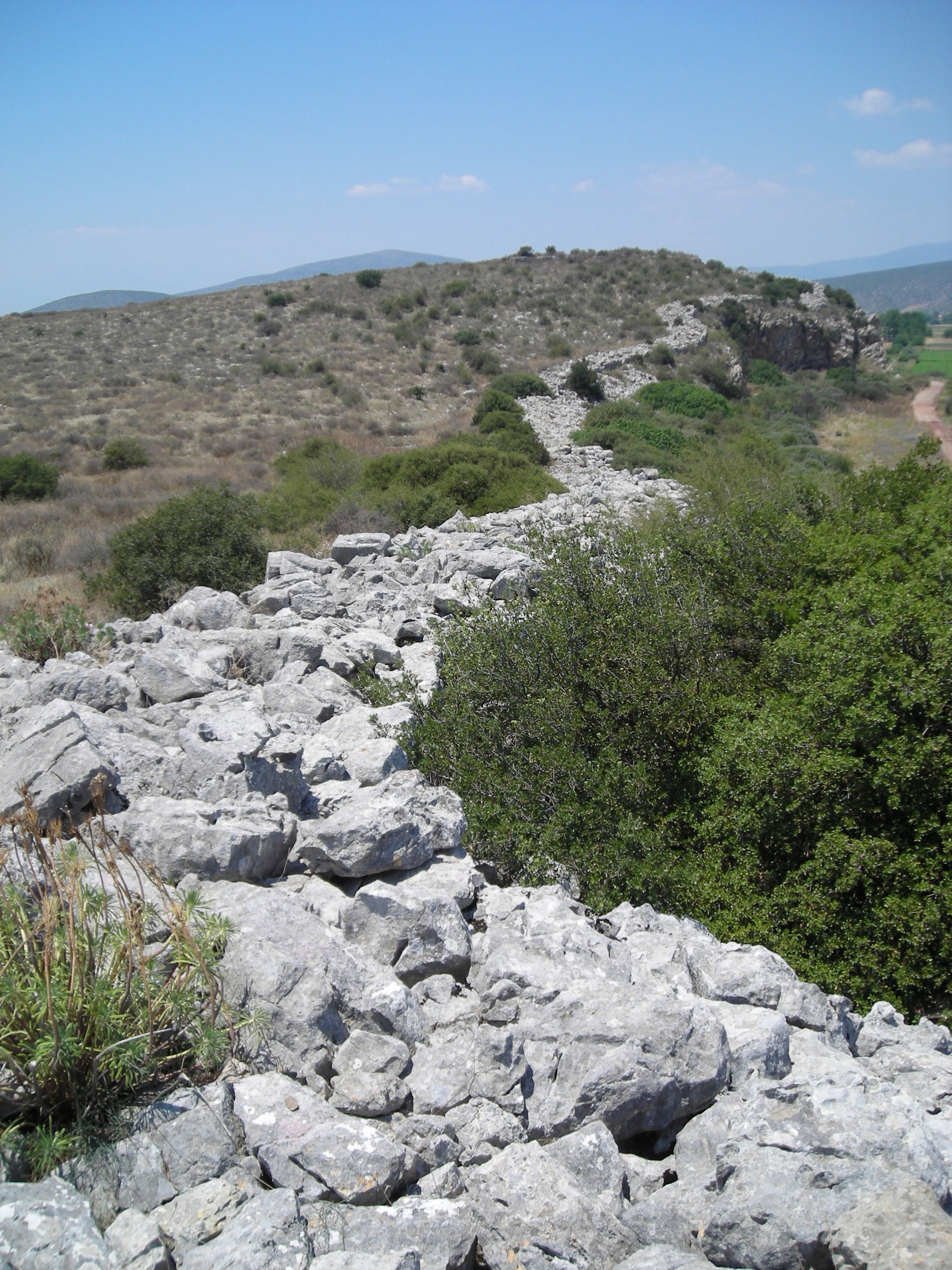
Ruines des fortifications de Gla, suivant les courbes du relief du site.

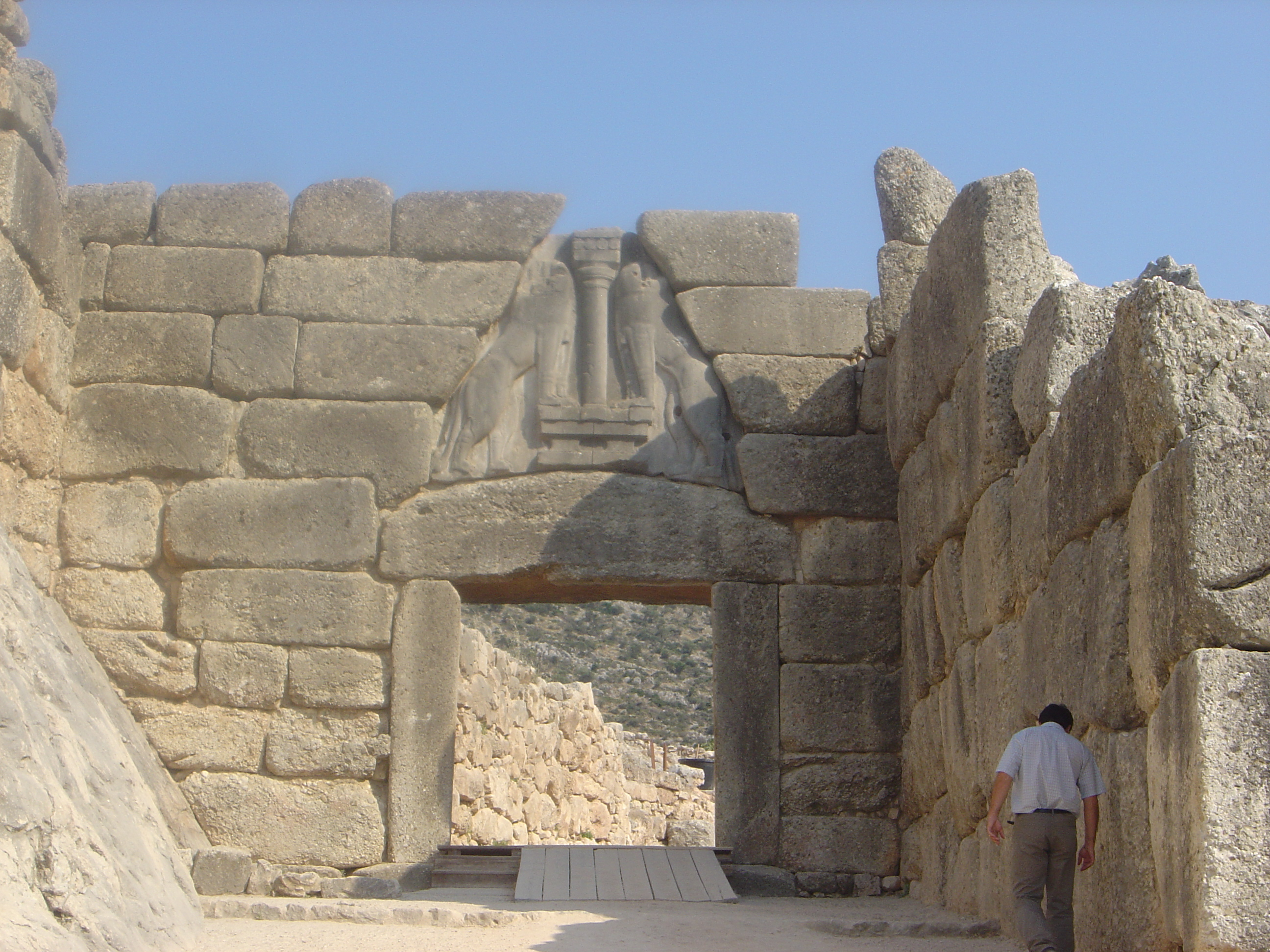
« Porte des Lionnes » de Mycènes.

Les principaux sites mycéniens sont fortifiés, prenant appui sur des éminences rocheuses. Ils peuvent être situés sur des acropoles dominant des plaines, comme Athènes, Gla ou Tirynthe, adossés à une grande colline comme Mycènes, ou sur le front de mer, comme Asinè. Certaines enceintes comme celle de Gla enserrent un espace qui n'est pas totalement bâti, ce qui semble indiquer qu'elles étaient prévues pour servir de refuge aux populations des alentours. Dans les sites majeurs de Tyrinthe et Mycènes, où ont été retrouvées les plus importantes fortifications, ce sont les édifices palatiaux, leurs dépendances et quelques résidences qui sont défendus. À côté de ces citadelles, on a aussi trouvé des forteresses isolées, servant sans doute au contrôle militaire de territoires.
Les murailles les plus anciennes de Mycènes et Tyrinthe sont bâties dans un appareil dit « cyclopéen », parce que les Grecs des périodes suivantes attribuaient leur construction aux Cyclopes. Elles sont constituées de grands blocs de calcaire pouvant avoir jusqu'à huit mètres d'épaisseur, non dégrossis, empilés les uns sur les autres sans argile pour les souder. Les murs de Mycènes ont une épaisseur moyenne de 4,50 mètres, et leur hauteur pourrait avoir atteint 15 mètres même si on ne peut avoir de certitude. Plus tardivement, on élabore des murailles avec des blocs dégrossis, pour les encastrer en comblant les espaces vides par de petites pierres. Sur les autres forteresses, les blocs de pierres utilisés sont moins massifs.
Différents types d'ouvertures peuvent être employés pour traverser ces murailles : porte monumentale, rampe d'accès, portes dérobées ou galeries voûtées pour sortir en cas de siège. Le palais de Tyrinthe dans son dernier état a également vu la construction de passages voûtés (en encorbellement) sous son enceinte, dont la fonction est énigmatique. L'entrée principale du complexe fortifié de Mycènes, la « Porte des Lionnes », nous est parvenue dans un bon état de conservation. Elle est faite de blocs bien taillés. Son linteau est surmonté par un relief calcaire masquant le triangle de décharge. Les deux animaux représentés, probablement des lions mais dont la tête manque (tout comme l'ornement du relief), se font face autour d'une colonne.

### Palais

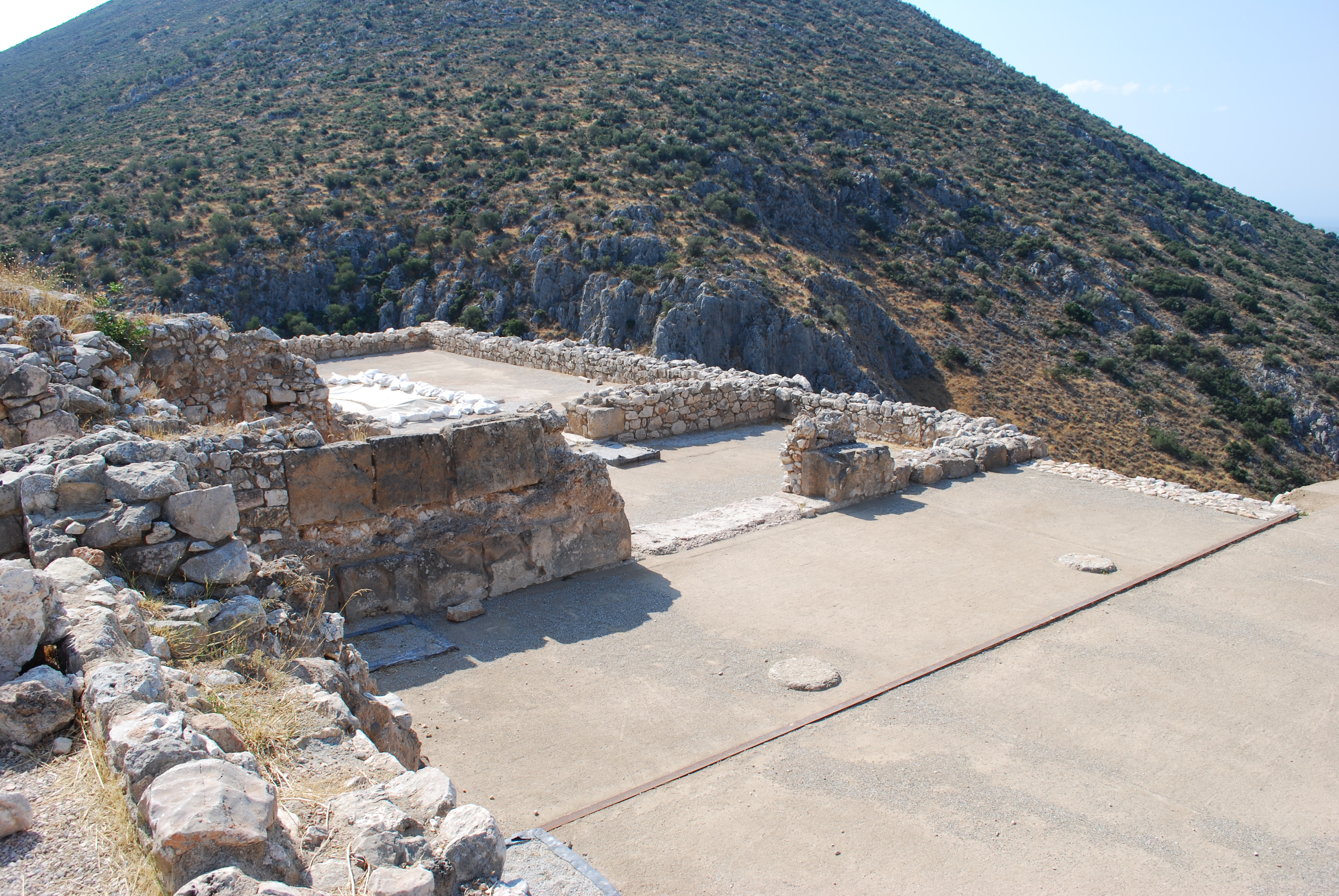
Les ruines du mégaron du palais de Mycènes.

Les palais mycéniens ont pour exemples ceux fouillés à Mycènes, Tirynthe ou Pylos, qui sont en fait les seuls édifices dégagés qui sont incontestablement de type palatial, même s'il est probable que le « Kadmeion » de Thèbes en soit également un, bien que son plan soit différent. La forteresse qui protégeait l'Acropole d'Athènes à l'époque mycénienne a pu renfermer un autre palais, mais comme les niveaux archéologiques de cette période ne peuvent pas être atteints par les fouilles, cela ne peut être vérifié. Ces palais sont les centres de l'administration des États mycéniens, comme l'ont montré les archives qu'ils ont fournies. Du point de vue architectural, ils sont les héritiers des palais minoens, mais aussi d'autres grandes résidences bâties en Grèce continentale à l'Helladique Moyen. Le développement des palais mycéniens est décelable à l'HR III A à Tyrinthe, et sur d'autres sites où on trouve des édifices préfigurant les grands palais de la période suivante, les niveaux de cette période n'ayant pas été identifiés dans les palais de Pylos et Mycènes. C'est durant l'HR III B que l'architecture palatiale atteint son apogée dans les trois palais principaux du Péloponnèse.
Les grands palais sont organisés autour d'un ensemble de cours ouvrant sur plusieurs salles de différentes dimensions, dont des magasins et des ateliers, en plus des zones de réception et de résidence, et peut-être des lieux de culte. Un trait essentiel de ces édifices est le ou les mégaron(s) : c'est un ensemble constitué d'un porche ouvert sur une entrée monumentale, d'un vestibule et surtout d'une grande salle à foyer central entouré de quatre piliers, à proximité duquel se trouve un trône. On en trouve dans d'autres constructions monumentales mycéniennes. Des trois édifices incontestablement palatiaux de la période HR III B qui ont été dégagés, celui de Pylos est le mieux conservé. Il est organisé autour d'un bâtiment principal de 50 sur 32 mètres environ, dominé par un vaste mégaron de près de 145 m2. On entrait dans cet édifice par son côté sud-est, une porte donnant sur la cour principale qui ouvrait sur toutes les autres parties du bâtiment, notamment des espaces de stockage, des salles de garde, et peut-être des salles ayant servi à des cérémonies religieuses. Plusieurs escaliers indiquent que l'édifice avait un étage. Le bâtiment principal était entouré de trois autres unités. L'édifice sud-ouest, le plus vaste après lui, dont le plan reste mal connu, est peut-être le plus ancien. Au nord du complexe, un espace de stockage contenait de nombreuses jarres à vin, et un dernier bâtiment au nord-est est constitué de plusieurs salles dont certaines ont pu servir d'ateliers, ou d'espaces cultuels. Les palais de Tyrinthe et de Mycènes, dont l'état de conservation est moins bon, sont solidaires de la citadelle dans laquelle ils prennent place, et la circulation y est sans doute plus complexe.
À un niveau inférieur, on trouve des édifices ressemblant aux palais mais qui ne sont pas forcément à considérer comme tels, car sans sources administratives témoignant de la présence d'une institution palatiale ou bien en raison de l'absence d'un corps central semblable à celui des grands palais. Ce sont par exemple les bâtiments principaux de Gla, d'Orchomène ou de Sparte, auxquels on pourrait ajouter l'édifice avec mégaron de Phylakopi. P. Darcque a qualifié ce type de bâtiment d'« édifices intermédiaires » entre palais et maisons, en y ajoutant des grandes constructions des sites de Mycènes (« Maison du marchand d'huile », « Maison des sphinx », « Maison des boucliers ») et de Tyrinthe qui sont liées aux grands palais. Leur fonction reste à déterminer : résidences de potentats locaux quand elles sont isolées (donc palais en miniature), ou bien résidences d'aristocrates, ou encore dépendances du palais quand elles sont sur des sites palatiaux ? Ce sont des résidences de plus grande taille que l'habitat courant, couvrant de 300 à 925 m2, dont l'aspect monumental, les techniques de construction et l'organisation interne rappellent les trois grands palais. Elles servent manifestement pour des fonctions plus complexes que les résidences plus petites, sans être des édifices de la taille des trois grands palais.
La technique de construction des palais et édifices apparentés présente de nombreux points communs d'un site à l'autre. Les palais principaux se distinguaient par la présence de murs en blocs de calcaire taillés, mais partout on trouve généralement des murs utilisant des grosses pierres servant de parement couvrant des moellons. Les murs des grands palais étaient peints, de même que certains sols. Les portes extérieures et intérieures étaient également très travaillées.

### Urbanisme et résidences

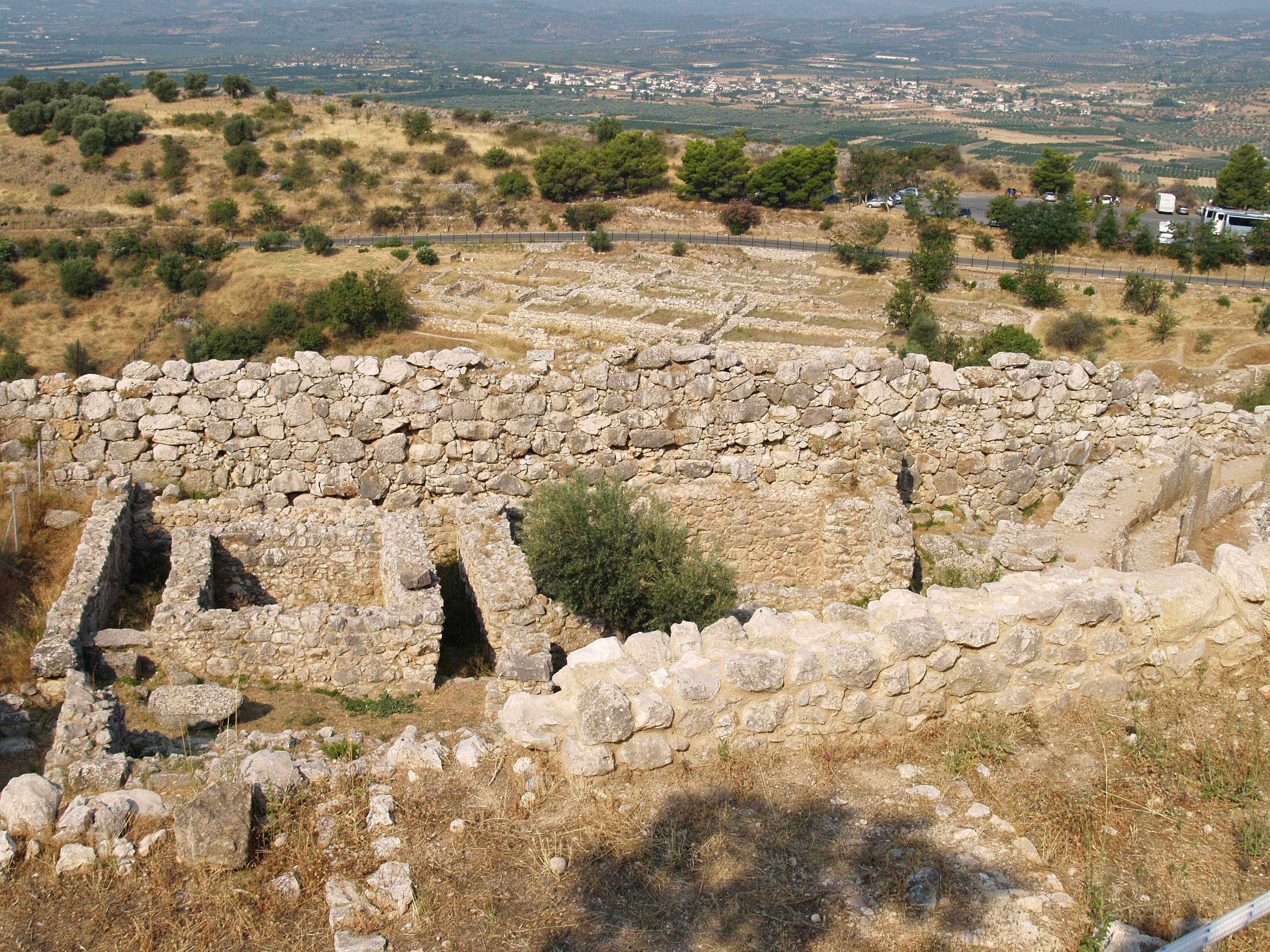
Ruines d'une résidence de la citadelle de Mycènes.

Les sites mycéniens comportent différents types de résidences, dont la nature exacte est parfois difficile à déterminer. D'une manière générale, la fonction de constructions ou de pièces des résidences est difficile à déterminer, même dans le cas de trouvailles de nombreux artefacts pouvant indiquer la présence d'un atelier. La hiérarchie entre les édifices est souvent incertaine. Les exemples d'urbanisme analysables sont rares faute de plus de fouilles de quartiers habités : on en trouve uniquement dans le quartier sud-ouest de la citadelle de Mycènes, où les édifices sont séparés par des escaliers souvent longés par des caniveaux, du fait du relief accidenté, et dans la partie basse de celle de Tyrinthe.
Les maisons sont construites dans un calcaire extrait localement. Elles sont en majorité de forme quadrangulaire, mais on connaît des cas de bâtiments de formes curvilignes (ovales, absidales) sur des sites isolés. Les plus petites maisons ont une seule pièce, et mesurent en général entre 5 et 20 mètres de côté, ne dépassant pas la soixantaine de mètres carrés. C'est là que résident les couches sociales les plus basses. D'autres maisons plus vastes comportent plusieurs pièces, disposées de façon plus ou moins complexe, les plus basiques ayant une organisation linéaire, parfois une organisation autour de pièces parallèles, alors que certaines ont une structure plus complexe et disposent parfois d'un couloir principal, voire d'une terrasse à l'étage. Ces résidences à organisation plus complexes sont plus grandes, occupant une surface au sol de plus de 100 m2, et servent sans doute pour les couches sociales plus élevées. Les maisons mycéniennes sont dans la continuité des traditions architecturales des périodes précédentes, et peu d'innovations sont attestées dans les techniques, le changement principal étant l'apparition de constructions plus vastes.
Les fonctions des pièces sont difficiles à déterminer, car le mobilier manque souvent. Les pièces principales de ces résidences ont généralement un foyer, dans certains cas plusieurs, mais parfois aucun. Une différenciation fonctionnelle de l'espace dans ces plus petites maisons est souvent impossible à déterminer, les maisons à pièce unique étant plurifonctionnelles comme sans doute de nombreuses pièces des maisons plus complexes. En fait, seuls les édifices palatiaux ou liés aux palais ont montré des pièces spécialisées dans certaines fonctions, surtout celles d'engranger et d'archiver.

### Architecture funéraire
Le mode d'enterrement le plus courant durant l'Helladique Récent est l'inhumation. On enterre les morts sous le sol même des maisons, ou bien à l'extérieur des zones résidentielles, dans des cimetières. Les tombes individuelles sont en forme de ciste, avec un parement de pierres. Un mobilier funéraire apparaît à l'HR I, alors qu'il était absent aux périodes précédentes. Mais les formes les plus spectaculaires de l'architecture funéraire des sites mycéniens sont les tombes monumentales, en majorité collectives, qui s'affirment à la période de transition entre l'Helladique moyen et l'Helladique récent, qui voit l'expansion des deux modèles les plus courants à l'époque mycénienne : les tombes à tholos et les tombes à chambre. Pourtant, les plus anciennes tombes appartenant à un ensemble monumental attribuable à une dynastie régnante sont d'un autre type : il s'agit des cercles de tombes à fosse de Mycènes, le « cercle A » et le « cercle B », datés de l'HR I (vers 1550-1500), le second étant le plus ancien. C'est dans le cercle A que Schliemann a découvert le riche mobilier funéraire qui a participé à la légende de ses découvertes. Le cercle B a été mis au jour dans les années 1950.
Les tombes à tholos (θόλος / thólos) sont le type le plus spectaculaire à la période mycénienne, qui trouve son origine dès l'Helladique moyen. Les plus vastes sont considérées comme des tombes royales ou princières. Elles sont constituées d'une entrée (stomion) ouvrant sur un couloir souterrain (dromos) couvert par un tumulus, qui mène à la tholos à proprement parler, une chambre de forme circulaire couverte d'une voûte à encorbellement. Sur la centaine de tombes de ce type qui a été retrouvée essentiellement en Grèce continentale, quatorze se démarquent par le fait que le diamètre de la chambre est supérieur à 10 mètres. On les trouve surtout en Messénie où elles se développent dès les débuts de l'Helladique récent, et aussi en Argolide, les plus remarquables étant sur le site de Mycènes. La plus célèbre est le « Trésor d'Atrée » (ou « tombeau d'Agamemnon »), dont le dromos est long de 36 mètres et la coupole est haute de 15 mètres pour un diamètre de même longueur. Ce groupe de tombes date probablement du XIIIe siècle av. J.-C., date à laquelle les architectes ont atteint une grande maîtrise de ce type de construction.

Le « Trésor d'Atrée » ou « Tombeau d'Agamemnon » de Mycènes.
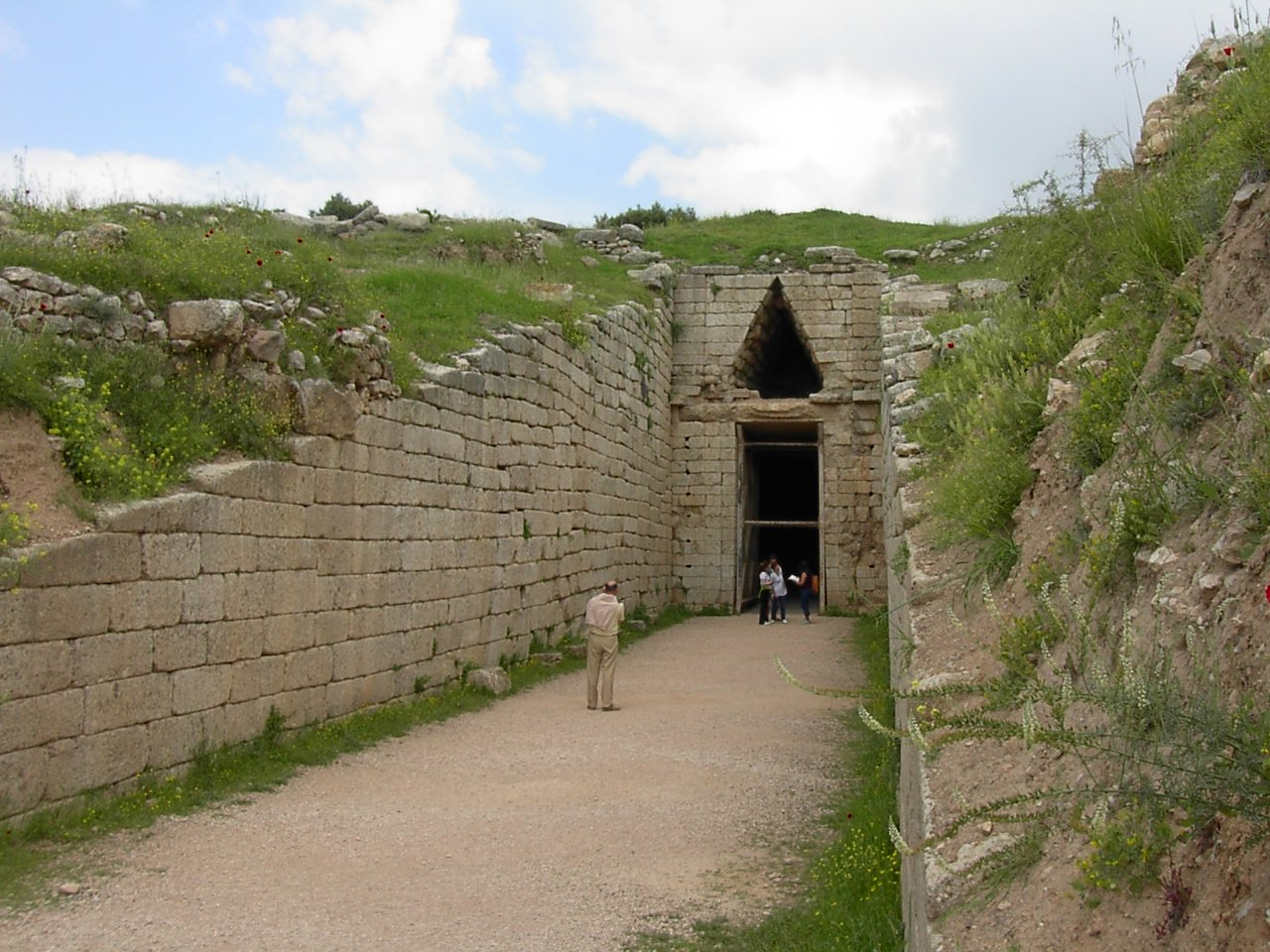
Entrée monumentale du tombeau (stomion).
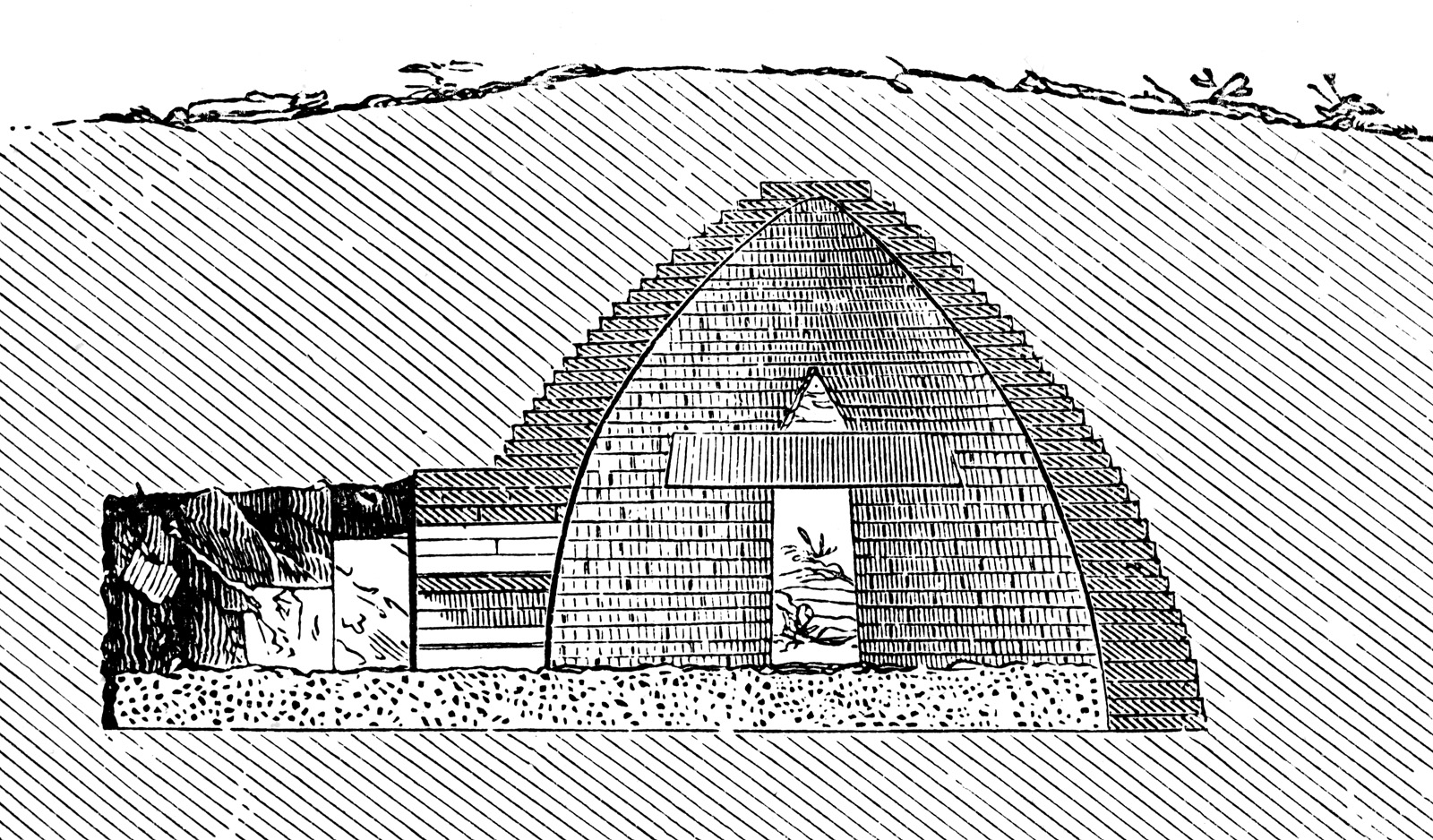
Coupe de la tombe (tholos).
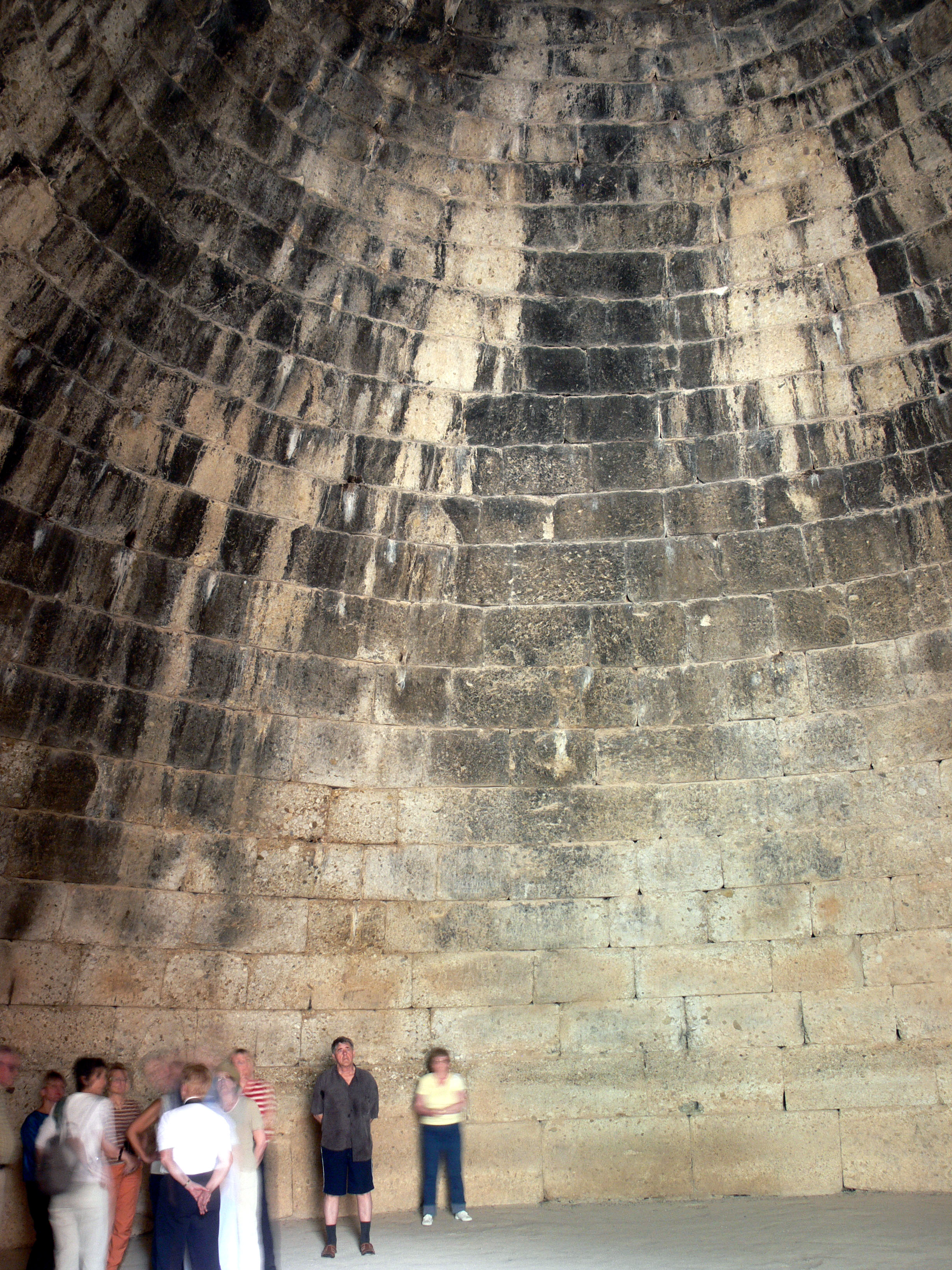
L'intérieur de la coupole.

Mais le type de tombes le plus répandu est celui des tombes à chambre, composées elles aussi d'un stomion et d'un dromos, ouvrant cette fois-ci sur une chambre simplement taillée dans la roche de forme variable, avec une prédilection pour un plan quadrangulaire. La plus vaste chambre, à Thèbes, mesure 11,50 × 7 mètres au sol, pour 3 mètres de hauteur. C'est peut-être la tombe d'une dynastie locale, dans une région où on n'a pas construit de tholos. Il s'agit dans tous les cas de tombes collectives.
Il reste difficile à établir si les différentes formes d'inhumation traduisent une hiérarchisation sociale, comme on l'a parfois pensé, en faisant des tholoi les tombes des élites dirigeantes, les tombes individuelles celles des classes aisées, et les tombes communes celle du peuple. Mais il reste clair que les tholoi les plus vastes étaient probablement destinées à des membres d'une dynastie régnante, et que même les plus petites nécessitaient sans doute un investissement qui les réserve aux notables et non aux couches inférieures de la société.

## Documents en linéaire B
La période mycénienne est la période la plus ancienne pour laquelle on dispose de documents écrits compréhensibles provenant du monde égéen, rédigés dans une écriture spécifique à la civilisation mycénienne : le linéaire B. Il ne s'agit pas de la plus ancienne forme d'écriture développée dans le monde égéen, puisque la Crète a également vu la naissance du linéaire A qui est un ancêtre du linéaire B, mais n'a pas été déchiffrée. La documentation qui nous intéresse ici est une source primordiale pour notre connaissance de divers aspects de la société mycénienne. Le langage des tablettes rédigées est une forme ancienne de grec. Son déchiffrement est dû à Michael Ventris et John Chadwick en 1952. Il s'agit avant tout de voir le contexte de rédaction des documents, les caractéristiques de l'écriture et la nature des textes écrits, de façon à mieux comprendre les enjeux de leur interprétation.

### Provenance, quantification et datation des documents

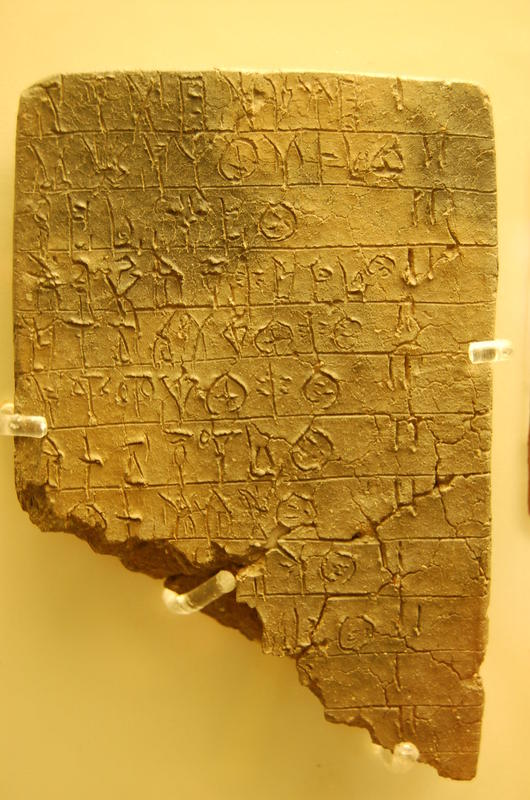
Tablette fragmentaire inscrite en linéaire B provenant de Mycènes.

Le linéaire B est avant tout connu par des tablettes d'argile sur lesquelles il avait été inscrit, comme c'est le cas pour l'écriture cunéiforme originaire de Mésopotamie. Les premières tablettes découvertes l'ont été dans le palais de Cnossos en Crète au cours d'une des nombreuses campagnes de fouilles menées sur place par Arthur Evans. En 1939, d'autres ont été mises au jour dans le palais de Pylos, où on en trouva encore lors de campagnes suivantes après 1952. D'autres ont été découvertes sur le site de Mycènes, puis à Thèbes, et en moindre quantité à Midéa et à La Canée ainsi que sur d'autres sites grecs. Une inscription en linéaire B a peut-être été retrouvée hors de Grèce, sur un objet en ambre retrouvé à Bernstorf (de) en Bavière, mais cela reste sujet à discussion. Cnossos est de loin le site qui en a fourni le plus avec environ 3 000 tablettes, pour 1 200 à Pylos, près de 300 à Thèbes et une soixantaine à Mycènes.
Des inscriptions en linéaire B ont été retrouvées également sur des « nodules », ancêtres des étiquettes modernes. Il s'agit de petites boulettes d'argile, façonnées entre les doigts autour d'une lanière (probablement de cuir) qui sert à attacher l'ensemble sur l'objet. Le nodule présente une empreinte de sceau et un idéogramme représentant l'objet. Les administrateurs y ajoutaient parfois d'autres informations : qualité, origine, destination, etc. Une soixantaine ont été mis au jour à Thèbes. Ont également été retrouvés une centaine de vases portant des inscriptions peintes dans cette écriture, et d'autres objets en moindre quantité (un sceau en ivoire, un poids en pierre).
Cela fait en tout un corpus de près de 5 000 documents répartis sur une dizaine de sites en Grèce continentale et sur l'île de Crète, avec trois sites fournissant la grosse majorité de notre documentation, soit bien peu en comparaison de la documentation contemporaine en provenance d'Égypte ou du Moyen-Orient, mais qui suffit à apporter des informations importantes pour comprendre la société mycénienne, encore qu'il faille faire face à des difficultés notables pour interpréter les textes.
Les débuts du linéaire B sont l'objet de débats : la Crète des XVIe – XVe siècles, ou bien la Grèce continentale, ? Quoi qu'il en soit, le plus ancien document remonte aux environs de 1375 et a été retrouvé à Cnossos. Le linéaire B est clairement une forme de linéaire A adaptée par des scribes connaissant cette première écriture d'origine crétoise à la langue grecque des « Mycéniens ». La majorité des documents retrouvés plus tard date de l'HR III B, notamment de sa phase B2 (XIIIe siècle). Elles ont été conservées, dans un état plus ou moins bon, parmi les ruines d'édifices à la suite de la destruction de ceux-ci. Elles témoignent donc de l'activité des institutions qui les ont produites durant les mois précédant cette destruction car il ne s'agit pas d'archives qu'on souhaitait conserver à long terme.

### Caractéristiques du linéaire B
Le linéaire B est un système d'écriture nommé suivant la forme de ses signes, de la même manière que le cunéiforme (qui est composé de signes constitués d'incisions en forme de « coins », cuneus en latin). C'est donc une écriture composée de signes formés par des lignes tracées dans l'argile ou peintes, représentant parfois des choses stylisées, dans les cas où c'est identifiable. Elle comporte près de 200 signes, divisés en deux catégories : 87 signes phonétiques (phonogrammes) syllabiques (un signe = une syllabe), donc des « syllabogrammes » ; et une centaine de signes logographiques (un signe = un mot).
Les syllabogrammes transcrivent en majorité des syllabes ouvertes simples, de type consonne+voyelle (CV), par exemple ro, pu, ma, ti, etc. Quelques signes sont des voyelles simples (V) : a, qui peut être noté par trois signes différents (des homophones), i, u et o. Certains signes syllabiques sont plus complexes, type CCV, comme twe, pte, nwa, etc. Enfin, une quinzaine de signes supposés syllabiques ne sont toujours pas compris. Ce système phonétique est simple et souple. Pour noter les syllabes non comprises dans le corpus de signes élaboré, les scribes les décomposaient, et dans le cas de Cnossos ils écrivaient ko-no-so ; ou bien les réduisaient, en écrivant par exemple pa-i-to pour Phaistos. Ce système est plus pratique pour une langue indo-européenne qu'un syllabaire complexe comme le cunéiforme, ou que les hiéroglyphes égyptiens qui notent rarement les voyelles, même s'il n'est pas aussi pratique qu'un alphabet, forme d'écriture qui n'en est d'ailleurs qu'à ses balbutiements au Levant à la même période.
Quant aux logogrammes, ils servent à économiser l'écriture phonétique d'un mot (un signe suffit ainsi à noter « mouton » ou « char ») ou bien à préciser le sens d'un mot écrit en phonétique, par exemple dans le cas où on associerait le dessin d'un tripode (forme de vase à trois pieds) au groupe de signes phonétiques ti-ri-po-de. Ces signes cherchent en général à représenter les choses qu'ils désignent de la façon la plus réaliste possible pour en faciliter la compréhension, au point qu'on a pu chercher à comparer les logogrammes les plus réalistes avec des objets archéologiques exhumés sur les sites mycéniens ou des représentations peintes. Dans les transcriptions de textes en linéaire B, on note les logogrammes par convention en majuscules dans le terme latin signifiant la chose désignée, ou ses premières lettres : VIR pour « homme », OVIS pour « mouton », HORD (hordeum) pour « orge », etc. Ce type de signes empêche de connaître le terme exact en dialecte mycénien, et limite donc la connaissance du vocabulaire de cette langue.

### Nature des documents

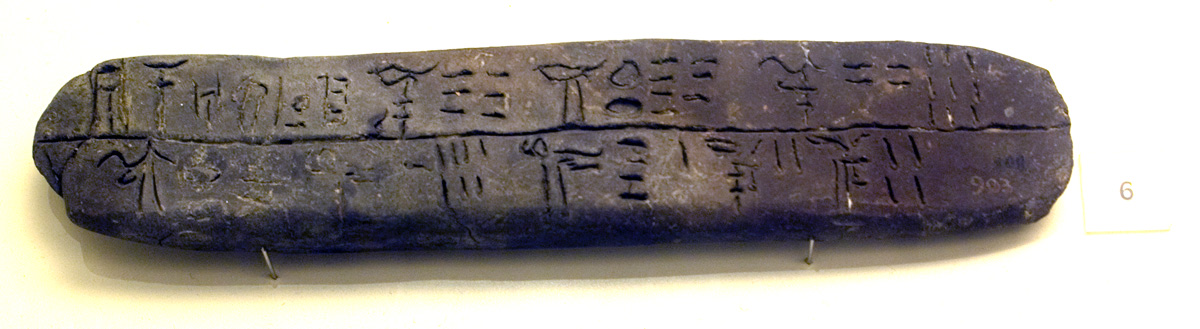
Une tablette administrative de Cnossos, en format « feuille » (allongé).

Les documents en linéaire B connus sont exclusivement des productions de l'administration des palais. Il s'agit de documents qui ont pour but d'enregistrer des informations liées à la gestion des biens meubles stockés dans cette institution, ou fabriqués pour son compte, leur circulation (entrées et sorties, avec la destination ou les destinataires ou la provenance), voire le but de ces opérations, leur localisation ; ou bien des informations sur la gestion des biens immeubles dépendant de l'institution, des terres agricoles, leur localisation, les personnes à qui elles sont attribuées. Les plus simples sont les nodules, les étiquettes, les inscriptions peintes sur vase et les tablettes de petites dimensions qui enregistrent juste des informations sur la nature de biens meubles ou d'animaux, et sur leur circulation. Les tablettes de plus grande taille peuvent enregistrer les opérations les plus complexes : listes d'opérations liées à la circulation de biens, ou à la gestion de terres agricoles (donc des documents de type cadastral).
Il ne s'agit que de documents rudimentaires, à but temporaire, conservés quelques mois voire une année, mais pas plus ; ceux qui nous sont parvenus n'ont pas été effacés et recyclés car leur lieu de stockage a été détruit auparavant. On ne connaît pas de tablettes faisant des bilans annuels ou pluriannuels d'un atelier ou d'une exploitation agricole. Dans la majorité des cas, le rédacteur de la tablette voulant enregistrer une opération simple a pu se contenter de quelques signes, sans noter de verbes ou de prépositions. Ainsi, la séquence e-ko-to pa-i-to OVIS 100 peut être transcrite comme « Hector Phaistos 100 moutons », à comprendre « Hector à Phaistos (a un troupeau de) 100 moutons ». Des phrases plus complexes avec des verbes peuvent être notées dans le cas d'opérations plus compliquées comme les documents cadastraux. On comprend donc que cela limite notre connaissance de la langue mycénienne.
Cette documentation présente des parallèles évidents avec celles des cultures d'Asie du sud-ouest contemporaines, qui renvoient plus largement à une organisation administrative similaire. Néanmoins en comparaison de la variété de la documentation écrite exhumée sur plusieurs sites du Moyen-Orient contemporain comme Ougarit, Hattusha ou Nippur, celle des sites mycéniens paraît très limitée : pas de documents de nature scolaire, lexicographique, juridique, technique, scientifique, mythologique, cultuel, épistolaire, diplomatique et historique. Impossible donc de connaître des évènements politiques ou une grande partie des croyances et pratiques religieuses. Cela s'ajoute à l'écart quantitatif (un site comme Nippur a livré à lui seul environ 12 000 tablettes du Bronze récent). D'un autre côté, si on tourne la comparaison vers la civilisation minoenne dont les écritures n'ont pas été déchiffrées, la civilisation mycénienne est cette fois-ci avantagée. Les archives palatiales en linéaire B sont donc un apport inestimable pour la connaissance de la société du monde mycénien.

## Les institutions mycéniennes
Les sources archéologiques et surtout les textes en linéaire B nous donnent des indications sur l'organisation et le fonctionnement de certains États mycéniens, en Grèce continentale (surtout à Pylos) mais aussi en Crète autour de Cnossos. Elles permettent de replacer ces régions du monde mycénien dans un contexte plus vaste, celui des États du Bronze récent attestés essentiellement au Moyen-Orient (Ougarit, Alalakh, Babylone ou encore l'Égypte pour ceux dont on dispose de plus de sources sur la vie courante), dont la société et l'économie sont dominées par une institution émanant du pouvoir central : le palais. Son influence réelle est systématiquement débattue car on ne peut savoir exactement quelle part de la société nous échappe du fait qu'on connaît celle-ci essentiellement par les archives palatiales, et même uniquement par ces dernières dans le monde mycénien qui n'a livré aucune archive de nature privée.
Ces sources locales sont cependant trop allusives pour permettre d'en dresser un tableau précis, et elles ne permettent pas de comprendre l'organisation générale du monde mycénien. Les informations sur le monde mycénien venant des autres États ayant des intérêts politiques en Méditerranée occidentale (Hittites, Égypte) sont complexes à interpréter. Ces réserves ayant été émises, on peut reconnaître que l'analyse de ces sources permet d'émettre des reconstructions séduisantes et parfois vraisemblables qu'il ne faut pas éviter, même s'il convient de garder à l'esprit le fait qu'elles sont bien souvent impossibles à prouver de façon définitive.

### Les États mycéniens

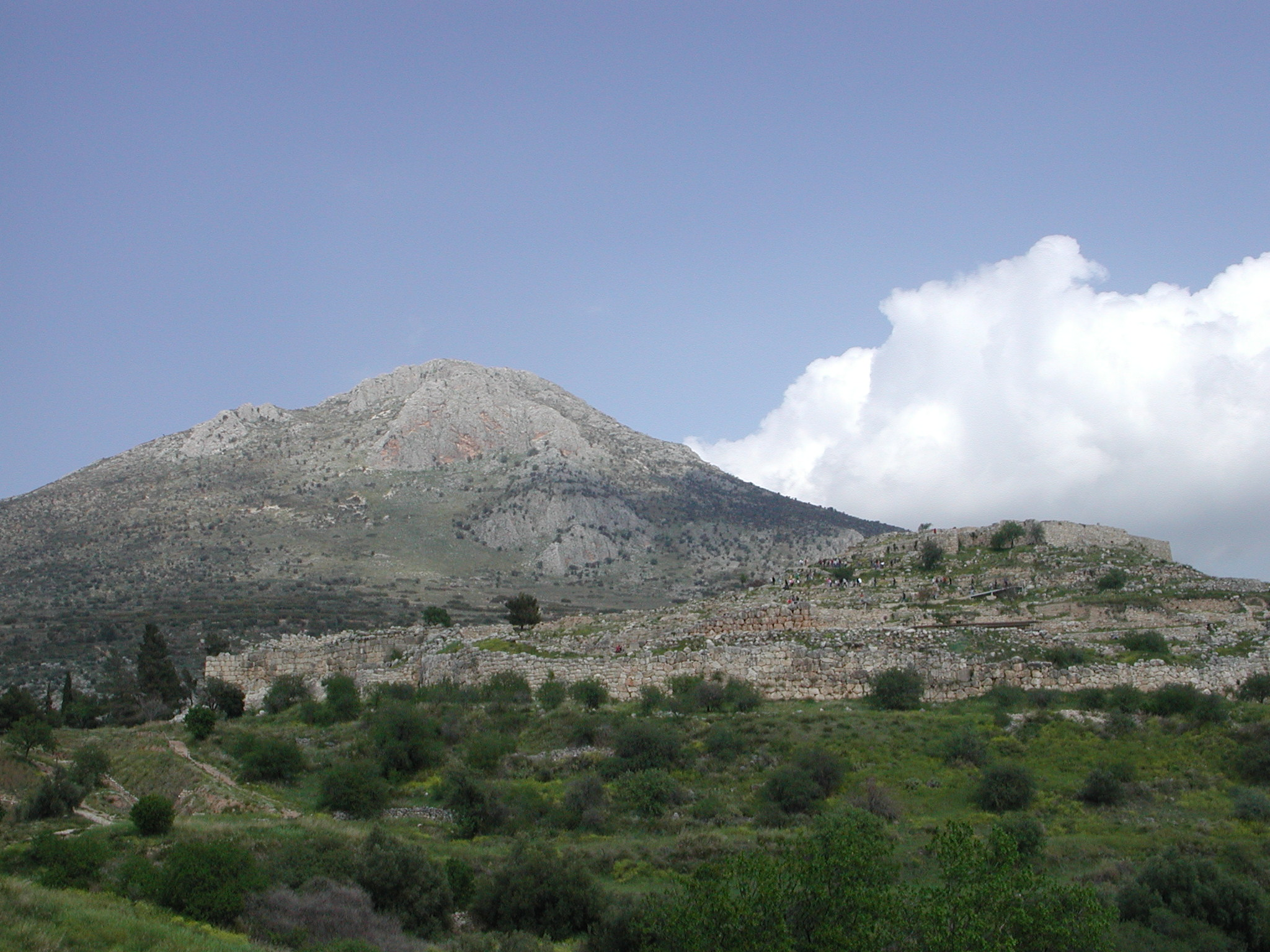
La forteresse de Mycènes, un des plus importants sites du monde égéen durant l'Helladique récent.

Proposition d'extension des royaumes mycéniens.

En l'absence de sources écrites directes, puisque les tablettes mycéniennes ne nous documentent que sur l'organisation interne des États régionaux de Pylos et de Cnossos (et encore de façon bien imprécise), l'organisation politique générale du monde mycénien ne peut être connue avec certitude. Les sites palatiaux dont l'importance laisse supposer qu'ils ont dominé des États régionaux en Grèce continentale sont Mycènes, Tirynthe, Pylos, Thèbes, et à la rigueur Midéa, et en Crète Cnossos et La Canée, peut-être y ajouter d'autres sites mycéniens importants comme Orchomène, Gla, Athènes, Sparte (Ayios Vasileios) ou Dimini (Iolcos, vers Volos) qui auraient pu être des centres palatiaux mais ont livré peu ou pas de tablettes, ou encore Phylakopi dans les Cyclades,,. Cela laisse de côté les autres régions, comme la Phocide, l'Arcadie, l'Achaïe, la Thessalie intérieure et le Nord-Ouest de la Grèce, qui semblent rester en marge d'un système palatial.
Pour les régions disposant de plusieurs centres palatiaux, il faut affiner les analyses : en Argolide, il reste à déterminer quel centre dominait de Mycènes, Tirynthe ou Midéa, même si les faveurs vont souvent au premier ; en Crète, Cnossos domine une grande partie de l'île avant la destruction de son palais vers 1370, après quoi émergent des centres autonomes dont La Canée qui était auparavant sous sa coupe ; en Béotie enfin, il est possible que Thèbes doive faire face à un État d'Orchomène (qui domine peut-être la citadelle de Gla), préfiguration de la rivalité des deux cités à l'époque classique. Dans les reconstitutions courantes, on se trouverait en présence d'au moins sept États en Grèce continentale : l'Argolide autour de Mycènes, la Messénie autour de Pylos, la Laconie dominée par un site situé vers Sparte (Ménélaion ou Ayios Vasileios), la Béotie orientale centrée sur Thèbes, la Béotie occidentale autour d'Orchomène, l'Attique dominée par Athènes, et la Thessalie littorale autour de Volos (Dimini/Iolcos). La présence d'un royaume en Élide reste à confirmer.
Y avait-il un État qui a pu dominer tout le monde mycénien à une certaine période ? Cela reste impossible à déterminer. L'existence d'une sorte de koinè mycénienne autour de l'Égée ne veut pas dire qu'il y avait une puissance politique dominant la région. Les traces archéologiques d'une influence mycénienne plus ou moins forte en Crète, dans les Cyclades, le Dodécanèse ou l'Asie Mineure littorale pourraient indiquer une domination politique mycénienne à certains moments, mais une telle interprétation des sources est loin d'être convaincante. C'est finalement la mention dans les sources hittites des XIVe – XIIIe siècles av. J.-C. d'un « Roi des Ahhiyawa », rapproché du « Roi des Achéens » Agamemnon dans l'Iliade, qui est le principal argument en faveur de l'existence d'un souverain dominant le monde mycénien,. Mycènes reste alors le meilleur candidat en tant que capitale de ce supposé royaume hégémonique (mais assurément pas « impérial » au regard de la documentation), du fait du souvenir qu'elle a laissé chez les Grecs des périodes suivantes, au premier chef Homère, et aussi de l'importance du site.
En l'état actuel des choses, c'est une étude d'un monde mycénien fragmenté entre plusieurs États et autres entités politiques qui reste plus raisonnable. C'est donc sur leur nature que se concentrent l'essentiel des réflexions sur la politique, l'économie et la société du monde mycénien, même s'il est complexe de déterminer dans quelle mesure ce qu'on y observe est généralisable aux autres régions sur lesquelles s'étend cette civilisation.

### L'administration palatiale

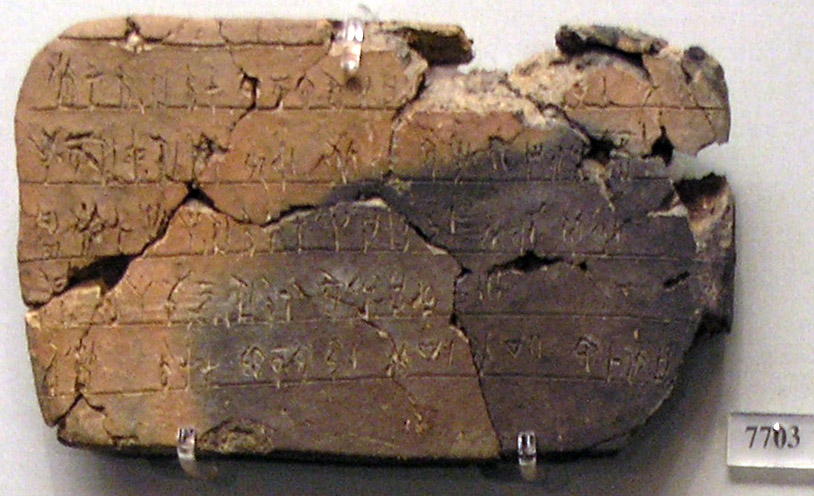
Tablette inscrite en linéaire B,, provenant de Mycènes, Musée national archéologique d'Athènes.

La connaissance de l'organisation politique de la société mycénienne est meilleure à l'échelle locale, grâce aux sources administratives en linéaire B provenant des palais de Pylos et de Cnossos, ou encore de Thèbes. Il s'agit ici de « palais » en tant qu'institution contrôlant un territoire, autour de laquelle gravitent des administrateurs et/ou guerriers qui sont sans doute les personnages les plus importants du royaume, et qui jouent un rôle économique notable. Cette situation est par bien des aspects similaire à celle que l’on trouve dans les archives des royaumes du Proche-Orient de la même période pour lesquels ce modèle d'institution palatiale a été étudié depuis longtemps. Cependant en Grèce aucune archive n'a été retrouvée dans un contexte privé, ce qui indique que seul le palais tenait manifestement une comptabilité.
Les archives administratives nous laissent entrevoir l'organisation politique de l'État, qui paraît être un royaume, dirigé par le wa-na-ka (ϝάναξ / wánax), terme utilisé sur quatre vases inscrits et une quarantaine de tablettes : le wa-na-ka est celui qui nomme ou mute les fonctionnaires et fait travailler des artisans à son service,. Le titre n'étant jamais accompagné d'un nom propre, on suppose donc qu'il est le seul dirigeant,. Il est très probablement identifiable au ἄναξ / anax homérique (« seigneur divin, souverain, maître de maison »), mais son rôle est moins bien défini — il est sans doute militaire, juridique et religieux, et peu étendu car les marqueurs d'un pouvoir royal fort sont limités dans le monde mycénien. Il possède un domaine foncier propre, le te-me-no, mot qui a donné le grec τέμενος / témenos désignant les terres royales du souverain homérique ou des rois de Sparte. Neuf occurrences du mot wa-na-ka apparaissent dans des textes d'offrandes, ce qui suggérerait que les souverains de Pylos ou Cnossos reçoivent un culte ; toutefois, comme chez Homère, le terme peut aussi désigner un dieu.
Les tablettes ne précisent pas non plus le nom du ra-wa-ke-ta, qui est donc probablement un dignitaire unique dans le royaume,. L'une d'entre elles, à Pylos, le mentionne à la suite du wa-na-ka ; il est le seul dignitaire à avoir un te-me-no, dont la superficie est trois fois moindre que celle du wa-na-ka, et possède également des dépendants. Le ra-wa-ke-ta serait donc le second de ce dernier. On a supposé qu'il était un chef de guerre, en décomposant le terme en law-agetas (de λαϜός, qui désigne la classe des guerriers chez Homère, et ἄγω, « mener, conduire »), « conducteur des guerriers », mais les textes n'indiquent rien en ce sens. D'autres dignitaires sont les te-re-ta, qui apparaissent dans les textes comme les détenteurs d'une certaine catégorie de terres, les ki-ti-me-na. Leur nom suggère qu'elles sont liées à une charge (τέλος), mais dont on ignore la nature. Ils exercent peut-être une fonction religieuse. Les e-qe-ta, littéralement les « compagnons » (des « chevaliers »), reçoivent du palais de la nourriture, des vêtements et des armes, mais possèdent des revenus par ailleurs. Ils reçoivent du palais des missions importantes et leur nom, proche de ἑπετας, « serviteur », laisse supposer qu'ils en sont dépendants. Ils pourraient avoir une fonction guerrière.
À côté des membres de la cour, d'autres dignitaires du palais sont chargés de l'administration locale du territoire. Le royaume de Pylos est divisé en deux grandes provinces, la de-we-ra ka-ra-i-ja, la « province proche », autour de la ville de Pylos sur la côte, et la Pe-ra-ko-ra-i-ja, la « province lointaine », autour de la ville de Re-u-ko-to-ro. Elles sont à leur tour divisées respectivement en neuf et sept districts, puis un ensemble de « communes ». Pour diriger les districts, il semble que le roi nomme un ko-re-te (koreter, « gouverneur ») et un pro-ko-re-te (prokoreter, « sous-gouverneur ») qui l'assiste (termes également attestés dans les tablettes de Cnossos). La fonction de qa-si-re-u (cf. le grec βασιλεύς / basileús) est mal définie : ses détenteurs ont des prérogatives variables, dans l'administration provinciale ou dans la direction des groupes d'artisans,. Chez les Grecs classiques, le basileus est le roi, le monarque, comme si entre la désintégration de la société mycénienne et l'âge classique n'avait survécu comme plus haute autorité, de facto puis au fil des générations de jure, que le fonctionnaire communal.
Ces personnages sont parmi la couche sociale la plus importante, ce sont probablement eux qui habitent dans les vastes demeures retrouvées à proximité des palais mycéniens. D'autres personnes sont liées par leur métier au palais, mais pas forcément plus aisés que les membres du da-mo (littéralement « peuples », cf. δῆμος / dêmos). Ce dernier est une sorte de communauté agricole, disposant de terres exploitées en commun et d'autres attribuées à des individus contre redevance. Le da-mo est apparemment géré par des agriculteurs chefs de famille, et le da-mo-ko-ro, fonctionnaire du palais, est peut-être chargé de son contrôle pour le pouvoir central. Au plus bas de l'échelle sociale se trouvent les esclaves, do-e-ro (masculin) et do-e-ra (féminin) (cf. grec δούλος / doúlos). Seuls sont attestés dans les textes ceux travaillant pour le compte du palais. Mais il faut se méfier du sens de ce terme, qui peut aussi avoir le sens de « serviteur » dans toutes ses acceptions possibles, et donc indiquer des gens libres en position de soumission par rapport à une autorité. C'est sans doute le cas de ceux que les tablettes nomment « esclaves » d'une divinité.
En plus d'être un organisme administratif, le palais est également un agent économique. Dans le domaine agricole, deux lots de tablettes nous fournissent quelques indications sur le régime foncier des terres du royaume de Pylos, avant tout celles du palais. Mais ils ne concernent que des parties limitées du terroir. On y voit deux types de terres : ki-ti-me-na, qui pourrait être un domaine palatial, et le ke-ke-me-na, qui serait un domaine communal, cultivé par des particuliers. Une partie des terres palatiales documentées compose le te-me-no du wa-na-ka et du ra-wa-ke-ta, déjà évoqués ; ces personnes disposeraient donc d'un domaine public important dû à leur fonction. L'autre partie des terres ki-ti-me-na est accordée en bénéfice (o-na-to) à des membres de l'administration du palais, comme les te-re-ta, peut-être en guise de rétribution comme c'est le cas au Proche-Orient à la même période. Les mêmes archives de Pylos nous montrent que le palais prélevait des taxes en nature sur des membres des communautés rurales, sans doute en tant que redevance contre l'attribution de terres palatiales. Cette institution disposait également d'ateliers : le textile mobilise un nombre important d’ouvrières à Cnossos comme à Pylos, regroupées en plusieurs ateliers ; et pour la production de la laine, le palais doit disposer de troupeaux ovins importants. La métallurgie est également documentée à Pylos par une série de tablettes qui montre que le palais distribuait du bronze à des forgerons qui devaient ensuite rendre le produit fini. Enfin, l'institution est aussi un acteur important des échanges, au niveau local par la redistribution des produits de l'économie qu'elle prélève et stocke, et sans doute aussi pour les échanges à longue distance, qui sont cependant absents des tablettes administratives.

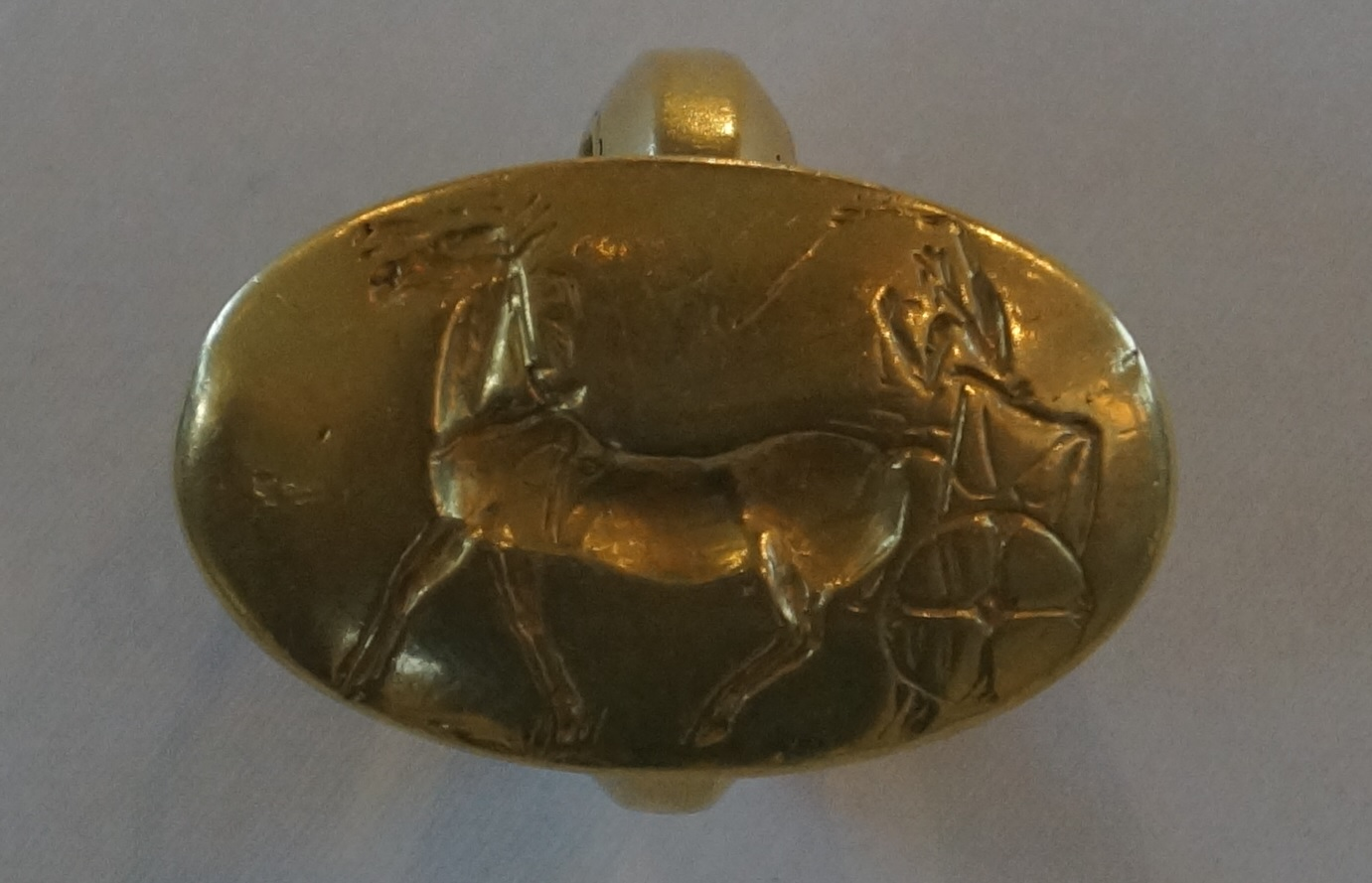
Bague en or avec représentation de char, trésor d'Aidonia, v. 1500 av. J.-C. Musée archéologique de Némée.

Le palais avait enfin une fonction dans l'organisation militaire des royaumes, comme cela est visible dans les archives de Pylos, qui pourraient témoigner d'une situation de crise précédant la destruction violente du palais, et nous montrent donc des mesures qui paraissent destinées à se préparer à des attaques. L'institution palatiale fait fabriquer, stocker et entretenir des armes offensives et défensives, des cuirasses, et ses stocks de métaux et ses relations avec les forgerons du royaume semblent avant tout dévolues à cela. Il y a aussi des mentions de chars et de chevaux, qui ont pu servir pour les combats, mais aussi pour les transports, leur fonction n'étant pas précisée. Un groupe de tablettes de Pylos mentionne l'envoi de contingents de rameurs réquisitionnés, ainsi que de « garde-côtes » (o-ka) pour surveiller le littoral de Messénie, dirigés par un e-qe-ta. Comme ce dernier, plusieurs des personnages de l'administration palatiale qui apparaissent dans les tablettes de gestion ont dû avoir une fonction militaire, constituant alors une sorte d'« aristocratie militaire » des royaumes mycéniens.

### Palais et société

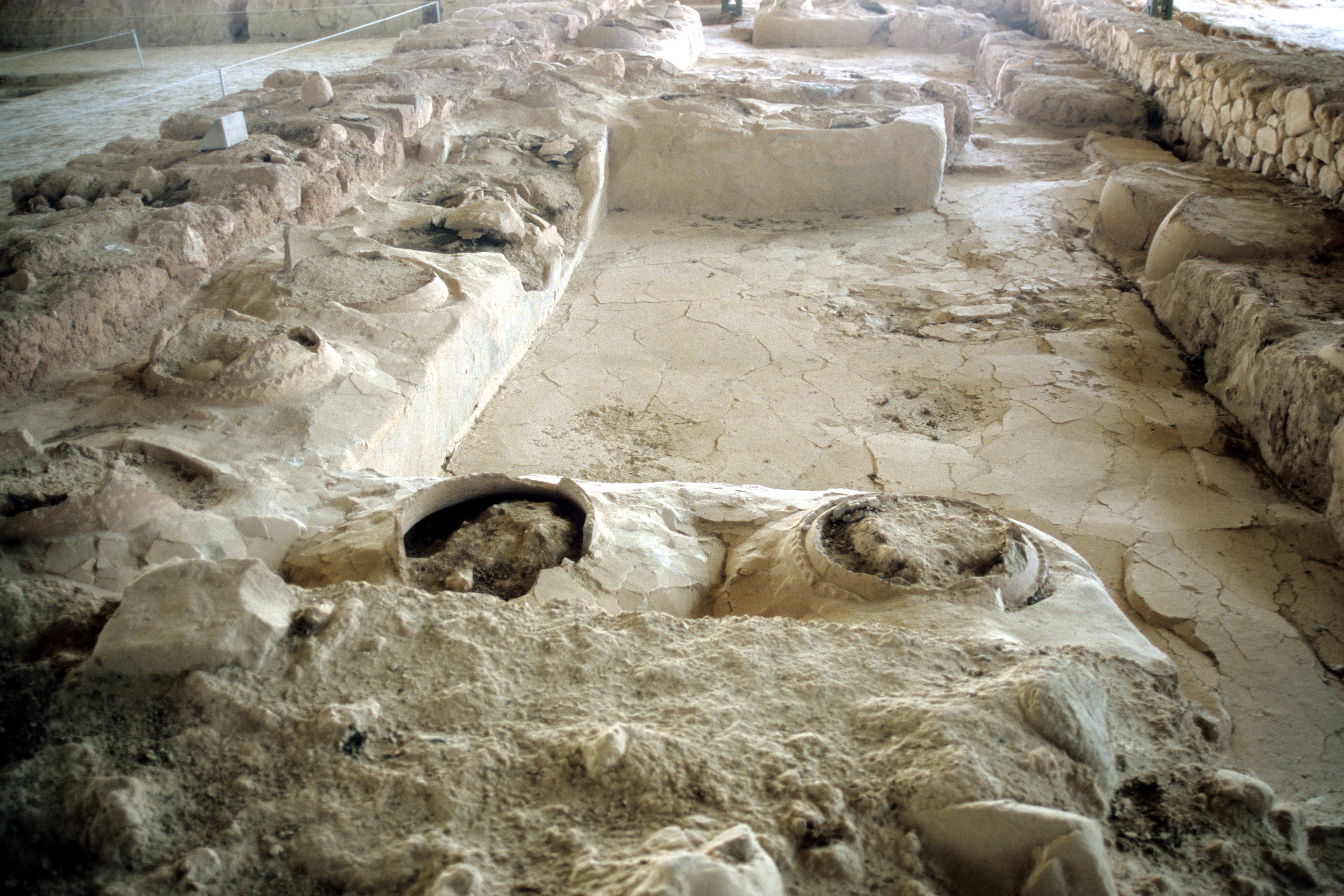
Un espace de stockage avec jarres enterrées dans le palais de Pylos, témoignage archéologique du rôle joué par le palais dans la redistribution de certaines productions agricoles.

L'organisation socio-économique des royaumes mycéniens connue par les textes paraît donc être en gros bipartite : un premier groupe travaille dans l'orbite du palais (en tant qu'institution), tandis qu'un autre travaille pour son propre compte, en général dans le cadre d'une économie de subsistance qui échappe à la documentation disponible. Il semblerait qu'on puisse distinguer parmi les dignitaires attestés dans les tablettes entre ceux qui dépendent directement du palais et constituent donc les proches du souverain (e-qe-ta « compagnons » du roi, ko-re-te-re, pro-ko-re-te-re) et les dignitaires locaux encadrant les communautés villageoises (ko-to-no-o-ko, ka-ma-e-we, voire les te-re-ta) ; d'autres occuperaient une position intermédiaire, servant le palais pour des missions précises mais sans faire partie de son administration (qa-si-re-u, ke-ro-te). Il ne faut donc pas envisager une séparation rigide entre ces deux sphères, car rien n'empêche que des personnes travaillant pour le palais aient pu parallèlement mener leurs affaires personnelles. Du reste, les archives dont on dispose sont très limitées, et ne concernent pas toute la population des États étudiés, et ce d'autant plus que la reconstitution de l'organisation économique et sociale du monde mycénien est largement tributaire des archives des palais de Cnossos et de Pylos, ou encore de Thèbes et pas des autres États.
Une question récurrente concernant les États mycéniens de Pylos et Cnossos est la place qu'aurait eu le palais dans l'ensemble de l'économie et la société du territoire dominé. On a pu penser à un moment que le palais était un organisme ayant une vaste emprise sur l'économie et la société, jouant un rôle d'employeur principal et de redistributeur des ressources qu'il collectait. Cette vision des choses était marquée par le fait que les sources écrites ne proviennent que du palais, mais aussi par l'approche « substantiviste » de l'économie antique qui dominait auparavant, ainsi que par l'exemple des reconstructions des économies du Proche-Orient ancien, et de Mésopotamie en particulier qui avaient cours alors, les voyant comme fortement encadrées par les palais (et parfois aussi les temples). Depuis, ces interprétations d'institutions exerçant une large emprise sur la société et l'économie de l'âge du bronze ont été nuancées, et les études récentes sur le rôle du palais des États mycéniens ont largement relativisé sa place. Cette institution est de plus en plus vue comme étant essentiellement au service des rois et de l'élite, leur fournissant une source de richesses et un moyen de contrôle sur la population. Mais reste encore à savoir si le palais jouait tout de même un rôle important dans l'économie du royaume, ou bien s'il était négligeable.
La gestion de l'économie palatiale de ces États était plus précisément prise en charge par des scribes, qui ne semblent pas avoir été des scribes professionnels mais plutôt des administrateurs sachant lire et écrire. Les archives retrouvées ne sont l'œuvre que de quelques dizaines de ces scribes au maximum (une centaine à Cnossos, une cinquantaine à Pylos). Ils notent les entrées et les sorties de produits, donnent les travaux à faire, et se chargent de la distribution des rations. Il existait quelques bureaux spécialisés pour l'élevage ovin ou le textile à Cnossos. Mais les textes ne sont groupés dans des lots importants qu'à Pylos ; en général ils sont dispersés et peu nombreux. Rien ne témoigne donc d'une véritable bureaucratie encadrant la société dans ces États, et incontournable pour le bon déroulement de l'économie. La stratégie économique des administrateurs du palais semblerait plutôt orientée vers la satisfaction de certains besoins : subsistance et rémunération des élites qui sont aussi les administrateurs, et leur approvisionnement en biens de prestige ; gestion de produits stratégiques pour l'État, avant tout l'armement ; peut-être assurer des surplus pour faire face aux éventuelles pénuries pouvant affecter la population ; voire investissement dans des productions rémunératrices (huile, laine). Concrètement les secteurs où il apparaît le plus présent sont l'agriculture, la production textile et la métallurgie.
Il faut également mettre en avant le fait que la documentation écrite pose des problèmes qui rappellent ceux de la documentation architecturale et artistique : provenant de l'institution palatiale, elle reflète donc une vision de la société mycénienne qui est celle des élites, qui sont les mêmes que ceux qui ont pensé, fait bâtir et organisé les édifices qui ont été mis au jour, pour qui on a construit la grande majorité de tombes que l'on connaît, et qui ont commandité la plupart des productions artisanales/artistiques qui nous sont parvenues. Les autres catégories sociales ne sont essentiellement perceptibles que quand elles entrent en relations avec le milieu des élites, et on ne sait pas quelle était l'importance des activités qu'elles pouvaient faire en dehors du cadre institutionnel.

## Activités économiques
Les activités économiques de la période mycénienne nous sont accessibles par des études archéologiques nous documentant notamment sur les productions artisanales, et parfois sur leur circulation qui laisse supposer des circuits d'échanges, ainsi que par l'étude des produits agricoles consommés par les populations ayant habité des sites fouillés. Alors que jusqu'à l'Helladique moyen l'économie de subsistance à but local était quasiment la seule attestée, les productions étant rarement spécialisées ou diffusées à une échelle supra-locale, les premiers temps de l'Helladique récent voient se mettre en place des sociétés plus prospères, pratiquant des activités plus variées et spécialisées, et les circuits d'échanges s'allongent considérablement. La mise en place progressive des structures palatiales et les traces de leur fonctionnement qui apparaissent dans leurs archives en linéaire B à partir de l'HR III confirment cette impression. C'est pour cette dernière période que nous sommes donc le mieux documentés sur les activités économiques de la Grèce mycénienne, avant tout dans ce cadre institutionnel palatial sur lequel s'est concentré l'essentiel des fouilles et dans lequel on a trouvé les textes administratifs.

### Agriculture
La production agricole, qui est l'activité la plus importante comme pour toute société antique, mais pas la mieux documentée, est dominée par une polyculture associée à un élevage de petit bétail. Les premiers temps de l'Helladique récent ont vu se mettre définitivement en place en Grèce continentale la « triade méditerranéenne » : céréales, vigne et olivier, à la suite de l'expansion de la culture de ce dernier depuis les îles Égéennes, avant tout la Crète, qui la pratiquaient depuis le Bronze ancien.
Les céréales cultivées sont le blé et l'orge. On évalue à 982 000 litres les rentrées annuelles de céréales à Cnossos, contre 222 000 litres à Pylos. Il y a également des plantations d'oliviers, pour la production d'huile d'olive. Celle-ci ne sert pas seulement à l'alimentation, mais aussi pour les soins corporels, les parfums ou l'éclairage. Les Mycéniens connaissent d'autres oléagineux : le lin, le safran (ka-na-ko), le sésame (sa-sa-ma), ainsi sans doute que le ricin et le pavot. La vigne est cultivée, souvent en association avec des oliviers et des figuiers, voire d'autres cultures intercalaires. On en tirait plusieurs variétés de vins : des vins mielleux, liquoreux, ou doux. Une tablette de Mycènes mentionne un cratère, ce qui suggère que le vin est déjà mélangé à de l'eau, comme à l'époque classique. Le vin était distribué lors de grandes fêtes religieuses : une tablette de Pylos mentionne la distribution de 11 808 litres de vin à neuf localités lors d'un tel évènement. Les fouilles de sites crétois (Phaïstos notamment) ont mis au jour des maies de pressoirs à levier ayant servi à presser de l'huile ou du vin. Des salles des palais ont quant à elles abrité de vastes réserves de vin ou d'huile, comme dans l'édifice situé juste au nord du complexe palatial de Pylos, où étaient enterrées 35 jarres contenant chacune de 45 à 62 hectolitres. Ces éléments nous permettent d'envisager l'existence d'une agriculture qui va au-delà de la recherche de la subsistance pour ces productions et dans le cadre palatial, notamment celui des domaines dont bénéficiaient les principaux notables.
Les tablettes mentionnent la coriandre, probablement sous forme de graines (ko-ri-(j)a-da-na) comme de feuilles (ko-ri-ja-do-no), le fenouil (ma-ra-tu-wo) et le cumin (ku-mi-no), ainsi que la menthe poivrée (mi-ta), la menthe pouliot (ka-ra-ko). Là encore, on ignore si ces plantes, connues aujourd'hui comme des épices, sont utilisées dans la cuisine ou si elles ont d'autres usages, par exemple médicaux. Les textes ne citent aucune légumineuse, mais des restes végétaux attestent la consommation de pois, lentilles, fèves et pois chiches.
L'élevage ne connaît pas de modifications dans la composition du cheptel, mais semble bien avoir connu une augmentation de la quantité de têtes de bétail. Les ovins et les caprins sont les animaux les plus présents, ce qui est logique dans un milieu méditerranéen ; les bovins et les porcins semblent plus rares : les tablettes de Pylos mentionnent environ 10 000 ovins, 2 000 chèvres, 1 000 cochons et une vingtaine de bœufs. Les chevaux sont essentiellement destinés à tracter les chars de guerre. La pêche de mollusques ou de poissons pouvait fournir un complément alimentaire, avant tout sur les sites côtiers.

### Artisanat

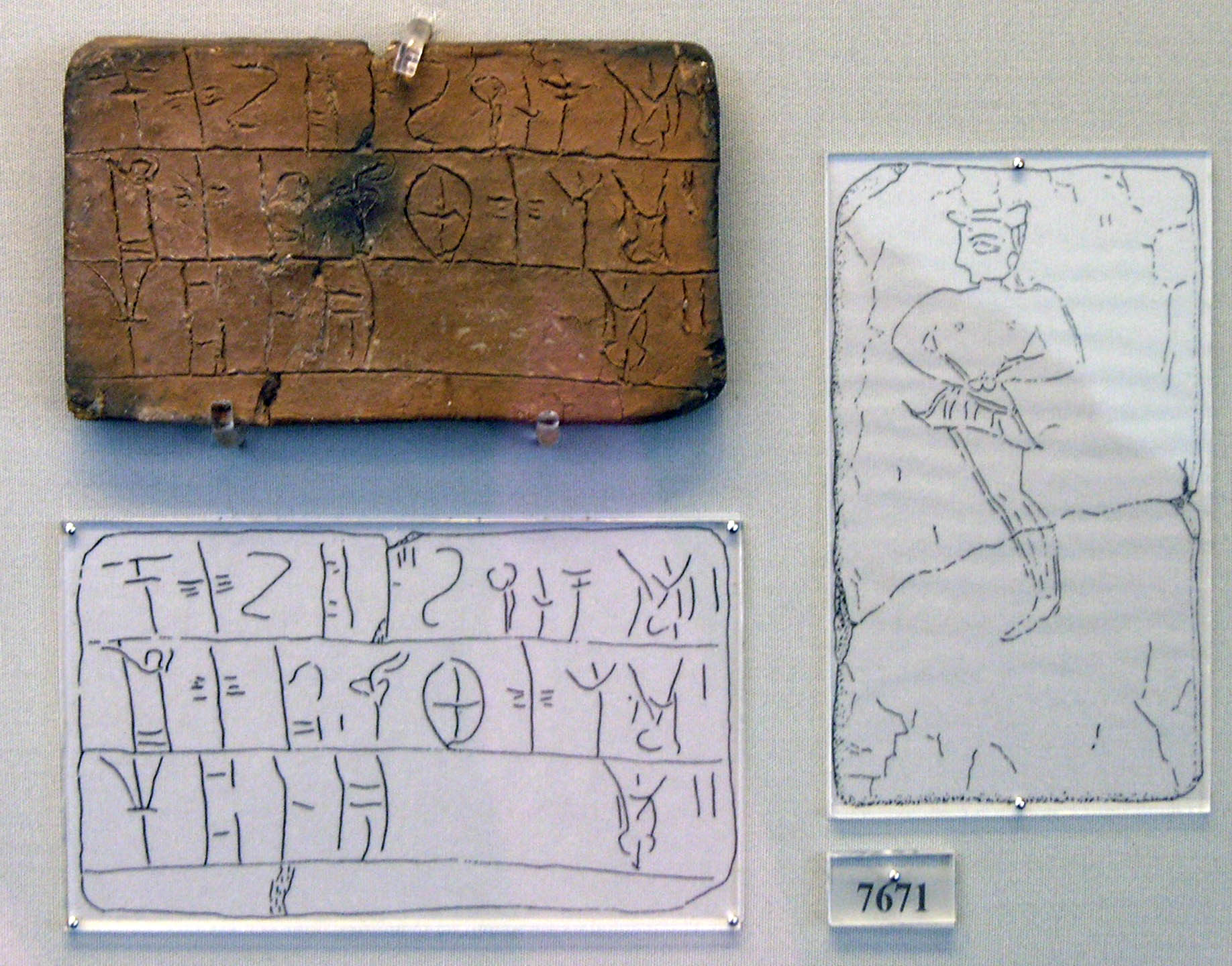
Tablette mycénienne traitant d'une commande de laine, Musée national archéologique d'Athènes.

Depuis les débuts de l'Helladique récent, l'artisanat local traditionnel se couple d'un artisanat qui se spécialise de plus en plus, suivant l'émergence de structures socio-politiques plus complexes. Cela permet l'émergence d'une production de masse standardisée dans certains secteurs, avant tout la céramique, le textile et la métallurgie. Ce développement est solidaire de celui des échanges, aussi bien dans un cadre régional qu'« international », qui offre de nouveaux débouchés et permet l'apport de certaines matières premières comme les métaux. Dans les mines du Laurion, l'activité extractive se développe : on y trouve de l'argent, du plomb et aussi du cuivre.
Ces changements sont solidaires de l'émergence des centres palatiaux, dont les archives nous permettent d'entrevoir le fonctionnement de certains secteurs artisanaux (mais qui ne sont jamais « industriels »). Les archives de Pylos montrent un travail spécialisé, chaque ouvrier appartenant à une catégorie précise, et disposant d'une place spécifique dans les étapes de la production, notamment dans le textile. Le tout se faisait sous le contrôle de l'administration palatiale. Des édifices servant d'ateliers ont également été mis au jour à proximité des palais mycéniens, par exemple la « Maison aux boucliers » de Mycènes qui a servi de lieu de fabrication d'objets en ivoire, en faïence et en pierre. Les réalisations artisanales retrouvées sur les sites et dans les nécropoles nous montrent l'étendue des activités des travailleurs de l'artisanat du monde mycénien : poterie en terre cuite, travail des métaux (bronze, or essentiellement), réalisation de sceaux, transformation de denrées alimentaires, etc. Les tablettes nous montrent l'artisanat textile, impossible à appréhender par l'archéologie ; c'est avec la métallurgie le domaine dont l'organisation est la mieux connue, sans doute parce que c'étaient les deux domaines qui intéressaient le plus le palais pour des raisons stratégiques. En revanche, l'organisation du travail de l'ivoire, bien identifié par les trouvailles archéologiques, échappe à la documentation,.
L'activité textile est un secteur qui n'a sans doute pas vu de changements techniques notables durant l'Helladique Récent, mais a connu des changements structurels dans le cadre palatial, dirigé par une administration centralisée. Les tablettes de Cnossos permettent ainsi de suivre toute la chaîne de production, gérée par une poignée de fonctionnaires se répartissant entre eux la supervision de domaines précis de l'activité. D'abord l'élevage des troupeaux de moutons comportant de nombreuses têtes de bétail qui sont comptabilisées et tondues. La laine obtenue passe alors dans le domaine artisanal en étant répartie entre des tisserands (souvent des femmes) qui la travaillent. Ensuite, les tablettes comptabilisent les produits finis qui sont alors récupérés et stockés dans les magasins du palais. Les ouvriers du textile étaient jusqu'à 900, organisés dans une trentaine d'ateliers (la production textile étant donc décentralisée, à la différence de l'administration), et rémunérés par des rations. Les archives du palais de Pylos montrent qu'on y travaillait surtout le lin, qui poussait dans des champs locaux et était sans doute obtenu en bonne partie par des prélèvements fiscaux. Les étoffes produites sont mal connues : les tablettes de stockage mentionnent différentes couleurs, notamment sur leurs franges, et différentes qualités. On ignore de quelle manière elles étaient utilisées après stockage.
La métallurgie est bien attestée à Pylos, où le palais recense dans ses archives environ 400 ouvriers, dont les ateliers sont dispersés sur plus de 25 localités du territoire, et semblent donc peu dépendants de l'institution,. Elle leur distribue le métal pour qu'ils réalisent le travail demandé : en moyenne 3,5 kg de bronze par forgeron. Cela est effectué dans le cadre d'une sorte de corvée pour l'institution (ta-ra-si-ja), qui concerne aussi des textiles et d'autres produits. Leur rémunération est inconnue, car ils sont mystérieusement absents des listes de distributions de rations. À Cnossos, quelques tablettes témoignent de la fabrication d'épées, mais sans évoquer de véritable activité métallurgique importante. En tout cas, c'est souvent en lien avec l'armée que cette production paraît organisée, ou bien pour faire des objets de luxe destinés à l'export ou au culte.
Les potiers (ke-ra-me-u) sont cités également dans les sources épigraphiques, alors que peu d'ateliers de fabrication de céramique sont connus. Ils apparaissent notamment dans des listes de travailleurs employés par le palais. Les céramiques sont en effet essentielles pour le fonctionnement de l'économie palatiale : elles servent de contenants pour les aliments stockés et déplacés, notamment pour les distributions de rations, d'offrandes aux dieux. Elles sont également un mobilier essentiel à cette période pour des usages courants comme la cuisine et l'alimentation quotidienne.
L'artisanat de la parfumerie est également attesté,. Les tablettes décrivent ainsi la fabrication d'huile parfumée : à la rose, à la sauge, etc. On sait également par l'archéologie que les ateliers dépendants plus ou moins du palais comprenaient d'autres types d'artisans : orfèvres, ivoiriers, lapicistes (artisans de la pierre), presseurs d'huile, etc.

### Échanges de produits

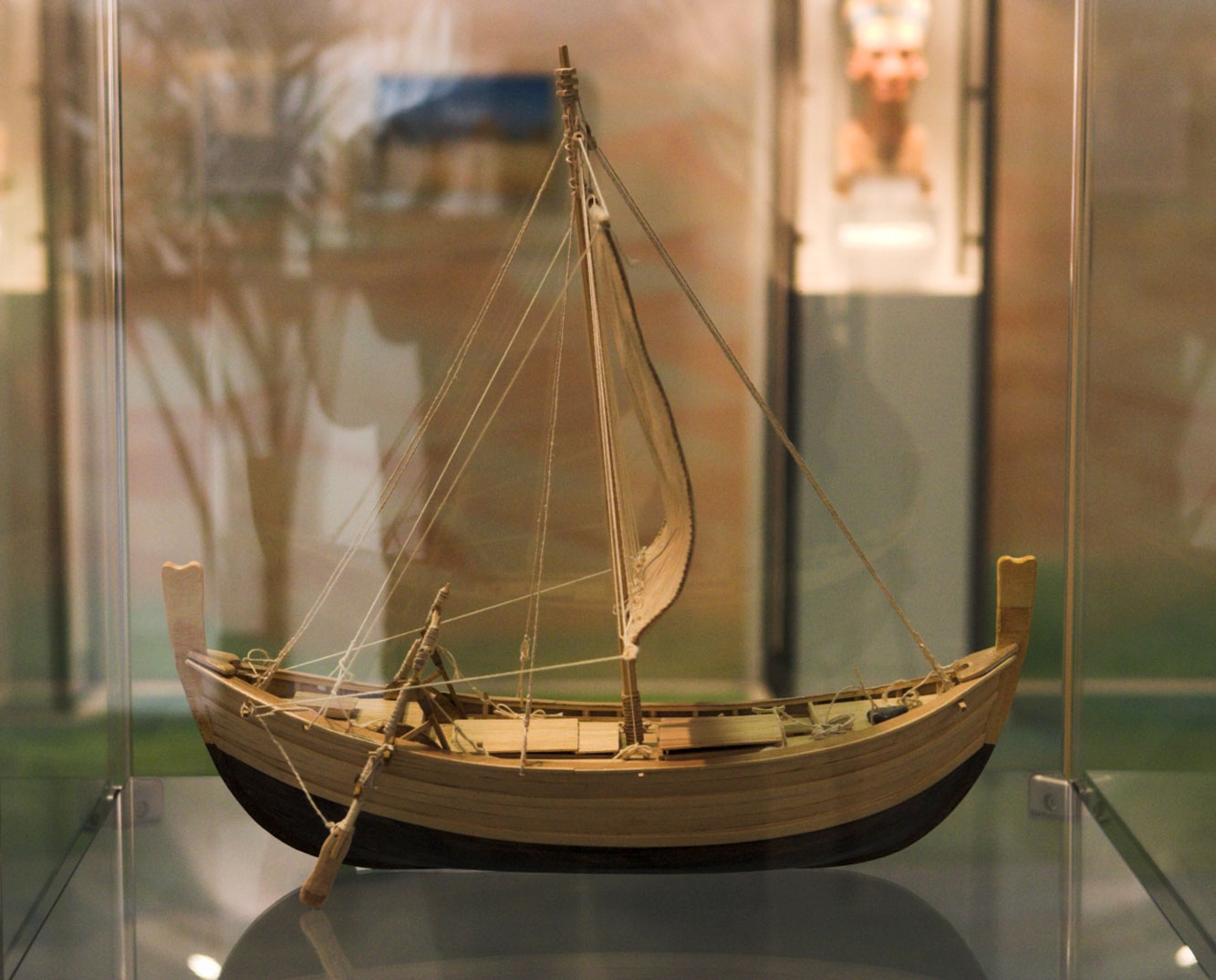
Maquette du bateau dont l'épave a été retrouvée à Uluburun au large de la Turquie, caractéristique des navires de la Méditerranée orientale durant le Bronze récent.

Les échanges commerciaux restent curieusement absents des sources écrites, qui ne documentent pas de marchands. Ainsi, une fois l'huile parfumée de Pylos stockée dans de petites jarres, nous ignorons ce qu'elle devient. De grandes jarres à étrier ayant contenu de l'huile ont été retrouvées à Thèbes, en Béotie. Elles portent des inscriptions en linéaire B indiquant leur provenance, la Crète occidentale. Cependant, les tablettes crétoises ne soufflent pas mot d'exportations d'huile. Nous disposons de peu d'informations sur le circuit de distribution des textiles. Les Minoens ont exporté des tissus fins en Égypte ; sans doute les Mycéniens ont-ils fait de même. En effet, ils ont probablement repris à leur compte les connaissances des Minoens en matière de navigation, comme l'atteste le fait que leur commerce maritime prenne son essor après l'affaiblissement de la civilisation minoenne. Certaines productions, notamment les tissus et l'huile, voire les objets métallurgiques et de la céramique, étaient probablement destinées à être écoulées à l'extérieur du royaume, car elles étaient trop importantes en quantité pour la seule consommation intérieure. Mais on ne sait pas dans quelle modalité. Il est cependant évident que le développement des échanges a été une condition du développement de la civilisation mycénienne, de ses structures palatiales, et de son expansion égéenne.

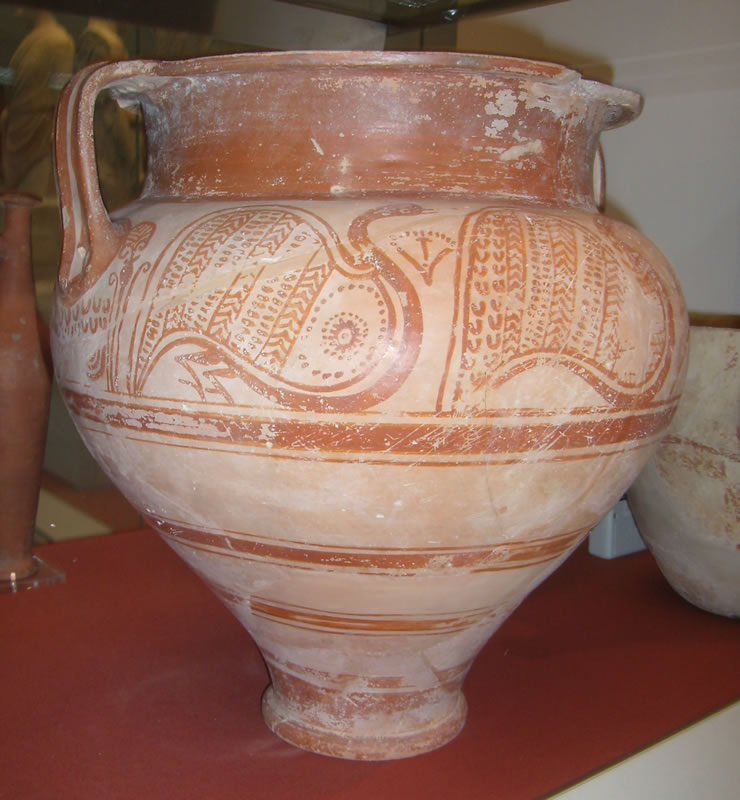
Cratère mycénien retrouvé à Chypre, un des nombreux témoignages sur la circulation des productions mycéniennes autour de la Méditerranée, British Museum.

On peut se tourner vers les trouvailles d'objets sur des sites archéologiques, en suivant les traces de l'expansion mycénienne dans l'Égée et au-delà, pour repérer des circuits d'échanges à longue distance. De nombreux vases mycéniens ont ainsi été retrouvés sur les rives de l'Égée, en Anatolie, à Chypre, au Levant, en Égypte, mais aussi plus à l'ouest en Sicile, ou même en Europe centrale. Le témoignage de l'épave d'Uluburun a déjà été évoqué plus haut. Mais si tout cela nous indique que des produits mycéniens et peut-être des marchands mycéniens se déplaçaient sur une vaste aire, pour des raisons sans doute commerciales, la nature des produits échangés reste énigmatique. Même les sources d'approvisionnement en métal de la Grèce mycénienne restent mal établies : il semble que le plomb et l'argent proviennent du Laurion, ce qui suppose leur circulation à l'intérieur de la Grèce continentale et du monde égéen, alors que l'origine probable du cuivre est Chypre, donc dans le cadre d'échanges à longue distance, mais sans preuve déterminante.
La circulation de biens mycéniens à l'échelle régionale est également traçable grâce aux « nodules ». Ainsi, 55 nodules, retrouvés à Thèbes en 1982, portent un idéogramme représentant un bœuf. Grâce à eux, on a pu reconstituer l'itinéraire de ces bovins : venus de toute la Béotie, voire de l'Eubée, ils sont convoyés à Thèbes pour être sacrifiés. Les nodules visent à prouver qu'il ne s'agit pas de bêtes volées et à prouver leur provenance. Une fois les bêtes arrivées sur place, les nodules sont ôtés et rassemblés pour établir une tablette comptable. Les nodules sont utilisés pour toute sorte d'objets et expliquent comment la comptabilité mycénienne pouvait être aussi rigoureuse. Le scribe n'a pas à compter lui-même les objets, il se fonde sur les nodules pour établir ses tables.

## Religion

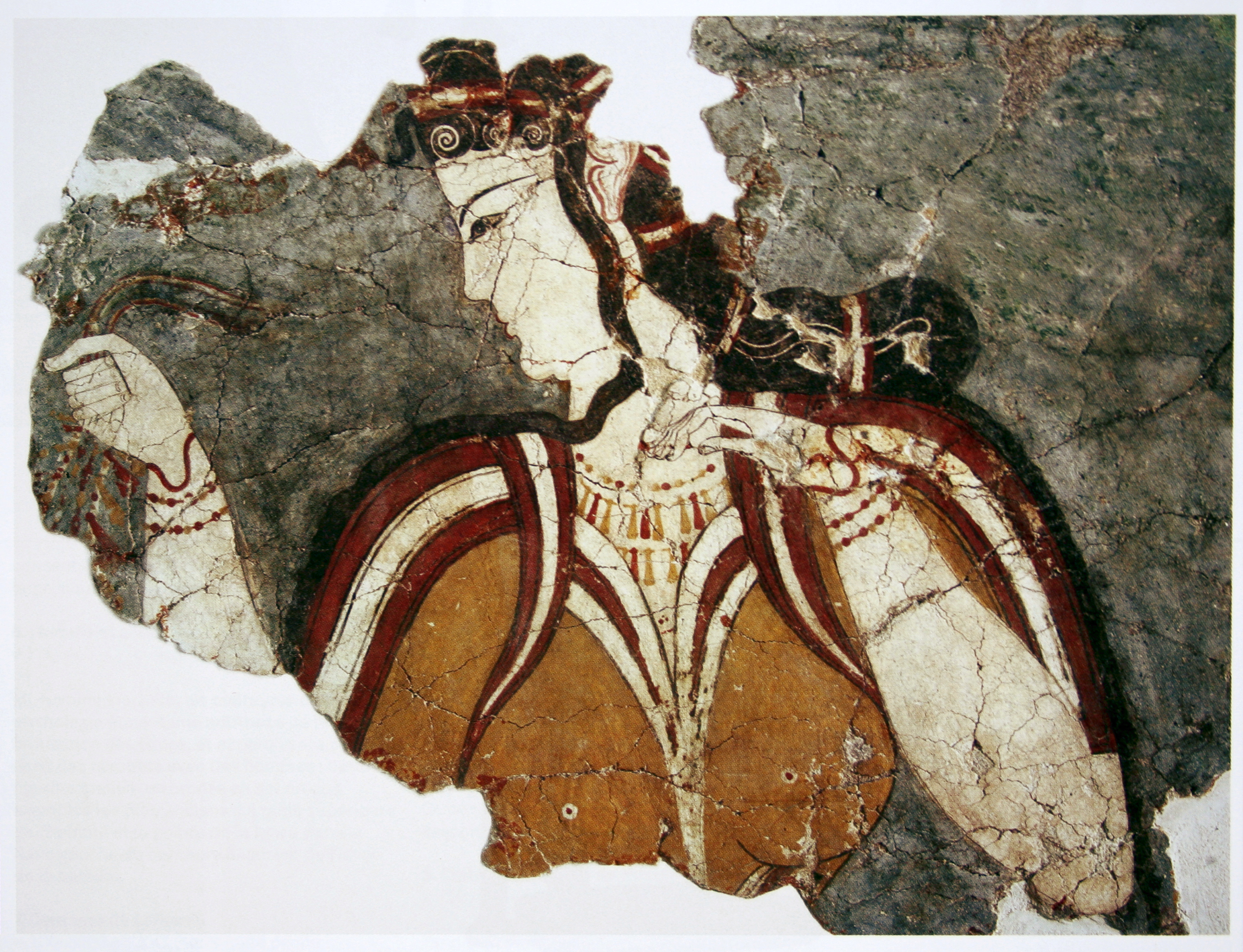
« Dame de Mycènes », fresque du à Mycènes représentant peut-être une déesse, Musée national archéologique d'Athènes.

Le fait religieux est assez difficile à identifier dans la civilisation mycénienne, en particulier quand il s'agit de sites archéologiques, où il demeure ardu de repérer avec certitude un lieu de culte. Quant aux textes, seules quelques listes d'offrandes nous donnent des noms de dieux, mais ne nous en apprennent pas plus sur les pratiques religieuses. D'une manière générale, il semble que la frontière entre profane et sacré soit peu nette dans le monde mycénien, ce qui rend complexe l'identification des traces du religieux.

### Divinités

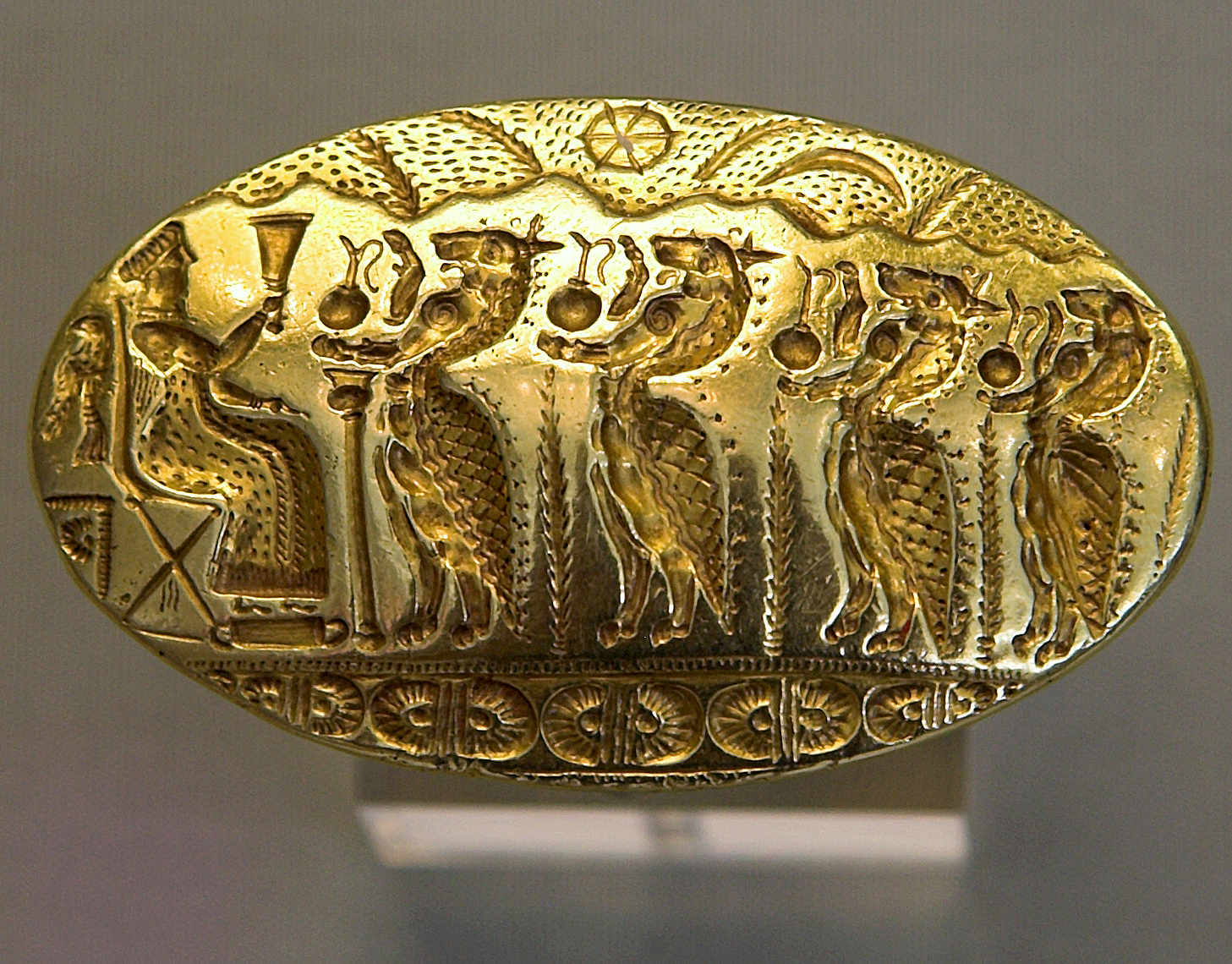
Bague en or représentant une déesse assise recevant des offrandes d'hippocampes. Tirynthe, Musée national archéologique d'Athènes.

Le panthéon mycénien attesté par les tablettes en linéaire B comporte déjà de nombreuses divinités que l'on retrouve dans la Grèce classique. Elles sont désignées par le terme te-o (theos), et on trouve aussi l'expression pa-si-te-oi « pour tous les dieux ». Le terme po-ti-ni-ja, Potnia, « Maîtresse », « Dame », sert pour désigner diverses déesses, accompagné d'épithètes, et désigne aussi une déesse précise quand il est employé isolément. Les divinités attestées à Pylos et Cnossos sont Poséïdon (po-si-da-jo), Zeus (di-we), tandis que Dionysos (di-wo-nu-so) est attesté à Pylos et La Canée. Parmi les autres divinités attestées : Diwia (di-u-ja), la contrepartie féminine de Zeus et probablement sa parèdre à cette période, tandis que Poséïdon est associé à Posidaeia (po-si-da-e-ja), également Arès (a-re), Artémis (a-ti-mi-ti), Héra (e-ra), une des « Furies », Érinyes (e-ri-nu), Ilithyie (e-re-u-ti-ja), Hermès (e-ma-a2), Iphimédie (i-pe-me-de-ja), Enyalius (e-nu-wa-ri-jo ; dieu assimilé à Arès aux périodes postérieures). Le nom d’Héphaïstos apparaît dans le nom d'une personne (a-pa-i-ti-jo). Athéna est dans le groupe des Potnia, sous la dénomination A-ta-na po-ti-ni-ja qui peut être comprise comme « Dame d'Athènes ». De même une Si-to po-ti-ni-ja, « Dame du grain », pourrait désigner Déméter, qui pourrait également apparaître dans des tablettes de Thèbes sous le nom ma-ka. Beaucoup de ces lectures restent incertaines. Ainsi on a proposé d'identifier Apollon dans un nom de personne comportant le terme s-mi-te-u Smintheus, un des noms du dieu aux périodes postérieures ; son nom figure peut-être dans le traité en hittite cunéiforme conclu entre les Hittites et Alaksandu de Wilusa (Alexandre de Ilion/Troie ?) qui est contemporain des tablettes mycéniennes. L'interprétation des noms des divinités inconnues dans les textes des phases suivantes est plus complexe, même si certains peuvent être compris, notamment les déesses du groupe des Potnia, comme la « Dame du Labyrinthe » (da-pu2-ri-to-jo po-ti-ni-ja), une possible « Dame des chevaux » (i-qe-ja po-ti-ni-ja). Une divinité bovine (qo-wi-ja) semble aussi exister, et il a été proposé que les Mycéniens vénèrent des divinités zoomorphes. On connaît également un dieu nommé Drimios di-ri-mi-o, fils de Zeus, non attesté par la suite. Les « vents » (a-ne-mo) reçoivent un culte,. Il est tentant de rattacher certaines de ces divinités inconnues au fond minoen, tels pi-pi-tu-na et a-ma-tu-na dont les noms présentent une forme qui renverrait à celle des divinités crétoises connues pour les périodes postérieures (Diktunna). Il a aussi été proposé que le culte des Potnia ait une origine minoenne. Tous ces noms ne sont pas aisés à identifier, et la documentation ne dit rien sur les fonctions et attributs de ces divinités. Il reste difficile de faire coïncider ces noms avec les divinités représentées dans l'iconographie. En tout état de cause rien n'indique que les dieux encore vénérés aux époques archaïque et classique aient déjà les mêmes fonctions que celles qu'ils ont à ces époques.

### Lieux de culte
Aucun temple, en tant qu'unité architecturale bien différenciée des autres bâtiments, n'a été identifié pour l'époque mycénienne. Certains groupes de pièces intégrés dans des bâtiments plus vastes, comportant une pièce centrale de forme généralement oblongue entourée de petites pièces ont pu servir de lieux de culte. C'est le cas à Mycènes, Tyrinthe, Pylos ou Asinè. Certains sanctuaires ont pu être repérés, comme à Phylakopi, où a été retrouvé un nombre important de statuettes faisant sans doute office d'offrandes, et on suppose que des sites comme Delphes, Dodone, Délos ou Éleusis étaient déjà d'importants sanctuaires, sans preuve déterminante une nouvelle fois. Enfin, des cérémonies cultuelles, voire des fêtes religieuses, ont pu avoir lieu dans certaines salles de palais, notamment à Pylos. Cela reste toutefois difficile à prouver de manière évidente. En effet, la présence d'une organisation spatiale qui semble être celle d'un lieu de culte (avec des sortes de banquettes, d'autels), la présence de statuettes qui semblent être des dépôts d'offrande, ou de rhytons qui semblent être destinés à des libations, et les restes nombreux d'ossements calcinés d'animaux ayant peut-être été sacrifiés, tout cela ne vaut pas une confirmation définitive quant à la fonction cultuelle de l'endroit fouillé, même si cela reste l'hypothèse la plus plausible et la plus couramment admise. On trouve dans les textes des lieux où se déroulent des sacrifices qui sont souvent identifiés comme des lieux de culte, mais dont on ne peut pas déterminer la nature, savoir s'ils sont construits ou à l'air libre.
La présence de lieux de culte apparaît en tout cas dans les textes, ceux de Pylos mentionnant que chaque district dispose de nawoi, lieux où résident les dieux, pris en charge par des prêtres supervisés par le palais. Les dieux sont dans plusieurs cas vénérés par groupe dans un lieu de culte : le sanctuaire de pa-ki-na-je (Sphagianes) à Pylos, qui revient souvent dans les textes, semble le lieu de culte principal du royaume, où sont notamment vénérés Potnia et Poséïdon. Les tablettes nous indiquent également que des divinités possédaient des biens : la déesse Potnia dispose ainsi de troupeaux à Cnossos, de forgerons à Pylos, d'esclaves. Cela indique peut-être que les sanctuaires étaient des organismes économiques comme au Proche-Orient. On peut du reste supposer l'existence d'un culte domestique, différent du culte officiel qui est le mieux documenté.

### Pratiques religieuses
Il existe peu de certitudes sur les pratiques religieuses mycéniennes. Des « prêtres » (i-je-re-u, ἱερεύς / hiereús) et « prêtresses » (i-je-re-ja, ἱέρεια / hiéreia) apparaissent dans les tablettes, mais elles ne disent rien sur leur rôle. Ces sources semblent en revanche documenter la pratique de sacrifices et d'offrandes, quand certaines évoquent les noms de divinités dans des listes de biens. Il faut sans doute y identifier la préparation par le palais de diverses offrandes : épices, vin, huile, miel, céréales, laine, vases en or et bétail. Des êtres humains apparaissent sur les listes, sans qu'on sache s'il s'agit de futures victimes de sacrifices ou d'esclaves divins.
Les tablettes nous montrent que le palais supervise la collecte des bêtes et denrées nécessaires pour le culte courant mais aussi des cérémonies et banquets publics, donc de véritables fêtes religieuses identifiées par leur nom, dont certaines auraient pu être dirigées par le wa-na-ka ou le ra-wa-ke-ta, notamment la fête de l'« initiation du wa-na-ka » à Pylos à l'occasion de laquelle plus de 1 000 personnes reçoivent des rations alimentaires,.
Plus largement, la combinaison de l'analyse des supposés lieux de culte, des tablettes et de peintures murales fournit un ensemble de sources intéressantes sur les pratiques religieuses festives dans le monde mycénien. Les sceaux et les fresques représentent des processions, des libations, des sacrifices, des musiciens. On retrouve certains éléments de l'imagerie religieuse minoenne, mais pas d'autres, comme les scènes d'« épiphanie »
Si les pratiques funéraires sont bien documentées, il reste impossible d'en tirer quelque chose de concluant sur les croyances sur l'au-delà des Mycéniens. Les inhumations sont largement supérieures en nombre aux crémations avant l'HR III C qui voit une croissance de cette dernière pratique. Les tombes sont souvent accompagnées d'offrandes : vases remplis de nourriture et de boisson, figurines, objets du défunt, parfois même des animaux sacrifiés (chiens, chevaux). Mais cela se fait au moment de la mort, et apparemment rarement après l'inhumation. Les tombes collectives sont courantes, mais le sens de cette pratique reste indéterminable avec certitude. Certaines études ont tenté d'aller plus loin dans l'interprétation des pratiques et croyances funéraires mycéniennes, par exemple en suggérant l'existence d'un culte des ancêtres.

## Productions artistiques et artisanales
La civilisation mycénienne se caractérise par sa prospérité et par l'uniformité de sa culture matérielle. L'influence de la Crète minoenne est forte dès le début dans tous les domaines de l'artisanat, même si une originalité continentale se développe progressivement au cours de l'Helladique récent. Cependant certains types d'objets remarquables et originaux parmi les plus anciens sont sans postérité. La culture matérielle mycénienne est avant tout connue par les trouvailles archéologiques, notamment les tombes riches qui n'ont pas été pillées dans l'Antiquité, mais aussi l'habitat. Les fresques et autres représentations graphiques (comme les gravures et peintures sur vases) fournissent d'autres indices, ainsi que les sources administratives en linéaire B.

### Vases en terre cuite
L'archéologie a retrouvé une grande quantité de poteries pour l'époque mycénienne, qui se caractérisent par l'emploi d'une argile fine, recouverte d'un engobe clair et lisse, à décor peint en rouge, orange ou noir. Les vases ont des formes très diverses : jarres à étrier, cruches, cratères, vases dits « coupes à champagne » en raison de leur forme, etc. Les tailles des vases peuvent varier. La céramique mycénienne apparaît à l'HR I au sud du Péloponnèse, sans doute sous l'influence de la céramique minoenne. Les modèles sont très homogènes dans tout l'espace mycénien à l'HR III B, durant lequel la production augmente considérablement en quantité, notamment en Argolide d'où proviennent un grand nombre des vases exportés hors de Grèce. Quelques innovations apparaissent dans les formes : ainsi, les pieds de certaines coupes s'allongent progressivement, au point que les anciens « verres à vins » deviennent des « coupes de champagne ». Les décors sont souvent des spirales, des chevrons, coquillages, des fleurs, etc. D'autres vases sont décorés par des représentations figurées, représentant notamment des scènes de chars, et plus tard des scènes animales avec des taureaux, des oiseaux, ou des sortes de sphinx.
Les fonctions de cette céramique peuvent être déterminées parfois selon leur forme, voire grâce à des indices fournis par des tablettes mentionnant leur usage au sein du palais. Leur production intéresse ce dernier en tant que contenant pour le stockage de denrées alimentaires, les offrandes aux dieux, mais sans doute aussi la cuisine ou la boisson au quotidien. La céramique peinte plus luxueuse est en bonne partie destinée à l'exportation, et se retrouve sur des sites de Chypre ou du Levant, sans doute pour elle-même, mais aussi dans certains cas pour sa fonction de contenant.
Vers la fin de l'Helladique récent, la céramique mycénienne perd son homogénéité, et des styles locaux apparaissent : le « style du grenier » en Argolide, des bols profonds à décor monochrome simple, qui préfigure les modèles de l'époque géométrique ; il côtoie dans cette même région le « style dense » sur lequel les décors (rosettes, oiseaux, etc.) occupent presque tout l'espace ; le « style à franges » de Crète, représentant des motifs abstraits épais entourés de lignes fines servant de remplissage, et le « style à poulpes », sur la même île, dont les scènes peintes sont dominées par un poulpe dont les tentacules couvrent une grosse partie de la surface, entourées de petits oiseaux ou poissons ; certains vases portent encore des représentations figurées.

Céramiques de la période mycénienne.
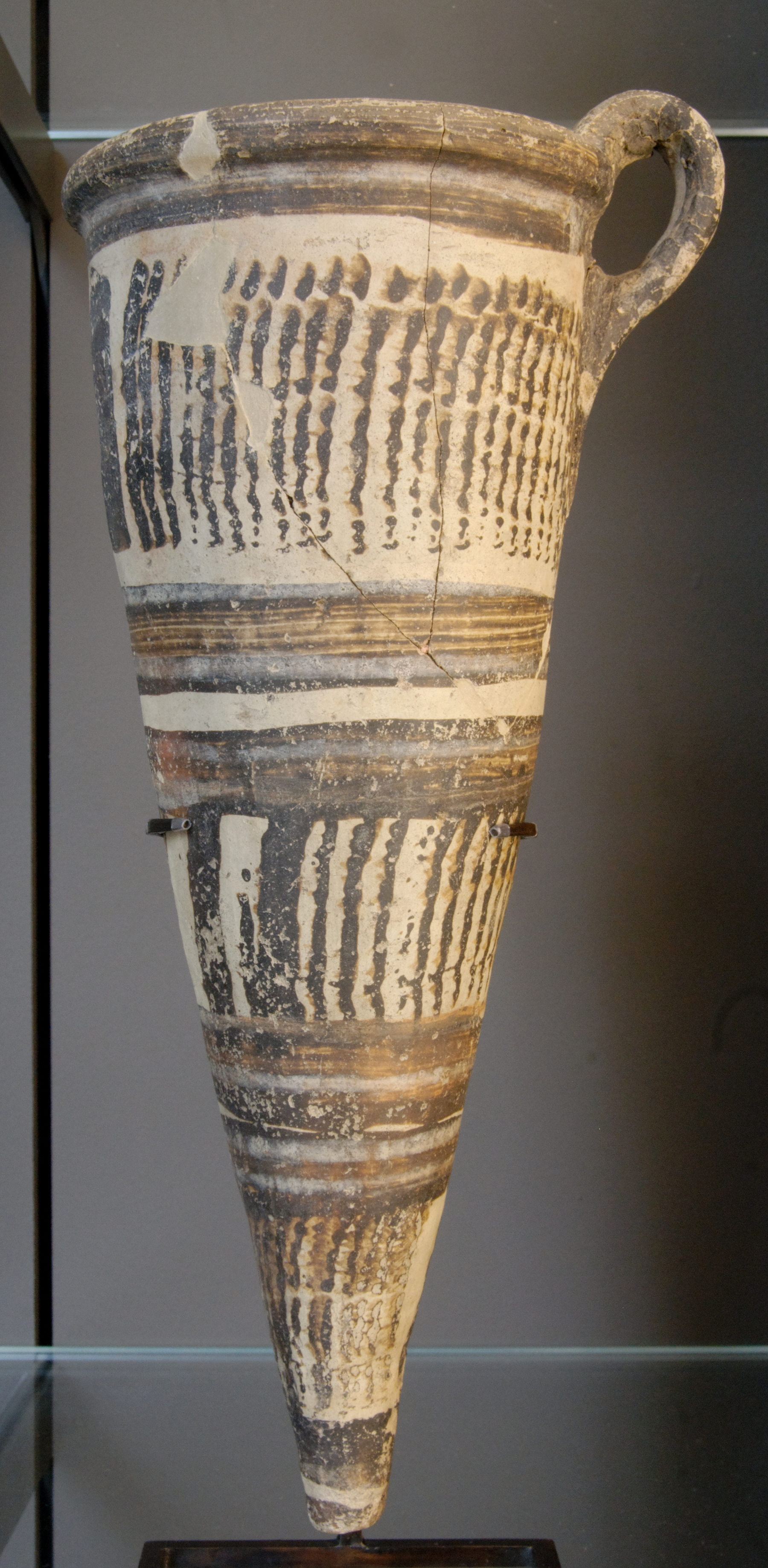
Rhyton retrouvé à Thèbes, HR I (vers 1550-1500), Musée du Louvre.
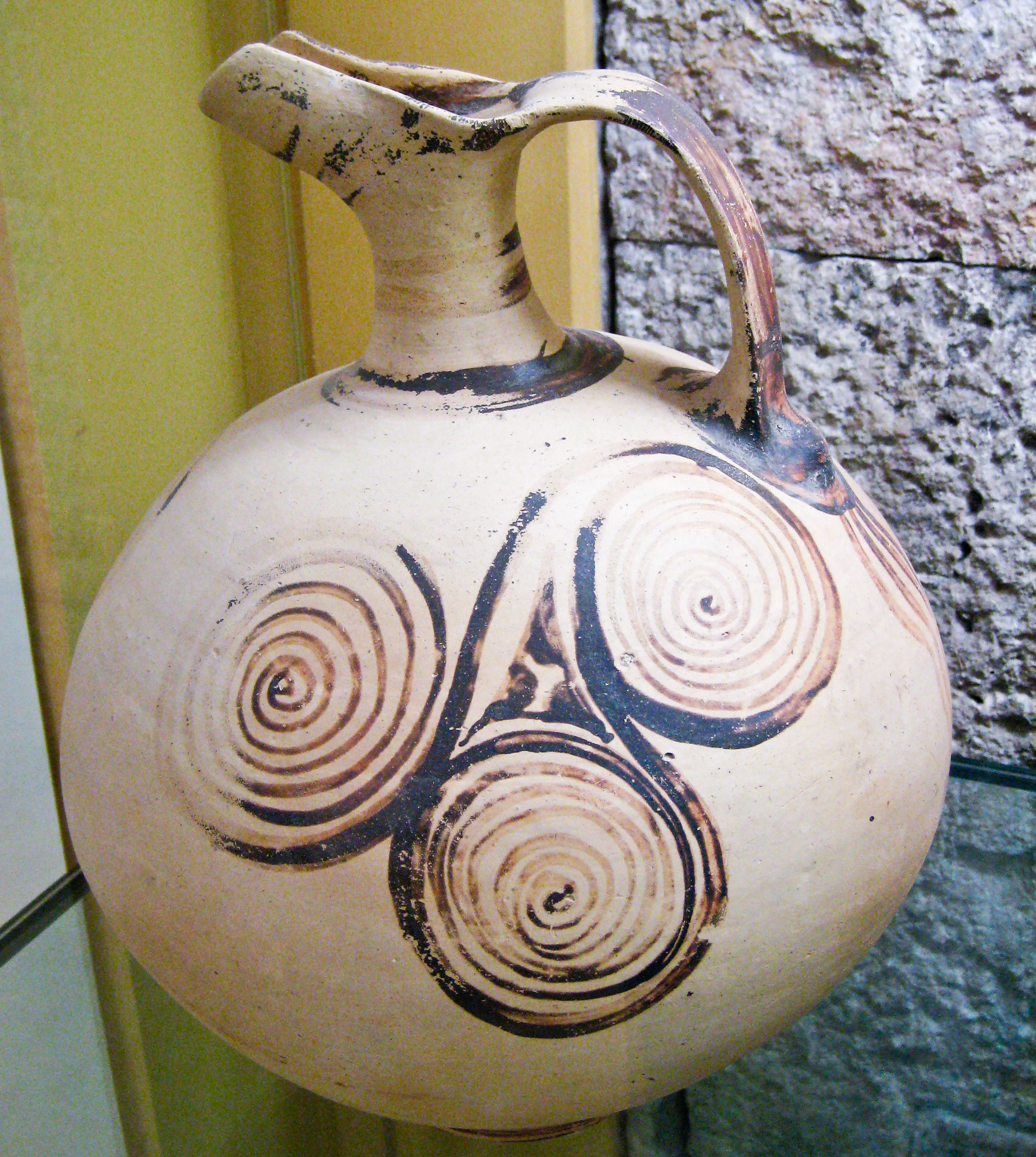
Jarre décorée de spirales peintes, début du HR III (1400-1350), Musée de l'Agora antique d'Athènes.
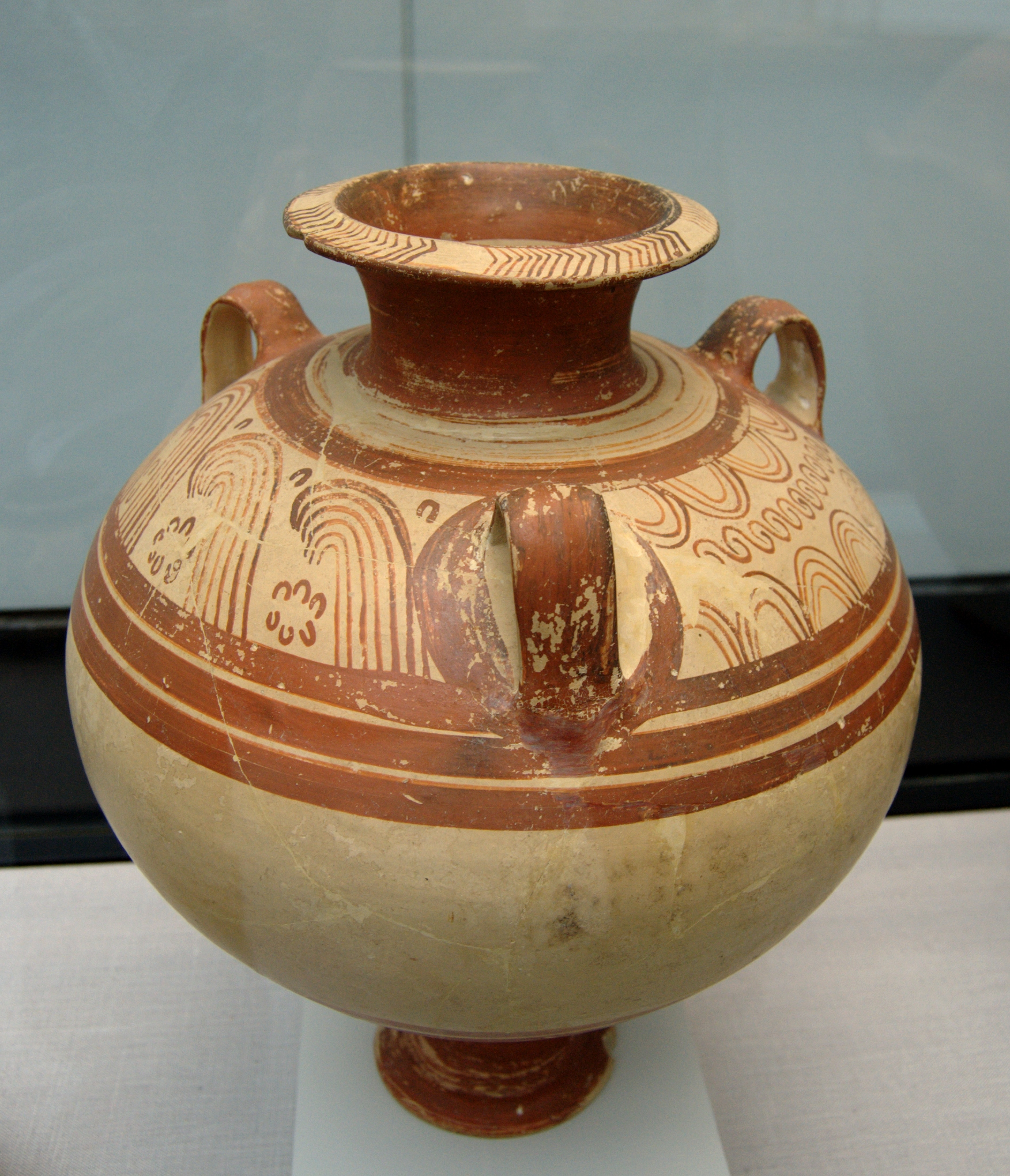
Vase de style mycénien tardif (1400-1100), Staatliche Antikensammlungen de Munich.
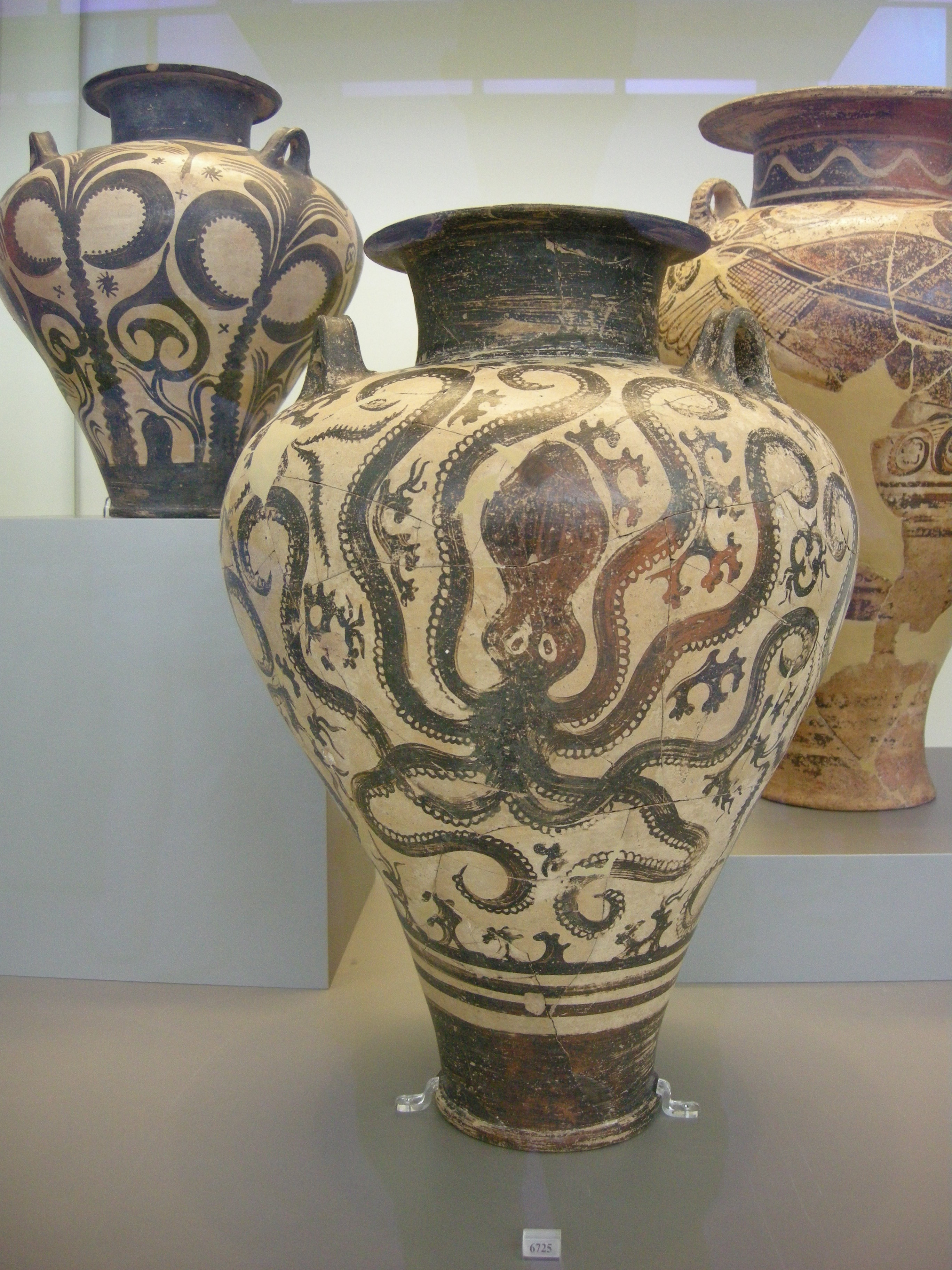
Vase du « style à poulpes » retrouvé à Argos, Musée national archéologique d'Athènes.

### Vases en métal, pierre et faïence
Les débuts de l'Helladique récent voient la production d'une vaisselle en or ou argent répandue dans les riches tombes de l'époque. On distingue plusieurs modes de fabrication : vases ciselés, repoussés, et, fait nouveau, plaqués ou incrustés. Il s'agit de vases à boire comme des coupes à pied ou des formes de type tasse, ou encore de canthares, coupes à deux anses. Deux gobelets cylindriques remarquables ont été retrouvés dans une tombe à tholos de Vaphio près de Sparte, avec une seule anse, et un décor gravé d'inspiration crétoise représentant sur l'un une scène de capture d'un taureau sauvage et sur l'autre des taureaux apprivoisés tirant un char. À l'HR III, les types de vases métalliques se raréfient et le bronze devient le métal le plus répandu dans le répertoire connu, alors que les tablettes montrent qu'on réalise toujours de nombreux vases en or et qu'on connaît deux vases d'argent incrustés de figures en or retrouvés à Dendra et Pylos. On ne trouve plus de tasses basses ni de gobelets cylindriques, mais des formes diverses de vases en bronze sont connues : chaudrons tripodes, bassins, coupes à pied, lampes, etc.

Travail du métal riveté, repoussé, ciselé de la période mycénienne.
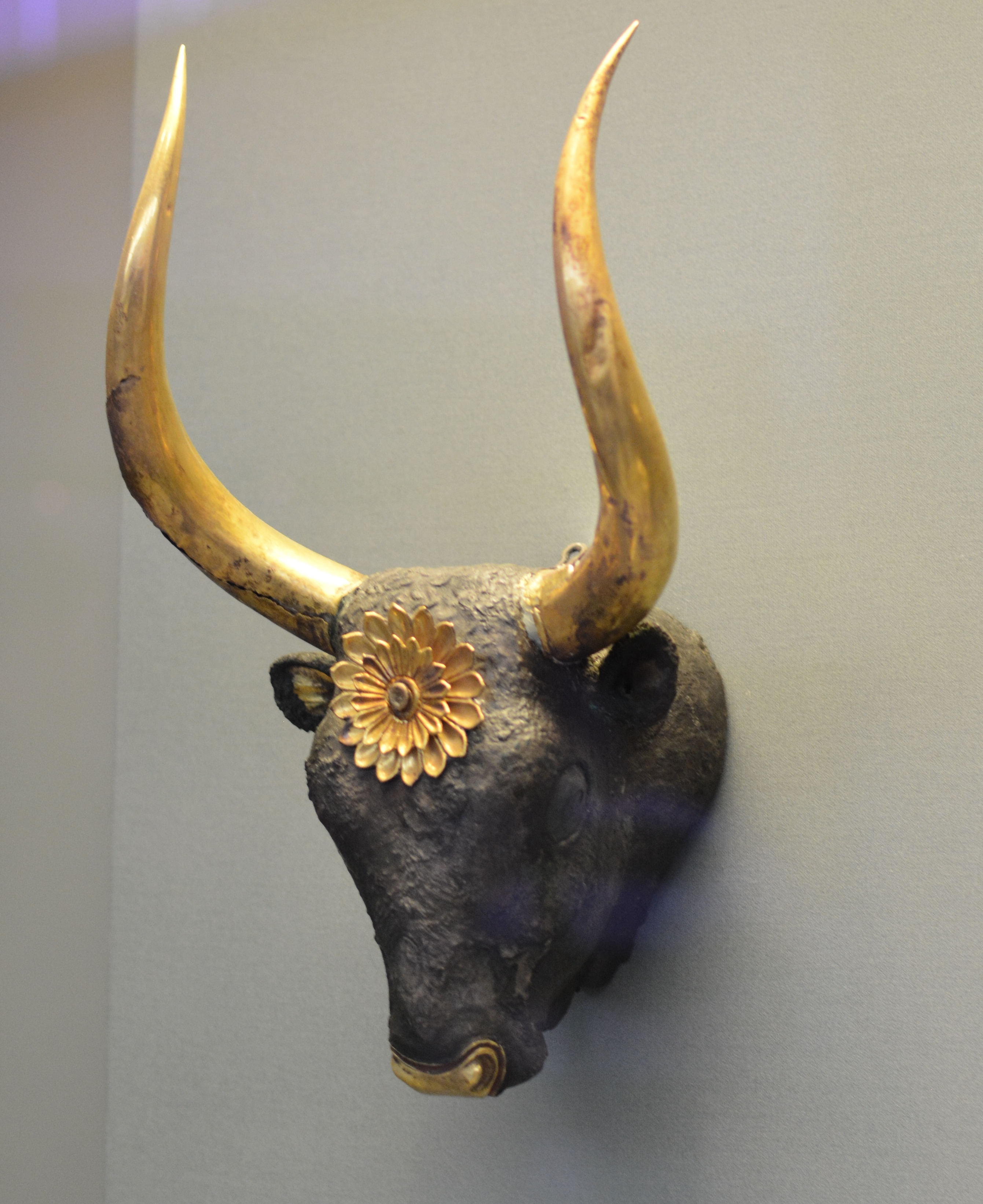
Rhyton en forme de tête de taureau. Argent et or. XVIe siècle. Musée national archéologique d'Athènes.
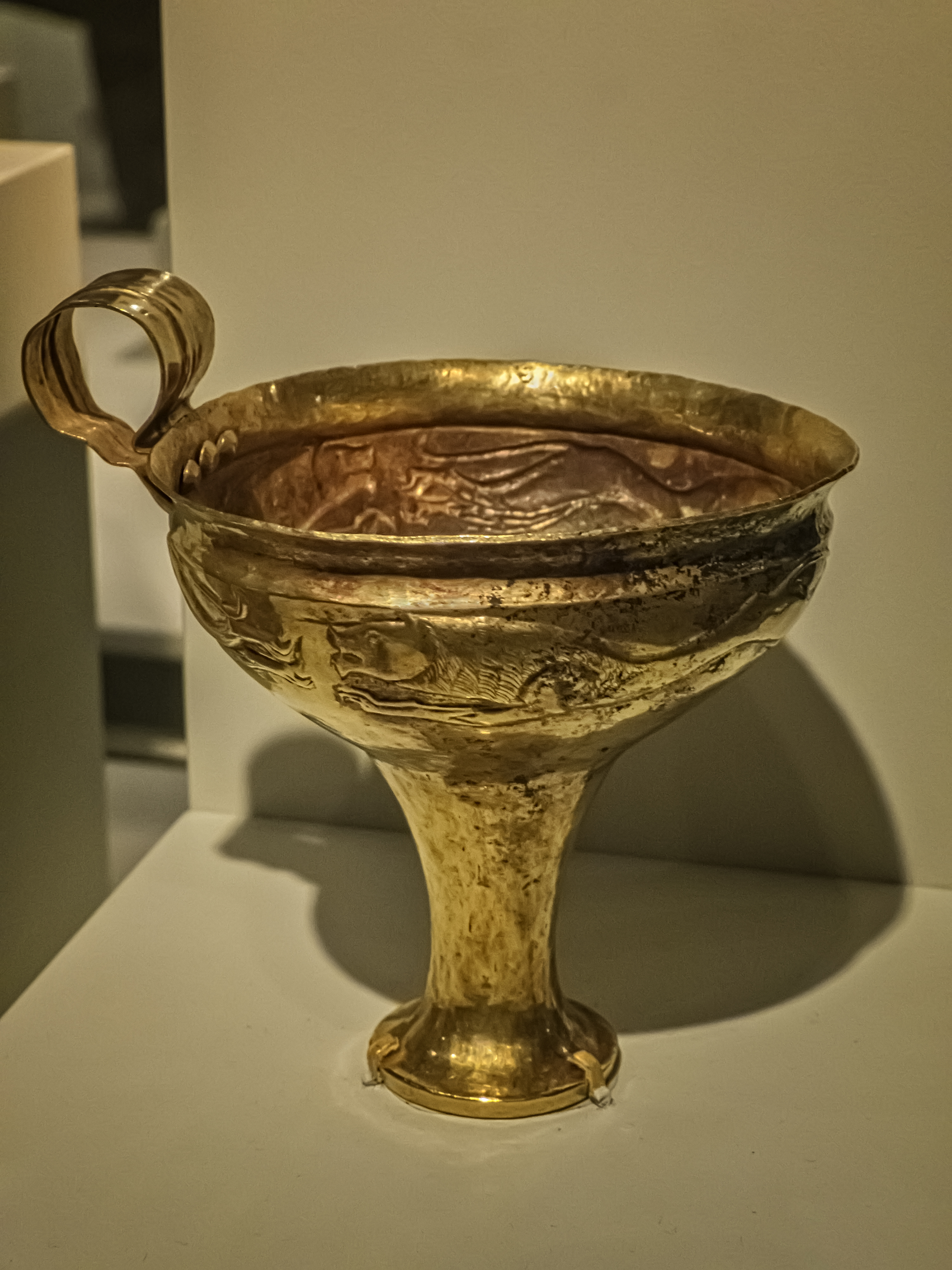
Gobelet en or du cercla A de Mycènes, XVIe siècle av. J.-C. Musée national archéologique d'Athènes.
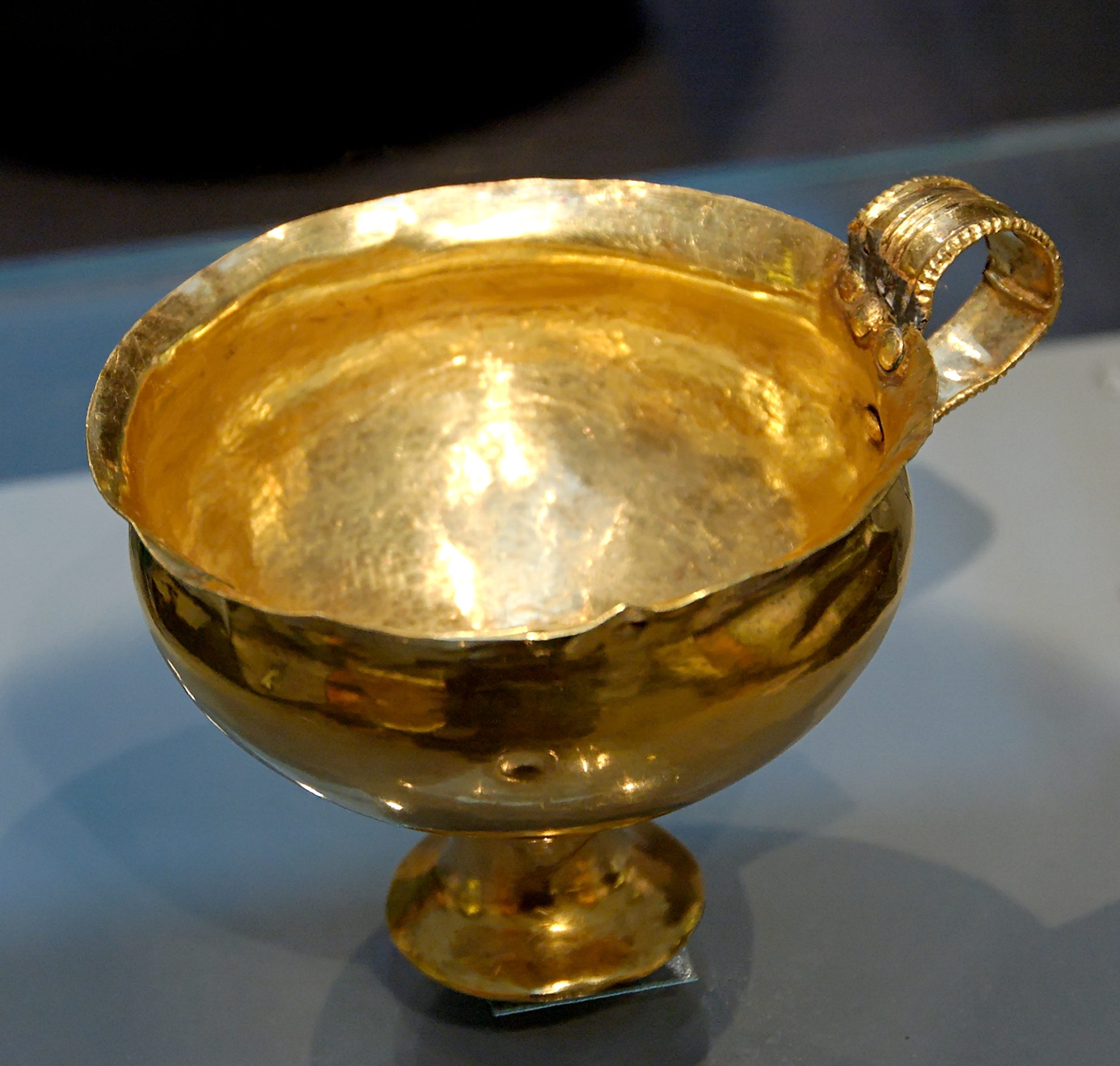
Gobelet d'or à une anse de l'HR II (vers 1500 av. J.-C.), British Museum.
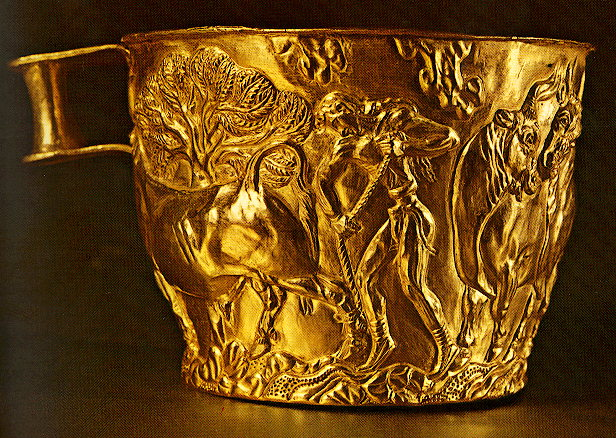
Un des gobelets retrouvés à Vaphio. Musée national archéologique d'Athènes.
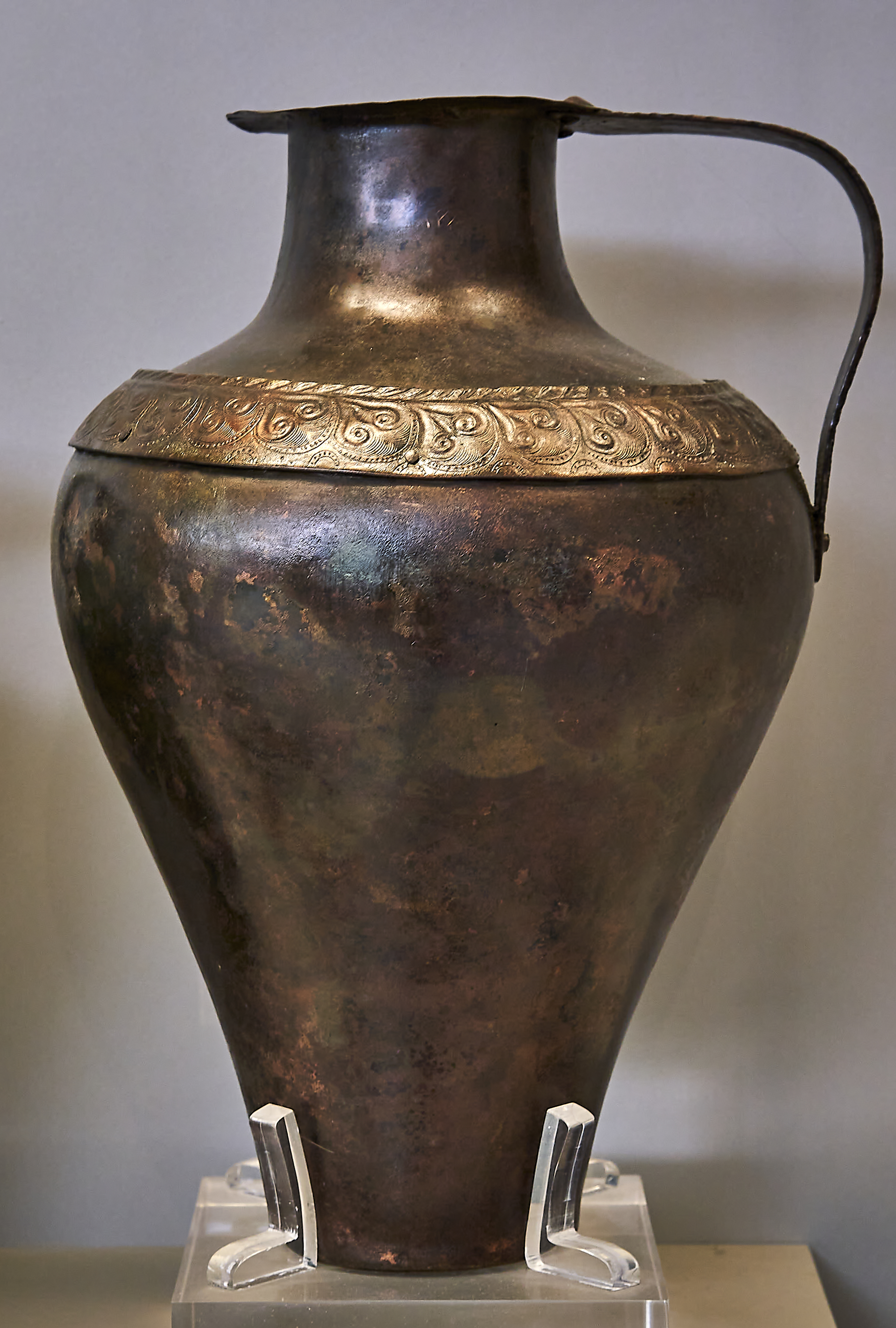
Pichet. Bronze et or. XIVe – XVe siècles. Musée national archéologique d'Athènes.

Quelques vases en faïence sont connus, mais dans un état fragmentaire. De nombreux vases en pierre (cristal de roche, porphyre, serpentine, stéatite, etc.) notamment des rhytons, ont également été retrouvés sur des sites mycéniens, mais ils proviennent essentiellement de Crète durant la plupart de l'Helladique récent, avant que quelques productions ne soient faites sur le continent dans les dernières périodes mycéniennes, à partir d'obsidienne ou de porphyre extraits dans cette région.

### Sculpture
Les seuls bas-reliefs sur pierre qui ont été sculptés en Grèce mycénienne et qui nous sont parvenus proviennent du site de Mycènes, dans les premiers temps de l'Helladique récent. Il s'agit de treize stèles retrouvées sur les tombes à fosse de ce site, représentant dans un style fruste des scènes de guerre, de chasse ou des combats d'animaux, ornées de motifs décoratifs à base de spirale. Elles sont sans postérité connue. Un autre plus tardif provient du même site : il s'agit du décor surmontant la « Porte des Lions ». Il représente deux animaux acéphales identifiés sans certitude comme étant des lions, disposés de part et d'autre d'une colonne et posant les pattes antérieures sur une sorte d'autel. Le décor a également disparu. Le style de cette œuvre rappelle celui de sceaux crétois, à la différence des bas-reliefs funéraires plus anciens qui sont proprement mycéniens.
Parmi les trésors du cercle A de Mycènes, Schliemann a retrouvé cinq masques funéraires en or, dont le fameux « masque d'Agamemnon ». Dans le cercle B, on a mis au jour un masque en électrum. Ils étaient formés d'une feuille de métal mise en forme sur une figure en bois sculpté. Plusieurs d'entre eux semblent être des portraits des souverains enterrés dans la tombe où ils ont été retrouvés. Il s'agit d'œuvres isolées, sans parallèle dans le monde mycénien.
La période mycénienne n'a pas livré de statues de grande taille, hormis une tête féminine (un sphinx ?) de plâtre peinte de couleurs vives retrouvée à Mycènes. L'essentiel de la statuaire de cette période consiste en des statuettes fines et des figurines en terre cuite, retrouvées notamment sur le site de Phylakopi, mais aussi à Mycènes, Tirynthe ou Asinè. La majorité de ces statuettes représente des figurines anthropomorphes (mais il existe aussi des zoomorphes), masculines ou féminines. Elles ont différentes postures : bras tendus, levés vers le ciel ; bras repliés sur les hanches ; assises. Elles sont peintes, monochromes ou polychromes. Leur vocation n'est pas certaine, mais il est fort probable qu'il s'agisse d'objets votifs, retrouvés dans des contextes qui paraissent être des lieux de culte.

Sculptures de la période mycénienne.
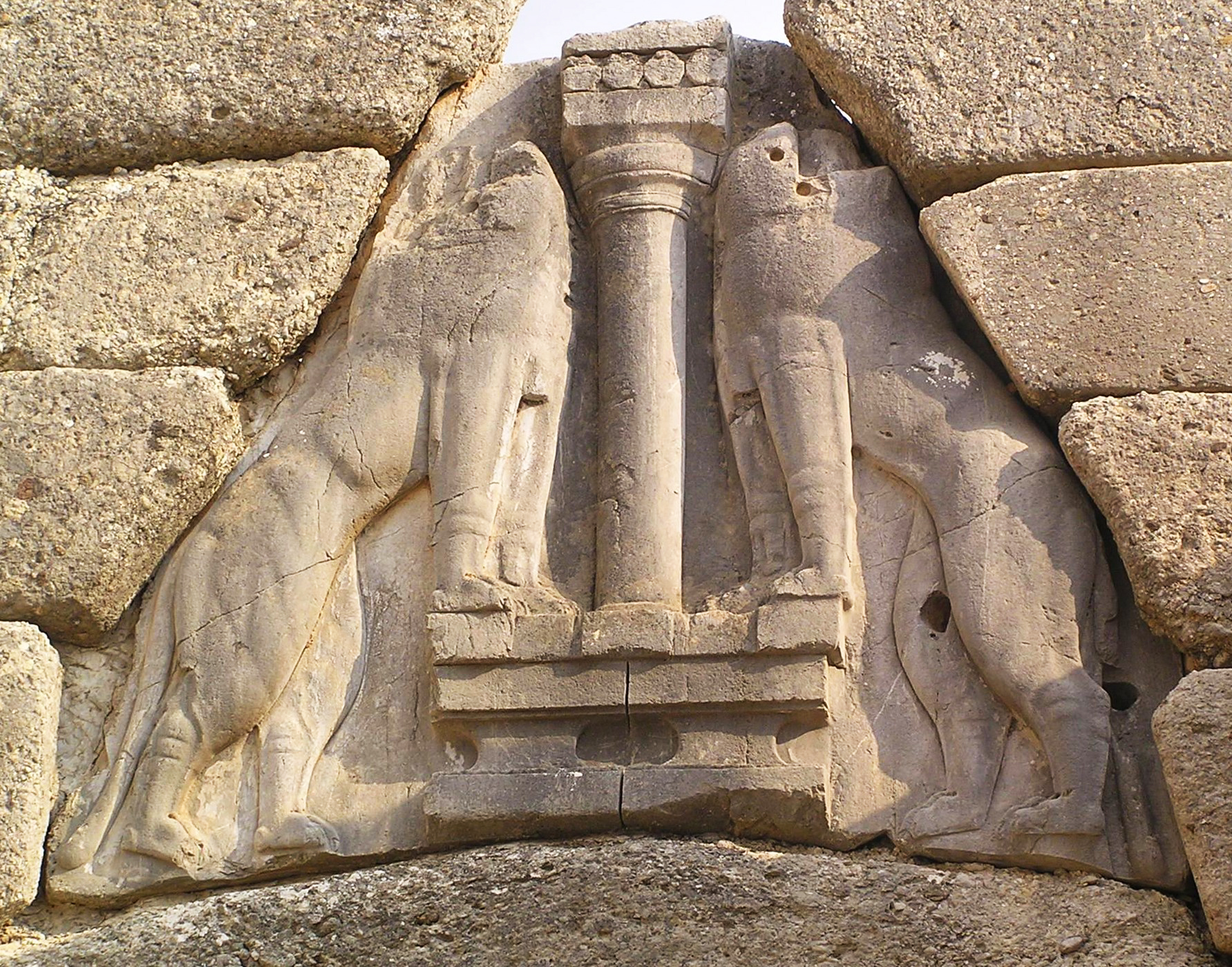
Le bas-relief surmontant la « Porte des Lions » de Mycènes, HR I (vers 1550-1500).
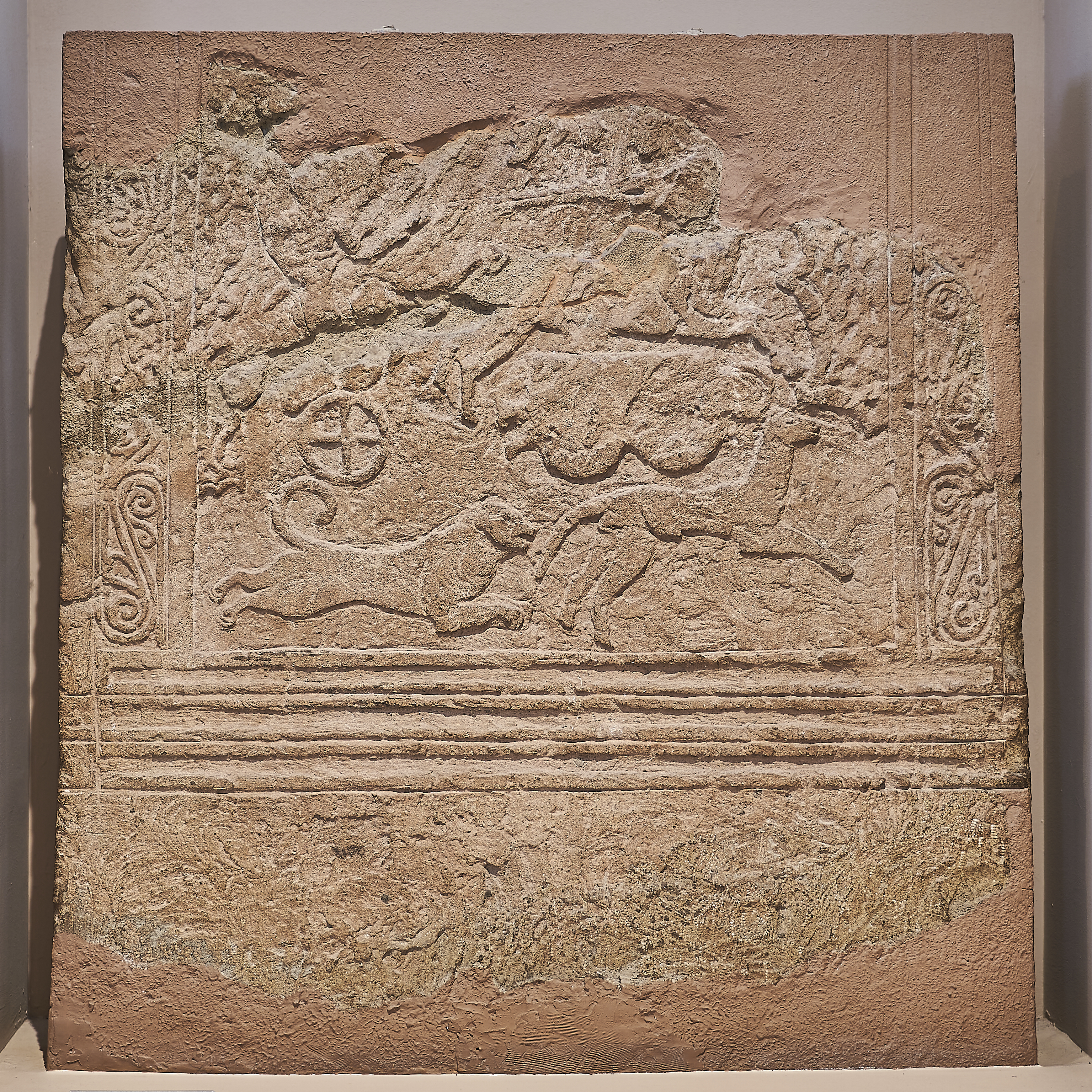
Stèle funéraire représentant une scène de chasse. Mycènes, « cercle A », HR I (vers 1550-1500), Musée national archéologique d'Athènes.
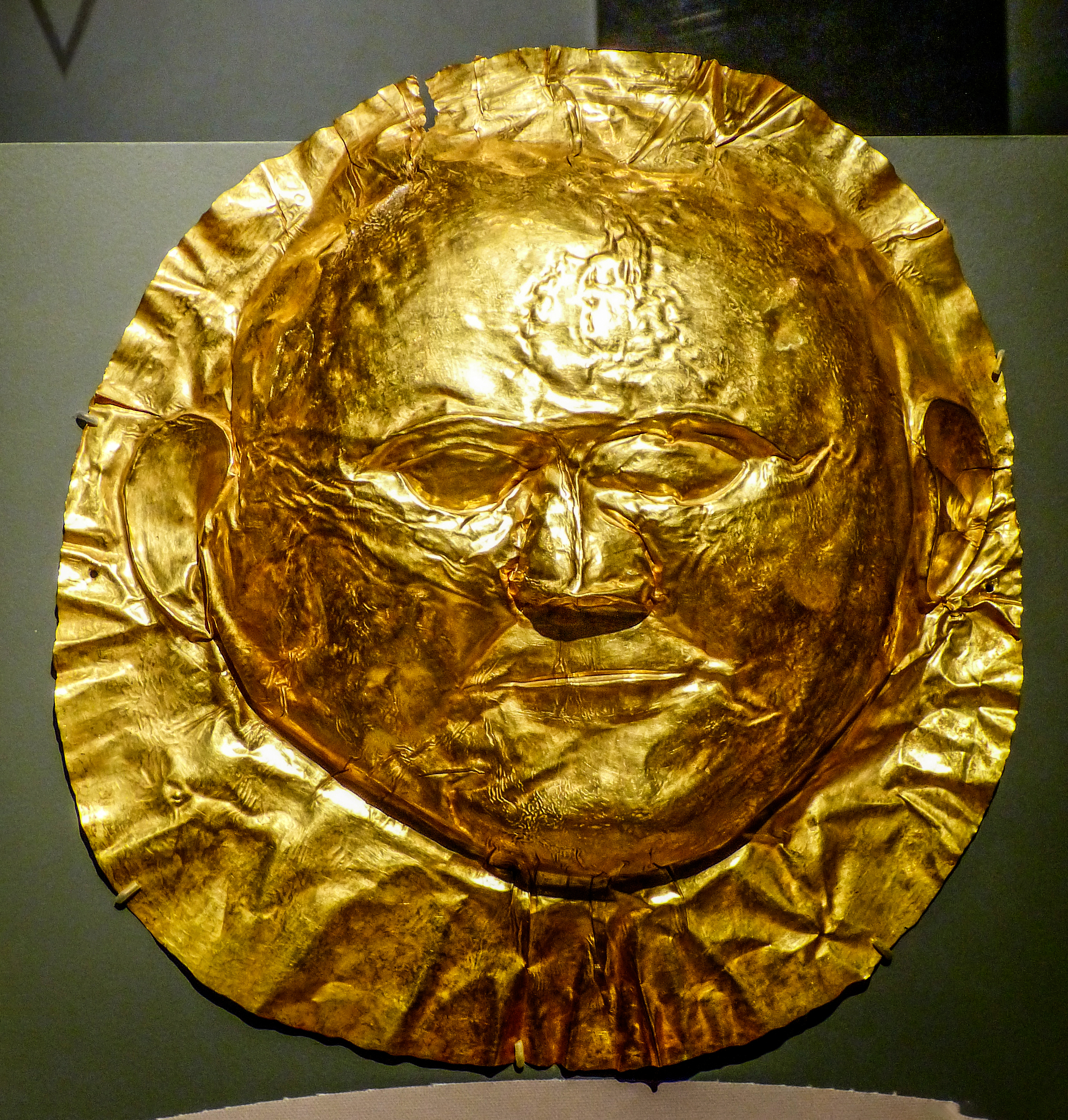
Un des masques d'or du « cercle A » de Mycènes, HR I (vers 1550-1500), Musée national archéologique d'Athènes.
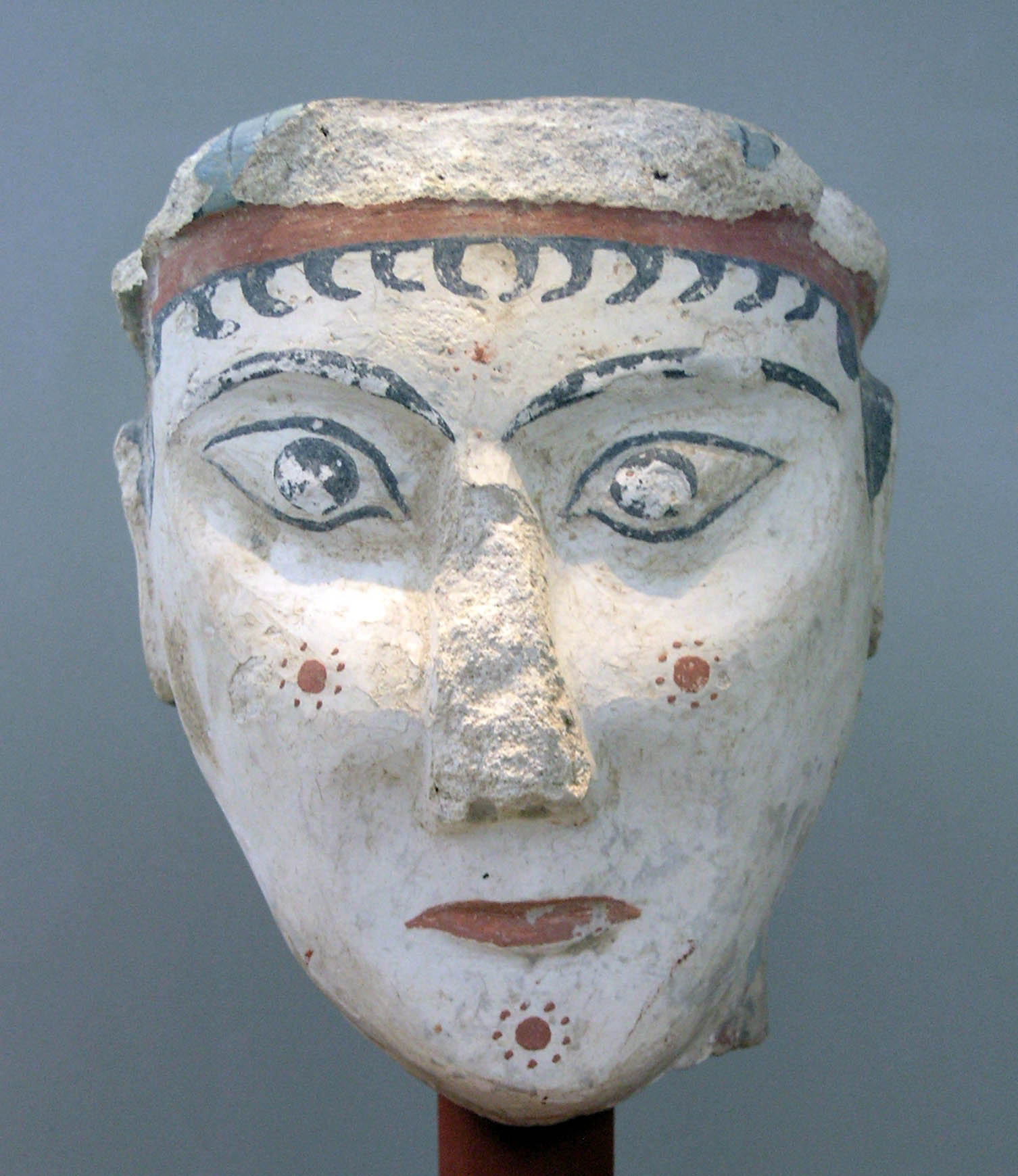
Tête de plâtre peinte, un des rares exemples de plastique monumentale mycénienne, Musée national archéologique d'Athènes.
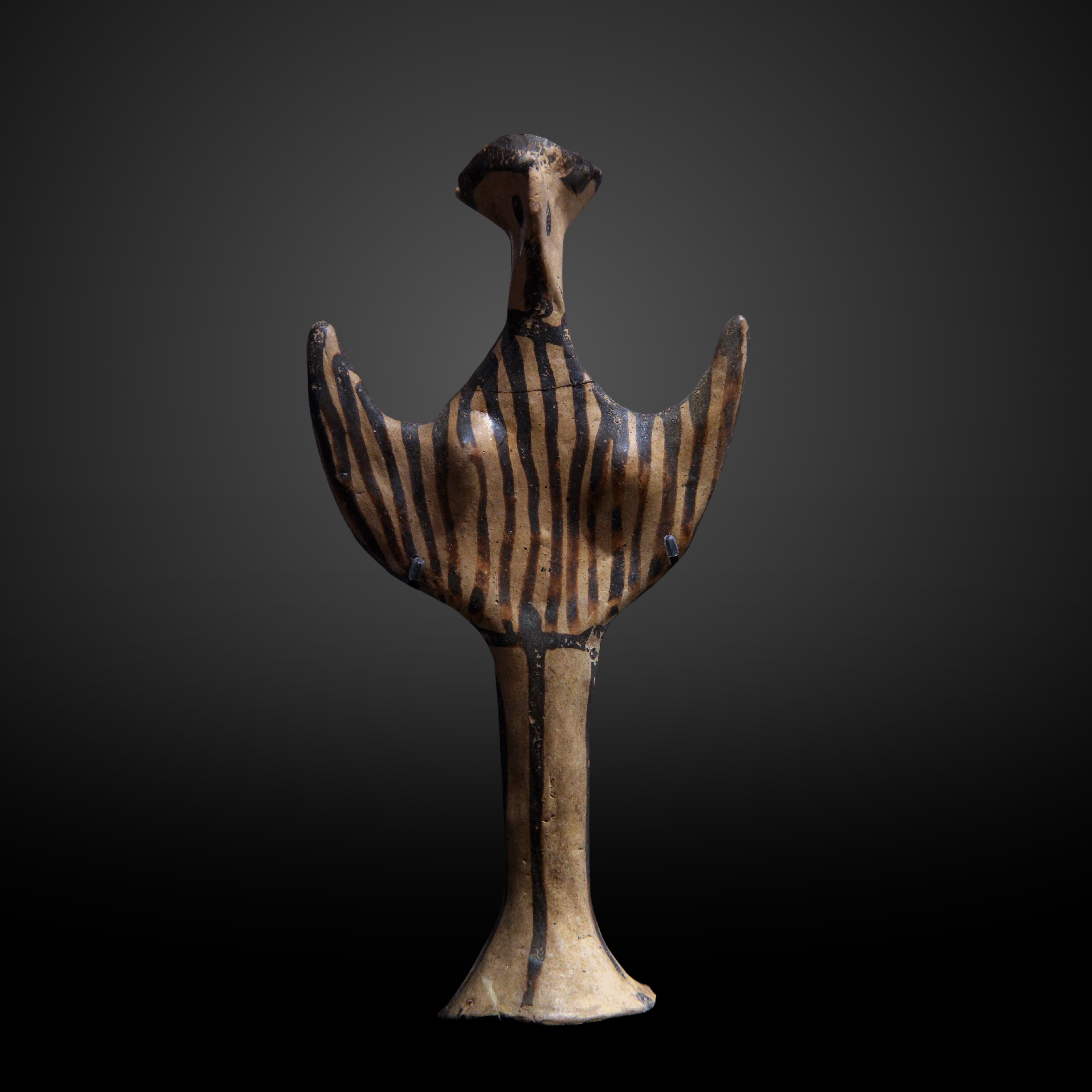
Figurine en terre cuite en forme de psi, HR III B 1 (vers 1280), provenant de Tirynthe, Musée du Louvre.

### Bijoux et parures
Les riches tombes de l'HR I (tombes à fosse de Mycènes, tombes à tholos de Messénie) ont livré de la joaillerie fortement marquée par la tradition minoenne, ou bien plus originale et sans postérité, comme des diadèmes estampés dans une feuille d'or. Plusieurs progrès se notent dans la technique au cours de l'HR : généralisation du filigrane, de la granulation, de l'incrustation, du placage en feuilles d'or, de la pâte de verre moulée. Les artisans réalisent des perles en or, faïence, pâte de verre, ambre, de formes variées. Des plaques appliques étaient réalisées dans des feuilles d'or pour être cousues sur du tissu ; elles avaient là encore des formes variées : motifs géométriques, naturalistes, rosettes, animaux. Des bagues en or se retrouvent également dans les tombes. Les épingles sont en ivoire ou en or dans les premières périodes de l'HR, mais les épingles en bronze sont de plus en plus nombreuses au cours du temps.

Parures de la période mycénienne.
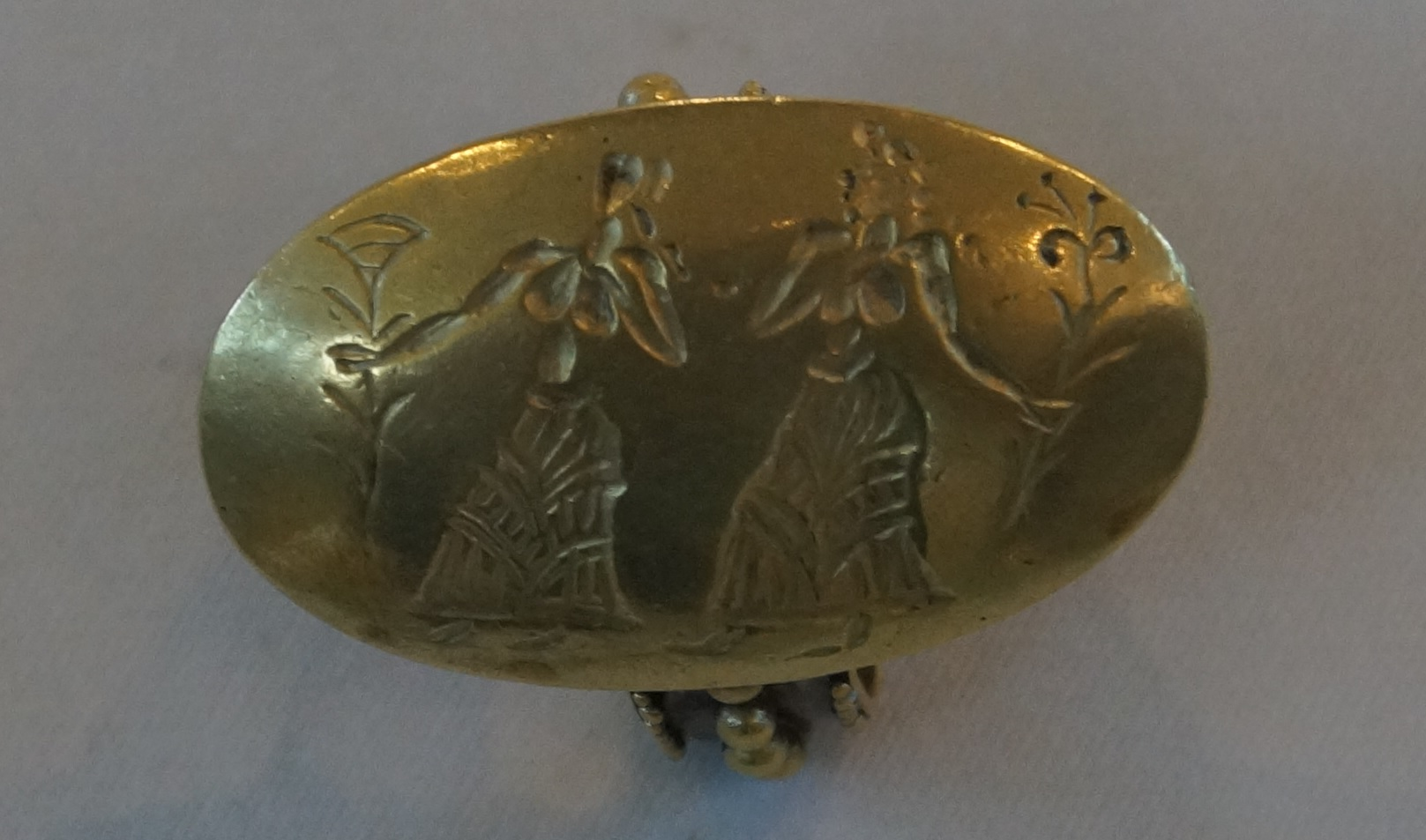
Bague en or représentant deux femmes tenant des fleurs, trésor d'Aidonia, v. 1500 av. J.-C. Musée archéologique de Némée.
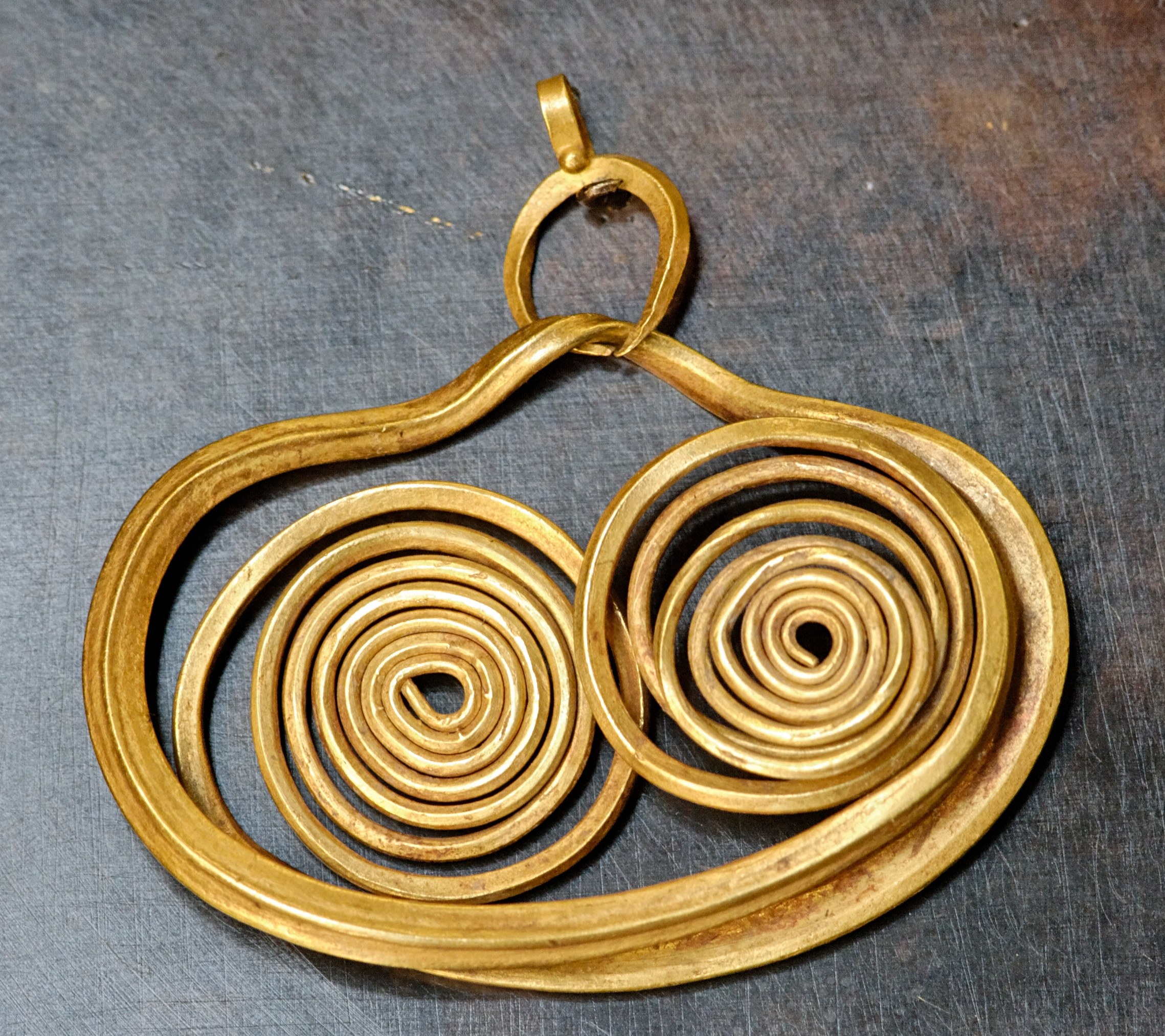
Boucle d'oreille en or, vers 1600 av. J.-C., Musée du Louvre.
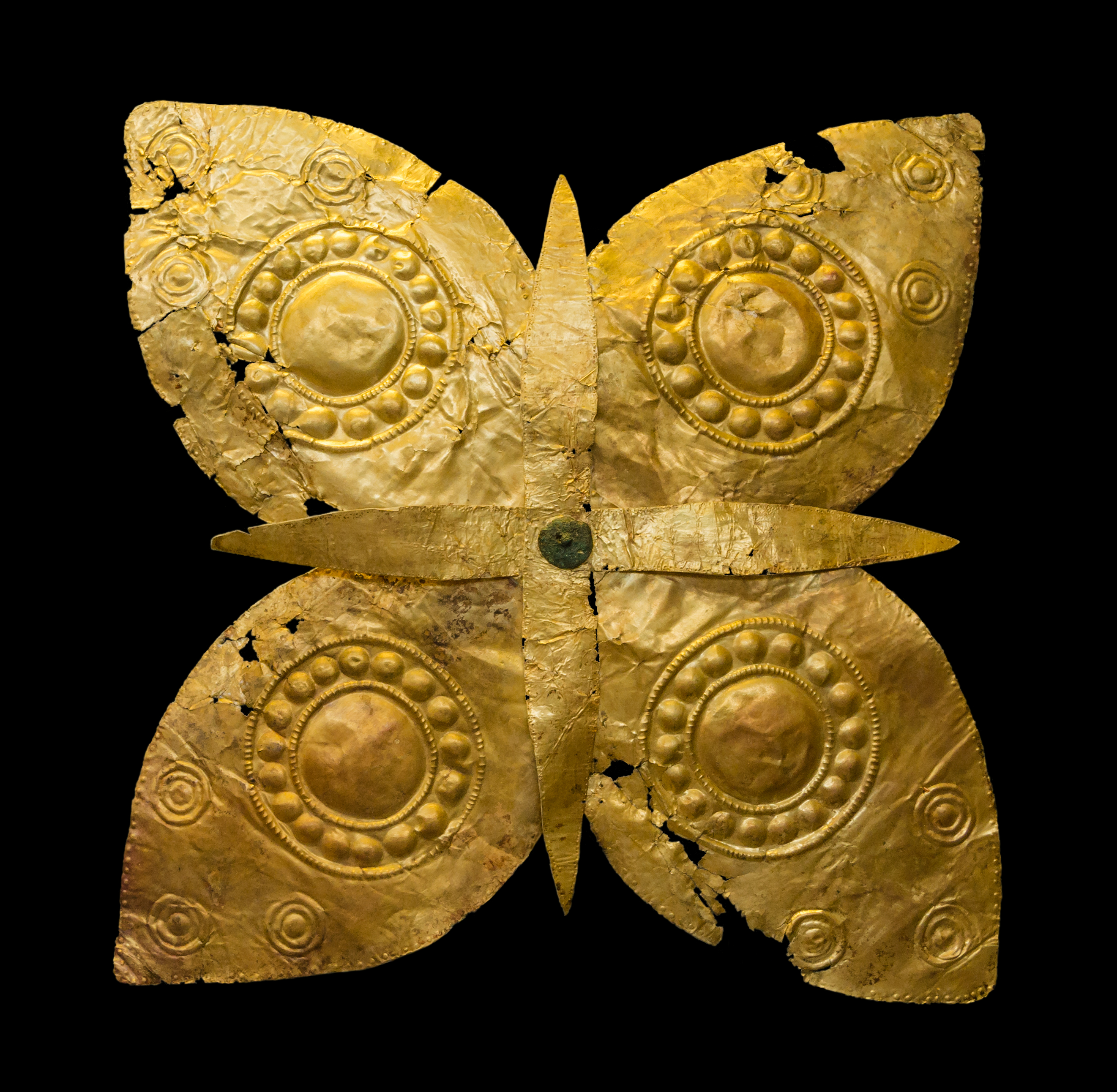
Ornement en feuille d'or, en forme de fleur. Musée national archéologique d'Athènes.
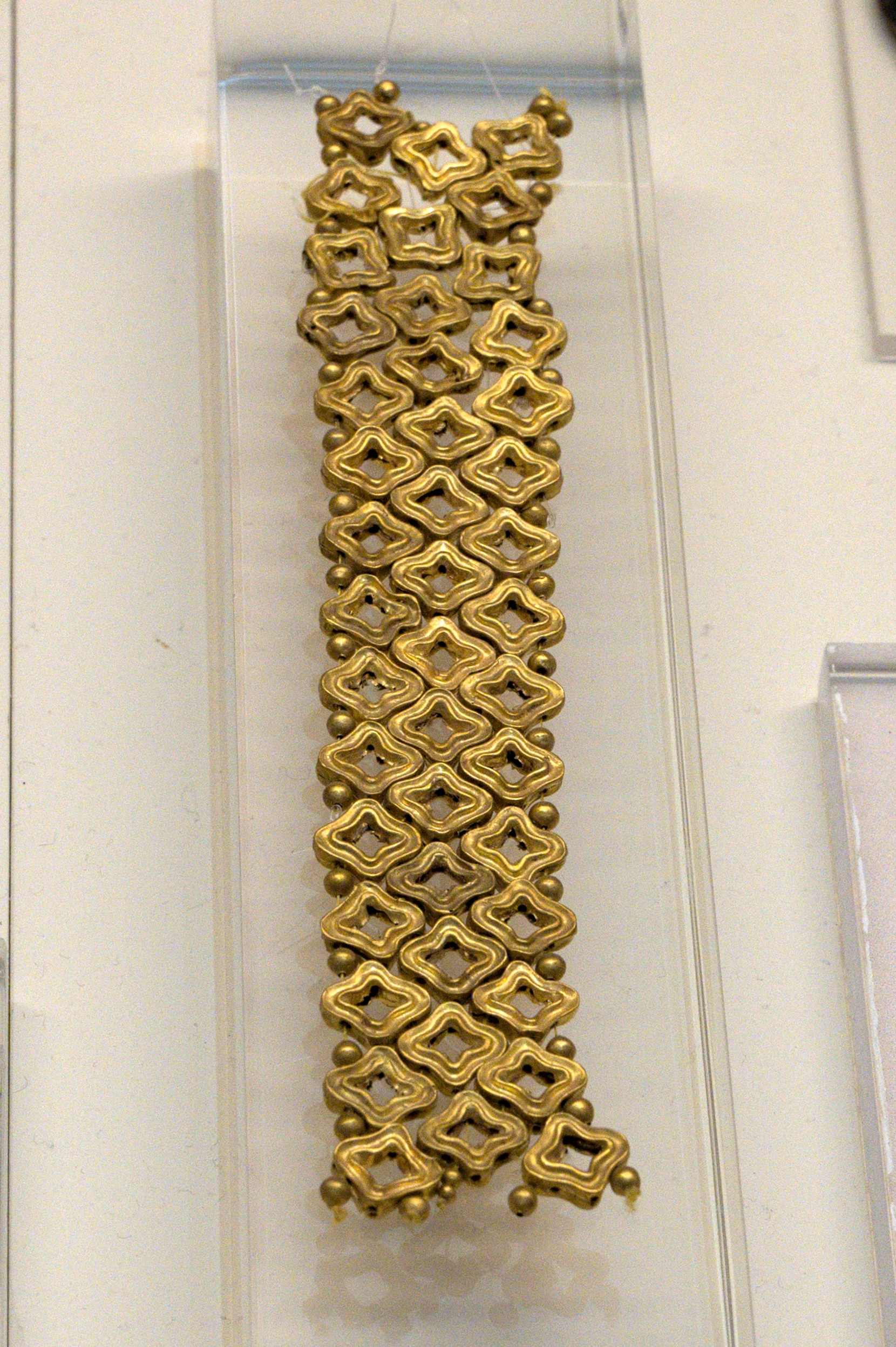
Bande faite de perles d'or, Asinè, v. 1500-1350 av. J.-C. Musée archéologique de Nauplie.

### Glyptique
Les sceaux sont une caractéristique importante des réalisations artistiques mycéniennes. Ils pouvaient être portés en pendentif, en bracelet ou bien en bague, et servaient avant tout à identifier des marchandises, et plusieurs empreintes de sceaux ont été retrouvées sur de l'argile dans des sites palatiaux, mais ils avaient aussi une fonction symbolique et ornementale. Les sceaux sont en effet généralement taillés en forme de lentille ou d'amande et gravés dans un matériau de qualité, le plus souvent une pierre rare (agate, cornaline, serpentine, stéatite), parfois dans de l'ivoire ou de l'ambre ; certaines bagues sont réalisées dans du métal, notamment de l'or dans le cas de certaines retrouvées dans les tombes à fosse de Mycènes pour l'HR I. Cette période marque le début de la glyptique sur le continent, à la suite d'une forte inspiration crétoise. Les thèmes dominants sont guerriers : combats ou chasse (notamment un homme barbu maîtrisant des animaux sauvages). D'autres représentent des scènes religieuses, comme une bague-sceau en or de Tyrinthe qui représente quatre démons en procession portant des cruches en direction d'une déesse qui tient un vase qu'ils vont sans doute remplir. À l'HR III, le répertoire iconographique s'appauvrit, et des motifs décoratifs comme les rosaces ou les cercles apparaissent et se généralisent.

### Ivoires

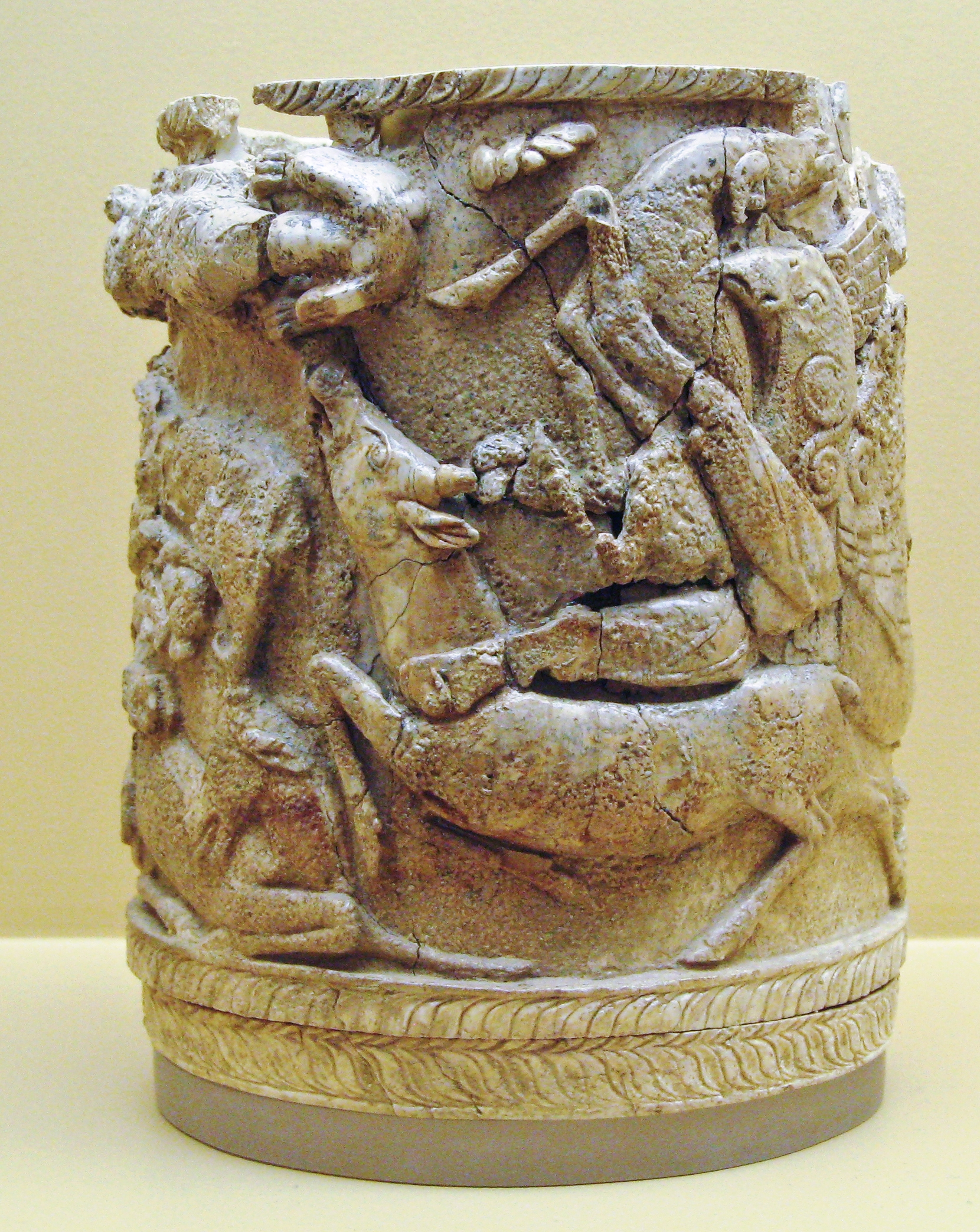
Pyxide en ivoire sculptée retrouvée à Athènes, fin du, Musée national archéologique d'Athènes.

L'art de l'ivoire sculpté a produit plusieurs des œuvres les plus remarquables exhumées sur des sites mycéniens, en premier lieu sur le site éponyme de la civilisation. Le palais de la citadelle de Mycènes a ainsi livré un groupe de deux déesses accompagnées d'un enfant, fortement influencé par la tradition des ivoires crétois datant des périodes antérieures, car les personnages portent des vêtements typiques des sculptures de l'île. Une vaste quantité d'ivoires (près de 18 000 objets et fragments) ont été trouvés dans deux résidences extérieures à la citadelle, la « Maison des boucliers » et la « Maison des sphinx », qui n'étaient probablement pas des ateliers où l'on fabriquait ces objets mais plutôt là où on ajoutait ces ivoires à des meubles qu'ils décoraient. On y a trouvé de remarquables plaques sculptées. D'autres sites ont livré des ivoires, notamment une tombe de l'Agora d'Athènes où a été trouvée une boîte à fards (pyxide) sculptée dans une défense d'éléphant, sur laquelle sont sculptés des griffons chassant des cerfs, ou encore Spatta en Attique d'où provient une plaque d'ivoire décorée de sphinx.

### Peintures murales
La peinture murale de l'époque mycénienne est très largement influencée par celle de l'époque minoenne à laquelle elle emprunte beaucoup tant pour le style que pour les sujets. Quelques fresques murales ont survécu à l'épreuve du temps dans des palais mycéniens. Les thèmes représentés sont variés : des processions « religieuses » qui étaient déjà courantes en Crète, mais aussi des scènes de chasses (dont tauromachies), et de combats guerriers qui sont des innovations thématiques. Une fresque du palais de Thèbes représente ainsi une procession de femmes vêtues à la crétoise et portant des offrandes à une déesse. D'autres fragments de scènes semblables ont été trouvés à Pylos et Tyrinthe. De Mycènes provient un exemple de fresque militaire représentant une scène de siège, ornant les murs du mégaron du palais. D'autres fresques sont constituées de motifs géométriques. Une partie de la céramique était elle aussi peinte, avec des thèmes identiques.

### Armement

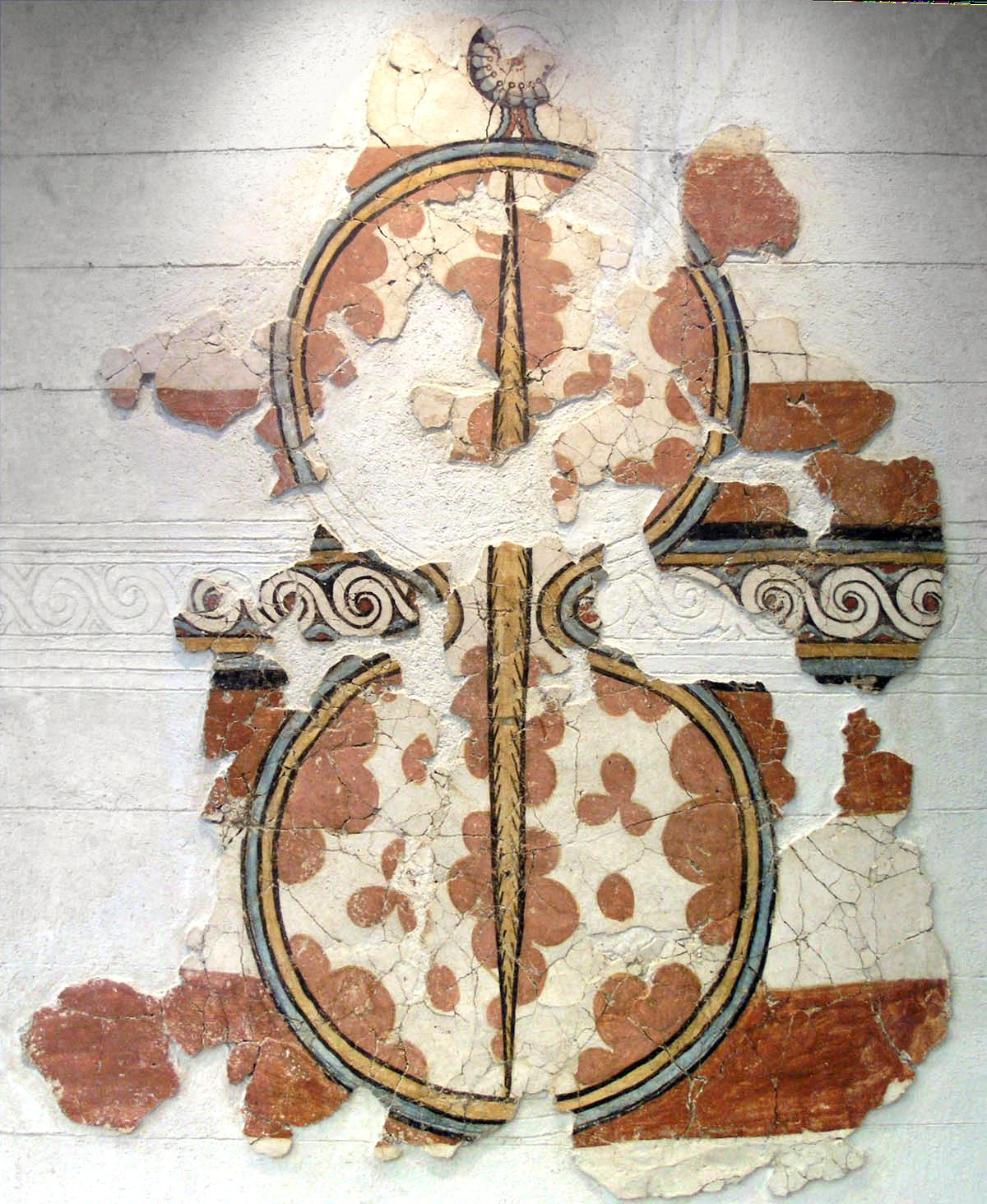
Fresque de Mycènes représentant un bouclier symbole de la déesse de la guerre, Musée national archéologique d'Athènes.

Des objets militaires ont été retrouvés dans des trésors de la période mycénienne. Les tablettes de linéaire B, retrouvées dans les palais et qui contiennent des idéogrammes représentant les armes, nous donnent aussi des indications sur l'armement (même si ces signes n'expriment que le concept d'une arme et ne nous donnent pas les différentes variantes des armes), qu'on peut compléter par d'autres représentations figurées (fresques, poteries peintes).
Du point de vue de l'armement défensif, mal connu, le casque le plus attesté est celui réalisé avec des défenses de sanglier cousues sur des lanières de cuir, mentionné dans l’Iliade. Deux types de boucliers sont attestés : un type en forme de huit, et un autre semi-cylindrique, faits d'une armature en bois couverte par plusieurs peaux de bœufs. La trouvaille la plus impressionnante est celle de l'armure de Dendra, datée de l'HR II/III A1. Elle est composée de plusieurs plaques de bronze liées de façon à s'articuler et cousues sur un vêtement de cuir.
Concernant l'armement offensif, mieux connu, on remarque une évolution tout le long de l'HR. L'épée, en bronze, se développe à partir du poignard court et se répand à la période mycénienne sur le continent. Deux types cohabitent au départ : une longue épée lourde à lame étroite, et une autre plus légère, courte et large. Les modèles développés à l'HR III A permettent de frapper d'estoc et de taille, avec une lame courte et une garde plus efficace. Par la suite, la dague, à lame plus courte et plus solide, se généralise. Les pointes de lance, arme sans doute très utilisée dans les combats mais peu attestée dans les tombes, ont tendance à devenir plus courtes et pointues. Des pointes de javelines sont également connues, ainsi que de nombreuses pointes de flèches, qui peuvent être en bronze, mais aussi en silex ou en obsidienne. Les guerriers pouvaient monter sur des chars de combat, qui se diffusent sur le continent à l'époque mycénienne, mais le relief accidenté de Grèce n'a pas dû faciliter son utilisation sur les champs de bataille.

Équipements militaires de la période mycénienne conservés au Musée national archéologique d'Athènes.
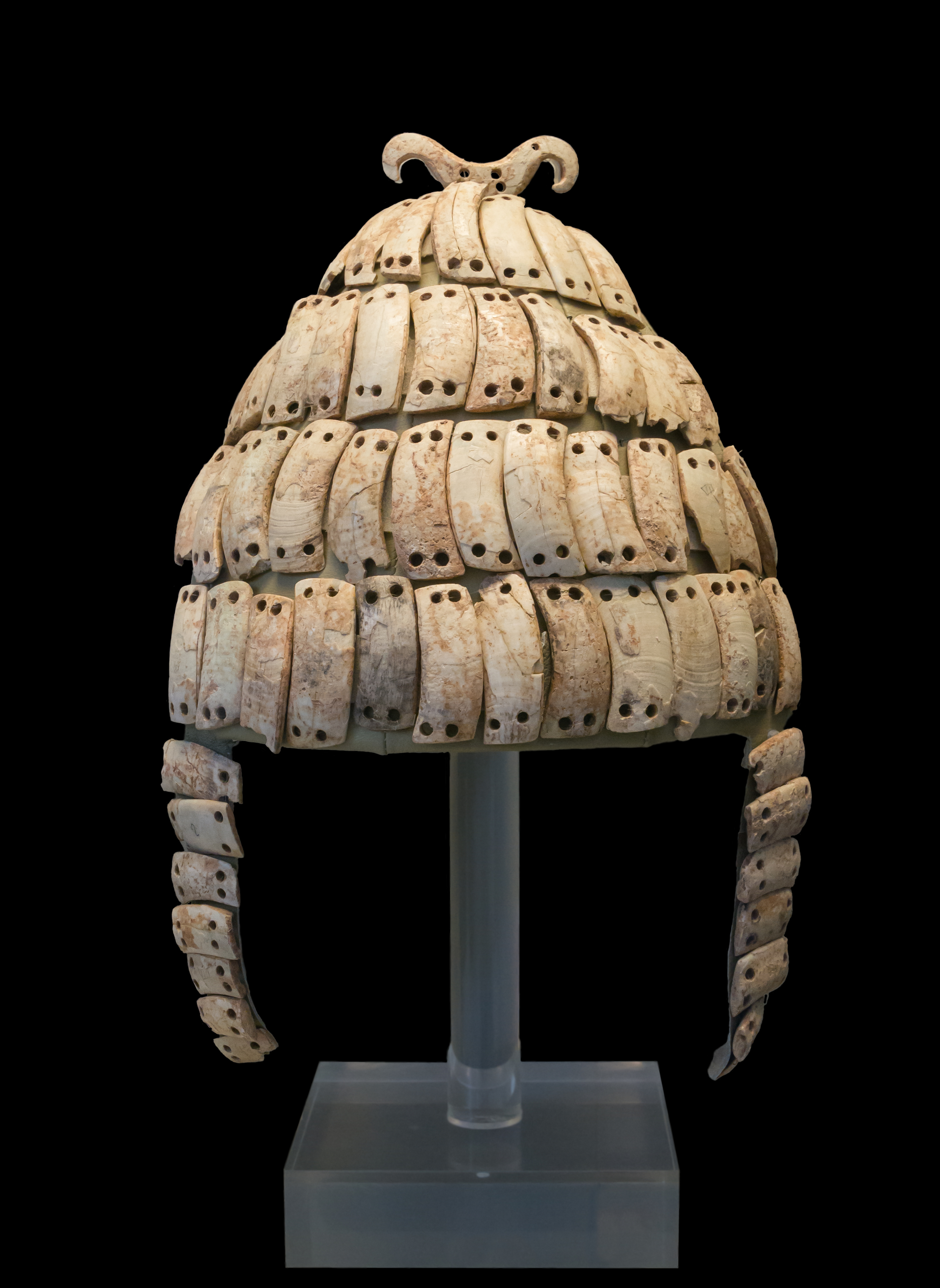
Casque en défenses de sanglier retrouvé dans une tombe de Mycènes, HR III.
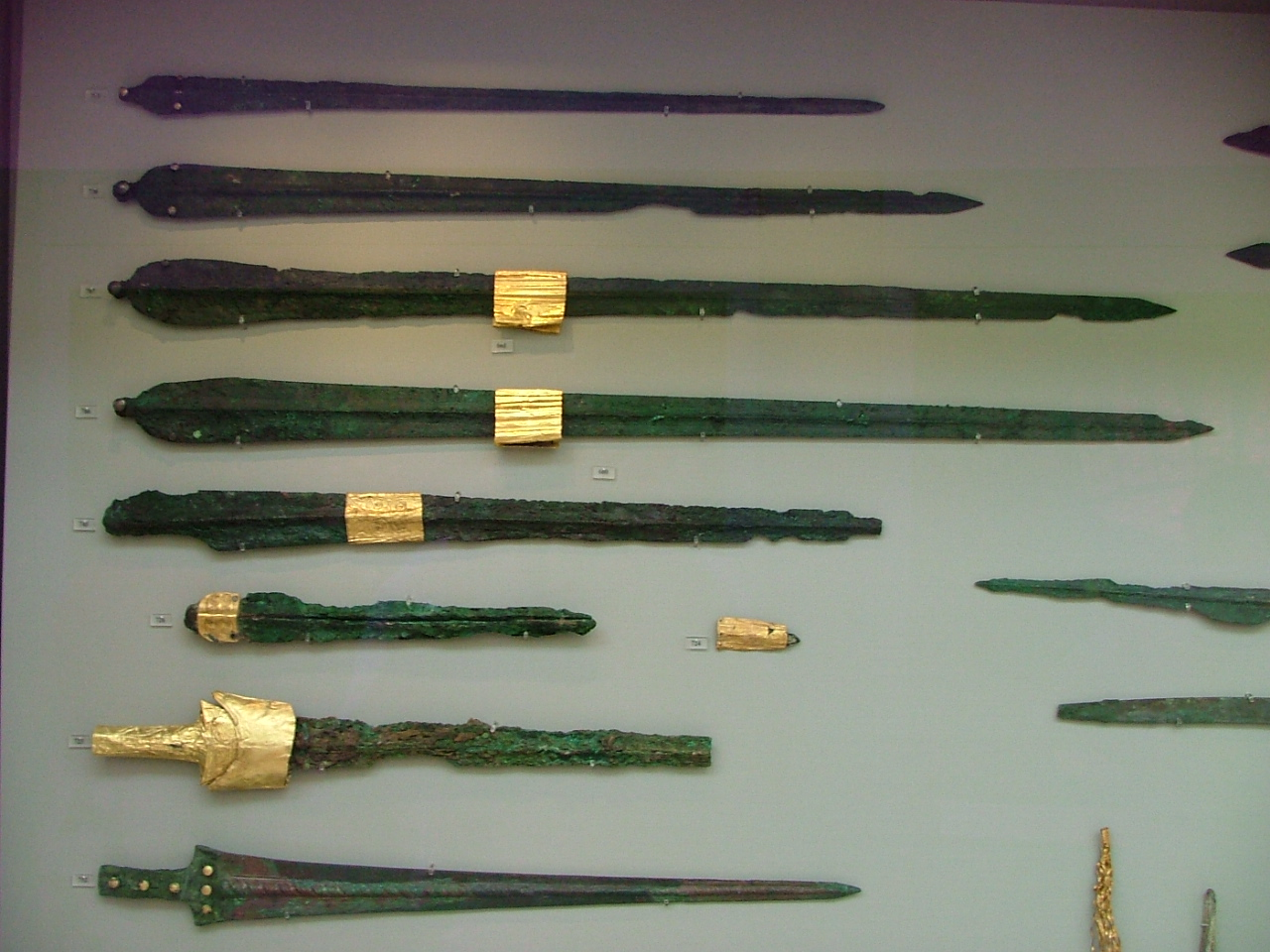
Épées provenant de la tombe V du « cercle A » de Mycènes, HR I.
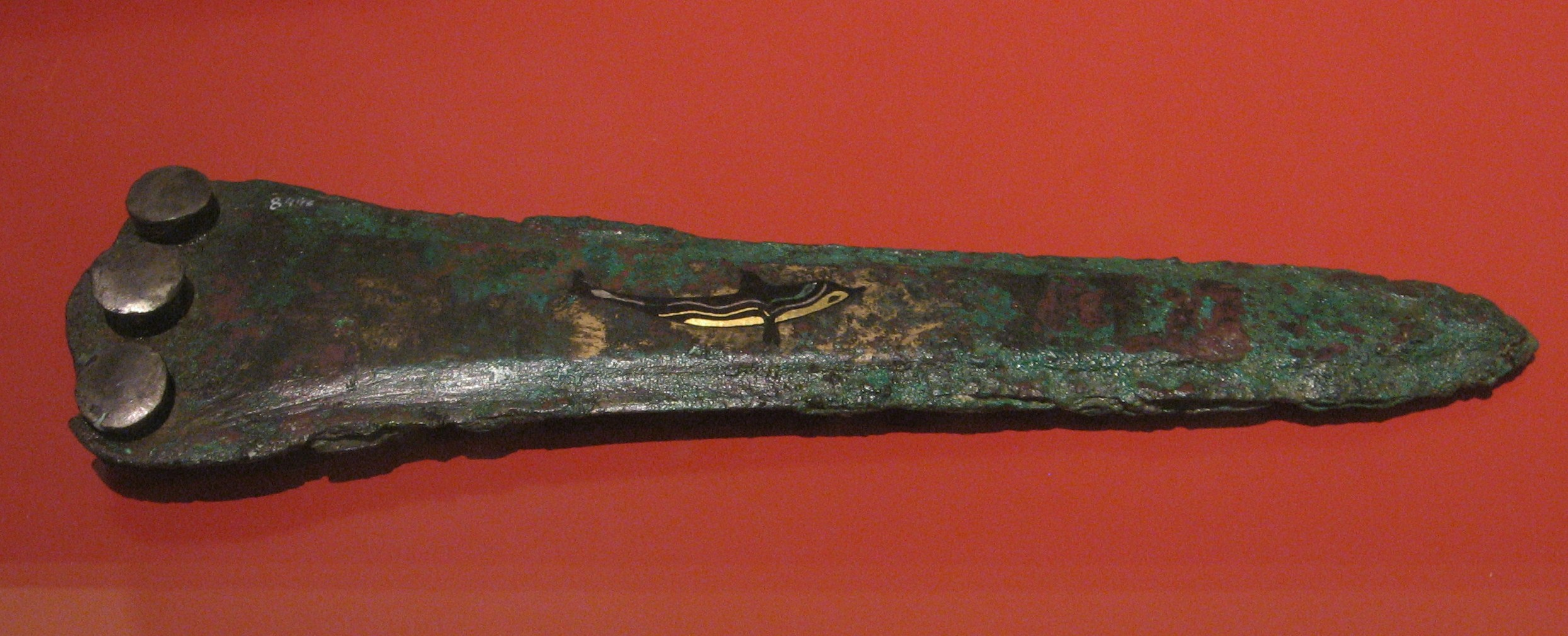
Dague à décor de dauphin trouvée dans une tombe à Prósymna (Berbati), HR II.
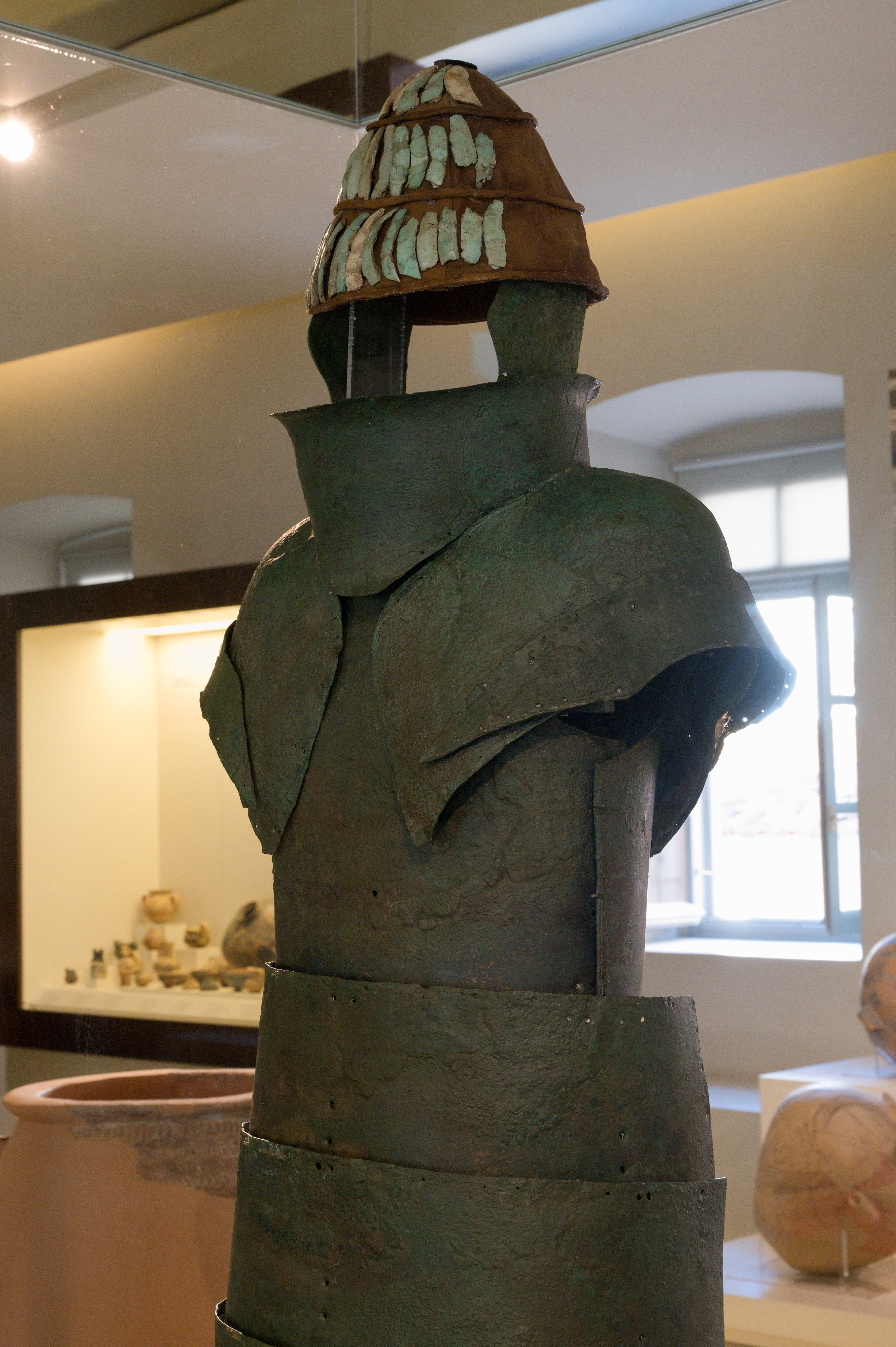
Armure de Dendra, v. 1500 av. J.-C. Musée archéologique de Nauplie.

## L'effondrement de la civilisation mycénienne
La fin de la période mycénienne pose un ensemble de problèmes qui ne sont toujours pas résolus, tant du point de vue de la chronologie que de celui de l'interprétation des événements.

### Destructions et réorganisations

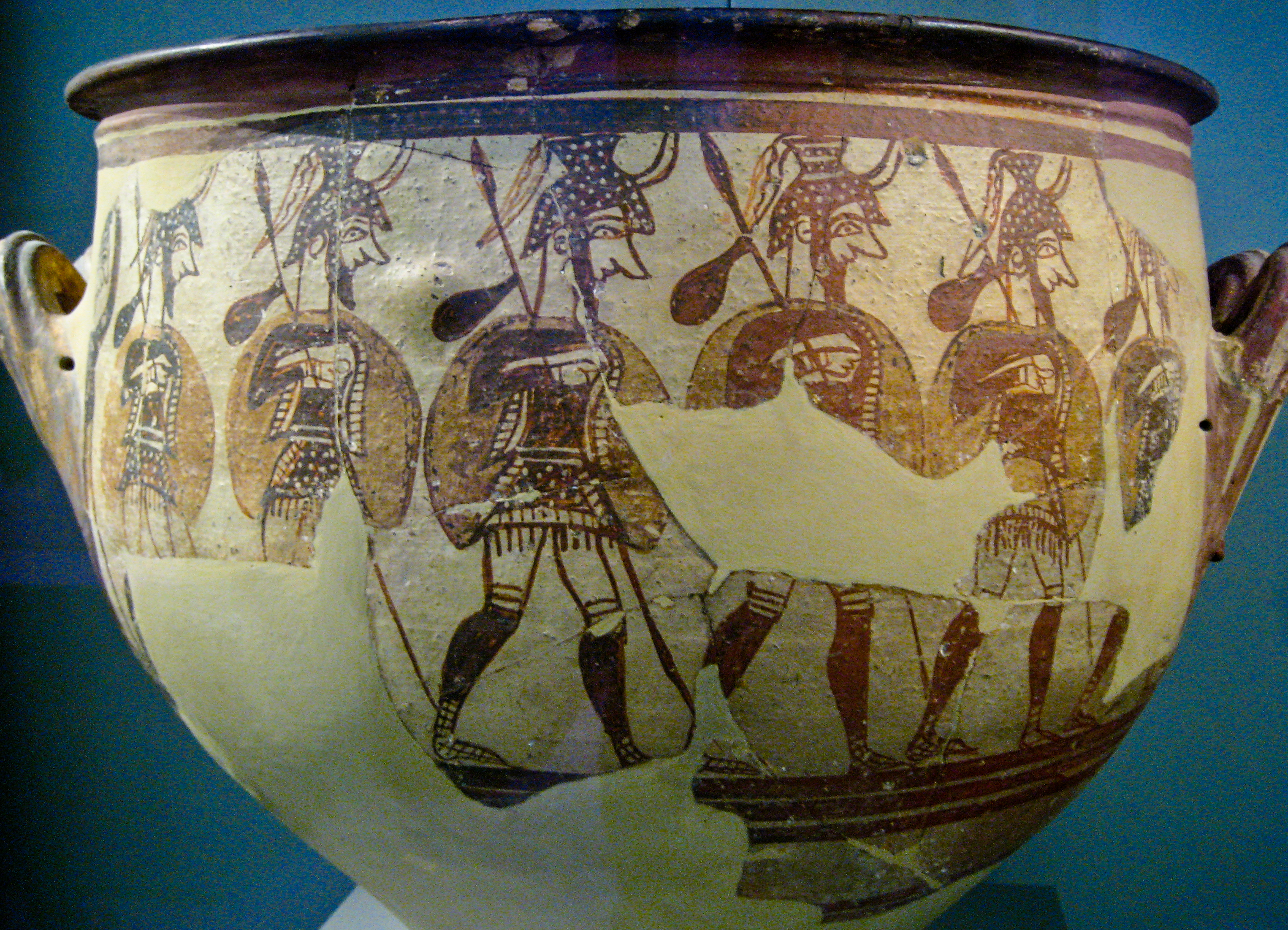
Soldats en marche observés par une figure féminine en noir, Vase aux Guerriers, Mycènes, v. 1150, musée national archéologique d'Athènes.

Les signes de détérioration de la situation dans le monde mycénien pourraient se présenter dès le XIIIe siècle av. J.-C., peut-être en lien avec un déclin des circuits d'échanges à longue distance qui auraient généré des tensions entre les États, mais cela reste à confirmer. La fin de l'HR III B1 est marquée par quelques destructions, notamment à Mycènes. À l'HR III B2, autour de 1250/1200 av. J.-C., on remarque une augmentation des systèmes de défense des sites mycéniens, signe que l'insécurité augmente. Mais il ne s'agit pas forcément d'une période de crise, car ces niveaux ont fourni un matériel archéologique qui témoigne d'un niveau de richesse qui n'a rien à envier à celui des précédents. La fin de cette période est marquée par de nombreuses destructions sur une grande partie des sites palatiaux mycéniens de Grèce continentale, et cette fois-ci les palais ne sont pas reconstruits : certains comme Mycènes et Tyrinthe sont certes réoccupés, mais de façon plus modeste, tandis que Pylos et Thèbes sont complètement abandonnés. Les destructions affectent aussi des sites secondaires, mais on ne peut pas dire dans quelle mesure elle touche cette catégorie d'habitat peu fouillée. Des destructions similaires se retrouvent en Crète,.

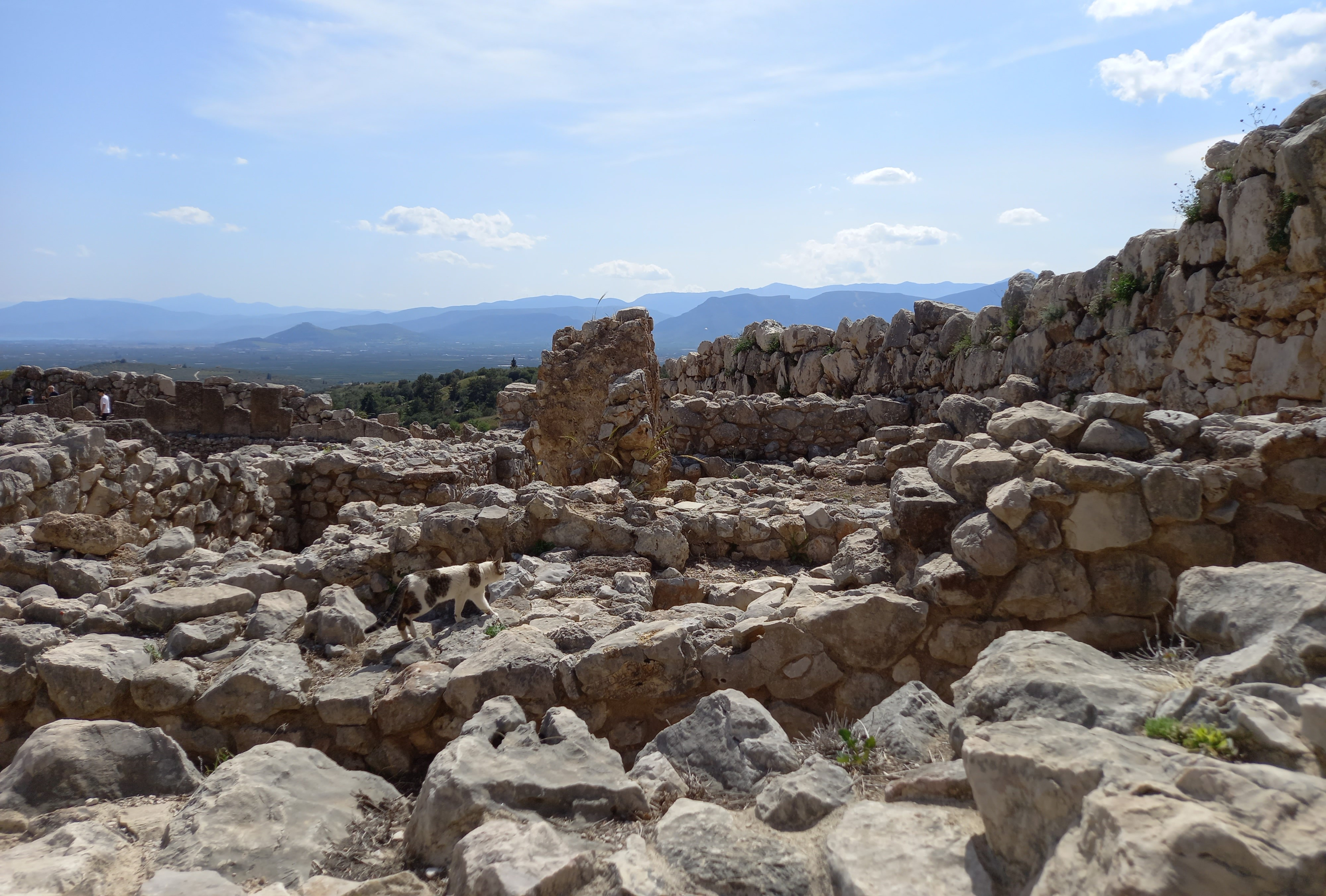
Les ruines du « Grenier » à Mycènes, bâtiment construit après la destruction marquant la fin de l'époque des palais.

Le déclin est donc clair au tournant du XIIe siècle av. J.-C., quand débute l'Helladique récent IIIC, qui constitue la période « postpalatiale ». L'administration caractéristique du système palatial mycénien a disparu, la rédaction de tablettes en linéaire B a cessé, les biens de luxe ne sont plus importés. Mais les traits matériels mycéniens subsistent pendant au moins un siècle, ce qui fait que la période, bien que sans palais, est caractérisée comme une phase de la civilisation mycénienne. Une reprise se décèle en plusieurs endroits vers le milieu du siècle, mais elle n'est pas durable. La présence de sépultures de guerriers indique qu'il y a toujours une élite au XIIe siècle av. J.-C.,, mais celle-ci a manifestement changé de nature et est devenue plus militaire qu'administrative, ce qui pourrait être lié au basculement vers des temps où l'insécurité est chronique. En effet l'instabilité semble le maître-mot de la période, qui voit probablement des mouvements de populations importants peut-être l'essor de l'insécurité (révoltes, raids de pirates). La période postpalatiale voit une baisse du nombre de sites en Grèce, qui peut être très importante dans certaines régions (9/10e des sites de Béotie disparaissent, 2/3 de ceux d'Argolide). Certains sites comme Mycènes ou Tirynthe sont toujours occupés, leurs citadelles sont entretenues et la culture matérielle qu'on y retrouve présente toujours des traits mycéniens, mais ailleurs la situation est moins bien connue quoique les découvertes aient fait progresser la connaissance de la période,. On note des changements : les édifices érigés sur les anciens palais sont de plan différent (abandon du mégaron à Tyrinthe), apparition d'un nouveau type de céramique, dite « barbare » parce qu'elle a jadis été attribuée à des envahisseurs extérieurs, et on a pu voir dans la céramique peinte de la période un antécédent des styles géométriques. La période voit aussi une poursuite de l'augmentation de la pratique de la crémation. L'époque post-palatiale n'est donc pas exempte de créativité et d'innovations. Plus largement l'homogénéité de la culture matérielle qui était de mise durant la période palatiale prend fin, et laisse place à une plus grande diversité régionale, qui implique une diversité de situations dans la manière dont la crise a été vécue et dans l'impact qu'elle a eue.
En Crète la structure du peuplement change : les sites côtiers sont délaissés au profit des sites intérieurs situés sur les hauteurs, ce qui est expliqué par une recherche de protection et une augmentation de l'insécurité sur la mer. Dans les Cyclades les contacts avec le continent déclinent, on a pu proposer que des perturbations repérées par endroits soient dues à l'arrivée de réfugiés depuis le continent. Après la période de troubles on trouve un site présentant un niveau élevé de richesse à Grotta sur Naxos, mais la situation des autres îles est obscure. Sur la côte d'Asie Mineure et en Crète des groupes venus du monde égéen mycénien ou mycénisé s'implantent à cette période, mais on ne sait de quelle importance ils sont, quoi qu'il en soit ils amorcent des changements majeurs pour ces régions. Plus largement cette crise s'inscrit dans un contexte d'effondrement des civilisations de l'âge du Bronze, qui affecte le monde antique de la Méditerranée orientale jusqu'à la Mésopotamie, et emporte plusieurs royaumes importants (en premier lieu les Hittites, aussi Ugarit) et voit le déclin marqué d'autres (Égypte, Assyrie, Babylonie, Élam).

### La quête de causes
Quelles sont les causes du déclin de la civilisation mycénienne à cette période,, ? En effet au-delà des destructions, qui ne sont pas inédites dans l'histoire précédente du monde égéen de l'âge du Bronze, le phénomène le plus frappant est l'absence de réoccupation des sites majeurs et la fin de l'administration palatiale, qui crée donc une rupture majeure, et c'est cela qui a stimulé le plus les réflexions. Plusieurs explications ont été avancées. Celles reposant sur des catastrophes naturelles (changement climatique, tremblements de terre, sécheresse, aussi des épidémies) sont souvent rejetées mais refont régulièrement surface, et ne sont pas forcément à exclure ponctuellement. Deux grandes théories dominent traditionnellement : celle des mouvements de population et celle des conflits internes. La première attribue la destruction des sites mycéniens à des envahisseurs. On invoque tantôt les Doriens tantôt les Peuples de la mer. On envisage désormais que les premiers, dont parlent les historiens grecs ultérieurs, étaient déjà présents en Grèce continentale auparavant, et on a donc tendance à ne plus accepter l'ancienne théorie d'une « invasion dorienne » balayant la civilisation des Achéens, qui n'apparaît pas dans la documentation archéologique et repose uniquement sur des arguments linguistiques. Les mouvements de peuples se produisant depuis les Balkans jusqu'au Proche-Orient à cette période, mentionnés dans les inscriptions égyptiennes désignant les envahisseurs sous le nom de « Peuples de la mer », sont eux bien certains bien que mal compris. On sait que ces peuples participent à des mouvements de populations probablement responsables de nombreuses destructions en Anatolie ou au Levant, mais la chronologie de ces destructions est très mal établie. La culture matérielle qui se diffuse avec ces migrations a en tout cas de fortes affinités avec le monde égéen, en particulier celle des premiers Philistins arrivés au Proche-Orient. La mention d'un peuple nommé Aqweš (qui rappelle le terme « Achéen ») dans un texte égyptien du XIIe siècle a fait supposer à des spécialistes que des Mycéniens auraient pris part à ces mouvements de populations, d'autant plus que des Mycéniens se sont probablement installés à Chypre vers 1200. Mais une nouvelle fois ces arguments demeurent impossibles à prouver, et la recherche actuelle s'oriente vers une vision de groupes mêlant des gens de divers horizons (mycénien, égéen mycénisé, anatolien, chypriote). La seconde théorie fait choir la civilisation mycénienne au cours de conflits sociaux internes, entraînés par un rejet du système palatial par les couches sociales les plus défavorisées, qui s'appauvriraient à la fin de l'Helladique Récent. Cette hypothèse rejoint parfois la précédente, quand on essaie de mêler les divisions sociales à des divisions ethniques (révolte du peuple « dorien » réduit en servitude selon J. Hooker). D'autres propositions ont orienté la recherche d'explications vers une logique de transformation socio-économique, nuançant le catastrophisme : la période finale de la civilisation mycénienne verrait plutôt se mettre en place un processus de recomposition sociale, de redistribution du pouvoir dans la société, expliquant la disparition des élites mycéniennes et des traits caractéristiques de ce groupe social (palais, tombes, art, écriture, etc.), mais affectant moins le reste de la société. En raison des incertitudes chronologiques, il est difficile d'être plus précis, et les explications reposant sur une seule cause semblent exclues : il s'agit d'un phénomène complexe reposant sur plusieurs facteurs, dans lequel intervient un « effet boule de neige » qui rend la situation de moins en moins contrôlable et explique l'ampleur de l'effondrement et l'aspect chaotique de la situation qui succède aux destructions.

### Vers les «âges obscurs»
Quelles qu'en soient les causes et les modalités, la civilisation mycénienne disparaît définitivement dans les derniers temps de l'HR III C, quand les sites de Mycènes et de Tirynthe sont détruits à nouveau, puis abandonnés, et deviennent des sites mineurs pour le reste de leur existence. Cette fin, à dater des dernières années du XIIe siècle ou juste après, se produit à l'issue du long déclin de la civilisation mycénienne, qui a mis un bon siècle avant de s'éteindre. Plutôt qu'une rupture brusque, la culture mycénienne se désagrège progressivement. Après cela ses traits principaux se perdent et ne sont pas conservés durant les périodes ultérieures,. Ainsi, au sortir de la fin de l'âge du Bronze les grands palais royaux, leurs archives administratives en écriture linéaire B, les tombes collectives et les styles artistiques mycéniens sont sans postérité : tout le « système » de la civilisation mycénienne s'est effondré et a disparu. Il n'y a désormais plus de trace d'une élite, l'habitat est constitué de villages ou hameaux groupés sans bâtiments publics ou cultuels, la production artisanale perd fortement en variété et devient essentiellement utilitaire, les différences dans la production de céramique et les pratiques funéraires sont fortes, y compris entre régions voisines. Le début du XIe siècle ouvre un contexte nouveau, celui de la phase « sub-mycénienne », dont le matériel céramique est considérablement appauvri par rapport aux phases palatiales. La Grèce est alors entrée dans les « siècles obscurs » de la tradition historiographique, qui marquent le passage de l'âge du Bronze à l'âge du Fer, et vers les traditions céramiques « géométriques » (la période protogéométrique débute vers le milieu du XIe siècle av. J.-C.). Les cultures qui se développent après l'effondrement de la civilisation mycénienne sont moins ouvertes sur l'extérieur, leurs élites sont moins riches, et leur organisation socio-économique est moins complexe, même si le tableau pessimiste qui prévalait auparavant a été nuancé. Au sortir des premiers siècles du Ier millénaire av. J.-C., les Grecs de l'époque archaïque comme Hésiode et Homère ne savent manifestement que très peu de choses de la période mycénienne, et c'est une nouvelle civilisation grecque qu'ils mettent en place.

## Continuités et mémoire
La rupture créée par les « siècles obscurs » est telle que la civilisation mycénienne semble tomber dans l'oubli et que ses caractéristiques sociales et politiques disparaissent. Du côté de la culture, les éléments de continuité sont débattus. Un premier point est le fait que la langue grecque se conserve durant cette période, même si l'écriture mycénienne est oubliée, et qu'au sortir des âges obscurs les Grecs se tournent vers le Proche-Orient pour adopter son alphabet. Le vocabulaire de l'époque mycénienne a pu être compris parce qu'il présente beaucoup de points communs avec celui du grec ancien, mais le sens des mots connaît des évolutions notables entre les périodes, ce qui renvoie aux changements qui se produisent dans la civilisation de Grèce. L'archéologie met également en évidence de nombreuses évolutions, comme vu plus haut : le système palatial mycénien disparaît autour de 1200 av. J.-C., puis les autres traits matériels de la civilisation mycénienne disparaissent dans le courant du XIIe siècle av. J.-C., en particulier ses styles de céramiques. L'abandon de nombreux sites mycéniens est un autre indicateur de la radicalité de la rupture qui a alors lieu, de même que les évolutions des pratiques funéraires, du peuplement et aussi des techniques architecturales. Un système s'effondre, puis une civilisation, et quelque chose de nouveau est en gestation, sur des bases nouvelles. Le fait que les données archéologiques restent limitées empêche néanmoins de bien prendre la mesure de l'ampleur de la rupture qui se produit, de ses modalités et de son rythme.
La question de la mesure de la rupture entre l'âge du Bronze et les âges obscurs est souvent posée dans le domaine de la religion. Les tablettes mycéniennes ont indiqué que les Grecs de cette période vénéraient déjà les principales divinités connues pour les époques archaïque et classique, à quelques exceptions près. Mais la structure du panthéon semble présenter des différences significatives, et peu de continuités ressortent de l'étude des rituels et du vocabulaire religieux, quoique le sacrifice aux dieux soit déjà l'acte central du culte, suivant des principes qui semblent correspondre avec ceux des époques historiques. De plus on ne sait rien ou pas grand chose des fonctions et puissances incarnées par les divinités de l'époque mycénienne, aussi la comparaison se limite souvent aux noms : mais rien ne dit que le Zeus de l'époque mycénienne ait les mêmes aspects que celui des époques archaïque et classique. Quant à la question de la continuité des lieux de culte, elle n'est pas plus évidente à résoudre : il y a certes des traces d'occupation mycénienne sur certains sanctuaires majeurs de l'Antiquité classique (Delphes, Délos), mais rien n'indique avec assurance qu'il s'agisse déjà d'un sanctuaire. En fait bien souvent quand il y a continuité d'occupation, un sanctuaire émerge durant les âges obscurs à partir d'un site mycénien qui n'a pas de rôle religieux évident, à quelques exceptions près (à Épidaure, à Aghia Irini sur Kéos). Cela implique au minimum la préservation d'une mémoire de l'époque mycénienne, quand bien même elle soit floue, qui assure la continuité de l'occupation voire l'attribution d'un aspect sacré à un site. Mais les sanctuaires du Ier millénaire av. J.-C., avec leurs téménos et leurs temples, ne ressemblent en rien à ceux identifiés pour l'époque mycénienne, ce qui semble indiquer une rupture profonde dans les croyances et pratiques religieuses.
Une autre question récurrente est celle de savoir dans quelle mesure les récits homériques, et plus largement les cycles épiques, donnent des informations sur l'époque mycénienne. Cela remonte à l'époque des découvertes de Schliemann, qui lie explicitement ses découvertes à Mycènes et Troie aux épopées homériques (qui ont guidé ses recherches), et il est suivi en cela par les historiens et archéologues des décennies suivantes. Un des pionniers de l'histoire de la religion et de la mythologie grecques, Martin P. Nilsson, considérait que les récits héroïques renvoyaient à l'époque mycénienne, étant donné que plusieurs sites majeurs de cette période y sont présentés comme des royaumes de premier plan (Mycènes, Pylos), et aussi qu'ils documentent une période durant laquelle l'institution royale est primordiale, ce qui correspond bien à l'âge mycénien. De plus il repérait dans l'iconographie mycénienne des antécédents à certains mythes grecs. Mais ces interprétations sont loin de faire l'unanimité, puisque les images mycéniennes sont sujettes à plusieurs explications très divergentes, et que plusieurs sites importants de l'époque mycénienne ne sont pas attestés dans les textes épiques, et que certains royaumes majeurs des épopées n'ont pas laissé de trace d'époque mycénienne (en premier lieu Ithaque, la patrie d'Ulysse). Depuis les années 1950 avec la traduction des tablettes mycéniennes qui a permis de préciser la connaissance sur cette civilisation, puis les travaux de M. I. Finley, et les découvertes archéologiques qui les ont suivi, le consensus qui s'est dégagé est que les textes homériques ne décrivent pas le monde mycénien, très antérieur à leur époque de rédaction (vers la seconde moitié du VIIIe siècle av. J.-C.) et bien différent de ce qui transparaît dans ces récits, mais la société de leur époque de rédaction et celles qui la précèdent immédiatement (donc les âges obscurs), tout en y agrégeant des réminiscences des âges mycéniens,. Il a ainsi été proposé que les textes homériques préserveraient quelques mémoires authentiques sur les traditions rituelles de l'âge du Bronze. Un casque en défenses de sanglier similaire à ceux connus pour l'époque mycénienne est décrit avec précision dans un passage de l’Iliade (X.260-271), alors que ce type d'objet est inconnu pour l'époque homérique, ce qui indique que la connaissance de certains éléments de la culture matérielle mycénienne a pu survivre.